# Histoire de Chicago
L'histoire de Chicago commence en 1770 avec la fondation officielle de la cité. Incorporée en municipalité en 1833, Chicago devient la plus grande ville de l'État de l'Illinois et le centre névralgique de la région du Midwest dans la seconde moitié du XIXe siècle. La ville tient une place importante dans l'histoire industrielle et culturelle des États-Unis et constitue aujourd'hui le centre économique de la région des Grands Lacs et du Midwest. Au tournant du XXe siècle, Chicago est la cinquième ville la plus importante du monde après New York, Londres, Paris et Berlin. La métropole devient rapidement un pôle économique majeur et l'une des plus importantes places financières du monde ainsi que la première bourse de matières premières agricoles au monde. D'après le Bureau du recensement des États-Unis, la ville de Chicago comptait 2 746 388 habitants en 2020, ce qui en fait la troisième commune du pays après New York et Los Angeles. L'aire métropolitaine de Chicago (Chicago Metropolitan Area ; communément appelée « Chicagoland ») concentre 9 618 502 habitants et s'étale sur 28 163 km2 à travers trois États (Illinois, Indiana et Wisconsin).

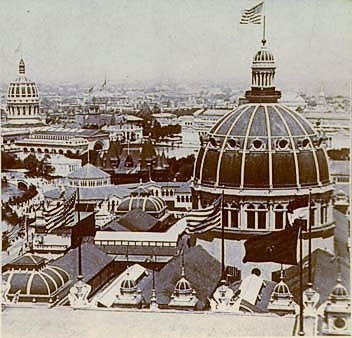
Vue sur les bâtiments de l'Exposition universelle de 1893 à Chicago.

## Avant Chicago

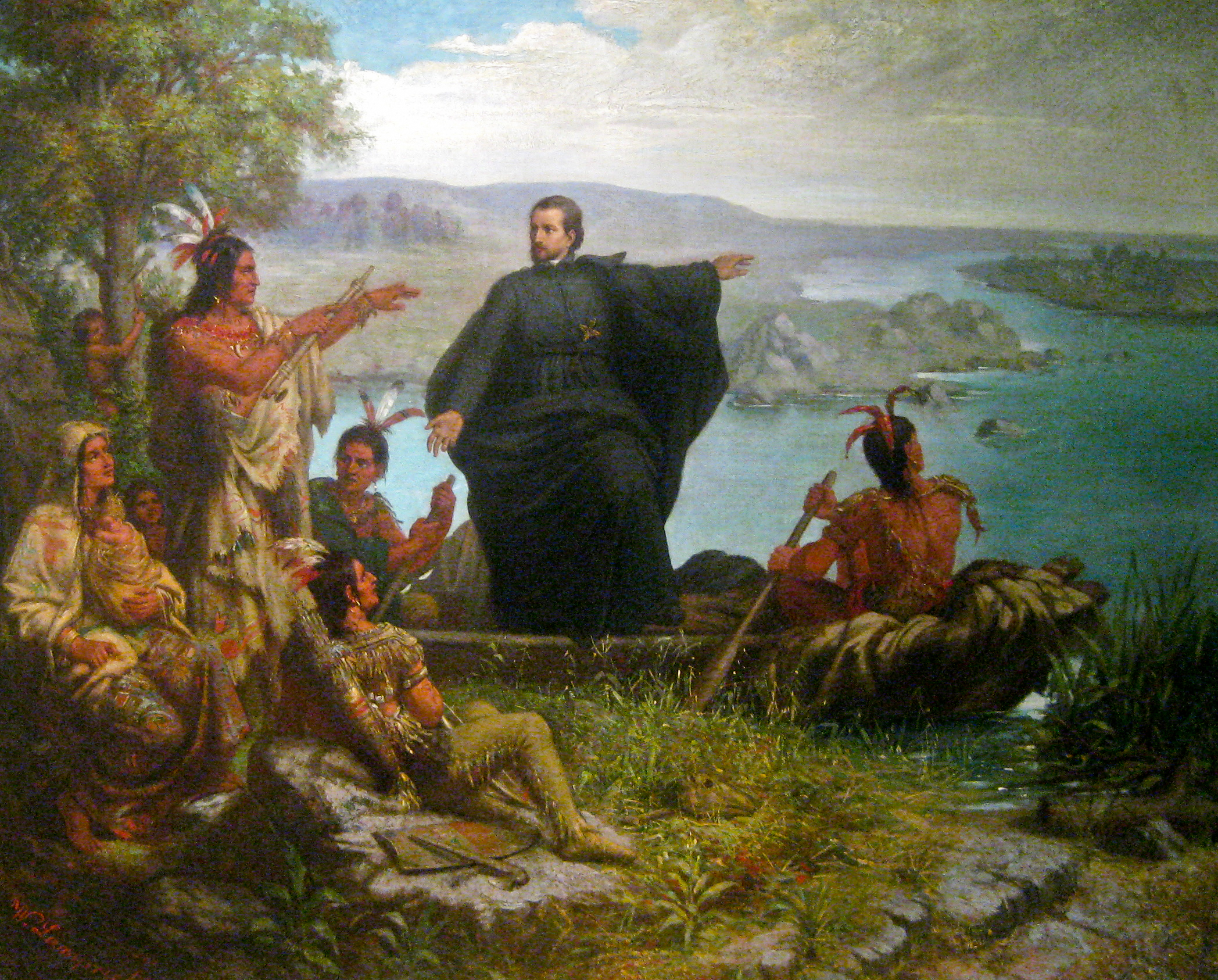
Le père Jacques Marquette prêchant aux Amérindiens.

Avant l'arrivée des premiers Européens, la région de Chicago était occupée par les Amérindiens Potéouatamis, qui prirent la place des Miamis et des Sauk et Fox vers le milieu du XVIIIe siècle. Le nom de la ville proviendrait du mot miami-illinois « sikaakwa »,,, déformé par les Français en « Chécagou » ou « Checaguar », qui signifie « oignon sauvage », « marécage » ou encore « mouffette », ce qui en dit long sur l'odeur pestilentielle qui y régnait autrefois.
Cet ancien point de passage et de liaison des Amérindiens, des explorateurs et des missionnaires, entre le Canada et le bassin du Mississippi, devint un poste permanent de traite de fourrures. C'est le coureur des bois Louis Jolliet et le père jésuite Jacques Marquette qui, en 1673, revenant d'une expédition sur le Mississippi, parvinrent à l'emplacement actuel de Chicago. En septembre 1673, ils sont les premiers Européens à traverser la rivière Chicago. Situé au milieu de vastes plaines recouvertes d'herbes hautes et denses, ils baptisèrent l'endroit « Prairies ». Neuf ans plus tard, René-Robert Cavelier de La Salle, autre explorateur français, prit possession de la « Louisiane » qui couvrit tout le Mississippi jusqu'aux montagnes Rocheuses. Le site de Chicago fit d'abord partie du Pays des Illinois. Puis les Britanniques s'emparèrent de la région au terme de la guerre de Sept Ans, par le traité de Paris en 1763.
Le fort Chécagou (aussi appelé « fort Chicago »), une forteresse du XVIIe siècle située sur l'emplacement de Chicago, fut probablement occupé moins d'une année durant l'hiver 1685. Le nom est désormais associé à un mythe selon lequel un Français possédait une garnison militaire dans un fort près de l'embouchure de la rivière Chicago, sur le futur site de Chicago. Deux mentions de ce fort qui apparurent sur plusieurs cartes de l'époque existent : celle que le fort fut construit en 1685, et celle qu'Henri de Tonti envoya Pierre-Charles de Liette comme commandant du fort jusqu'en 1702. Le fort fut abandonné par les Français dans les années 1720 pendant les guerres des Renards (les Mesquakies furent appelés « les Renards » par les Français). Cependant, bien que ce fort fut représenté sur plusieurs cartes de la région au XVIIIe siècle, il n'existe aucune preuve archéologique venant confirmer ces annotations cartographiques.
En 1795, dans une partie du traité de Greenville, une confédération indienne accorda aux États-Unis l'acquisition d'une parcelle d'environ 16 km2 de terre à l'embouchure de la rivière Chicago (représentant une portion de l'actuel centre de la ville de Chicago). D'autres accords issus du traité de Saint-Louis de 1816 permirent l'acquisition de terrains supplémentaires dans la région de Chicago, dont la partie connue aujourd'hui comme étant le portage de Chicago.

### Premier établissement

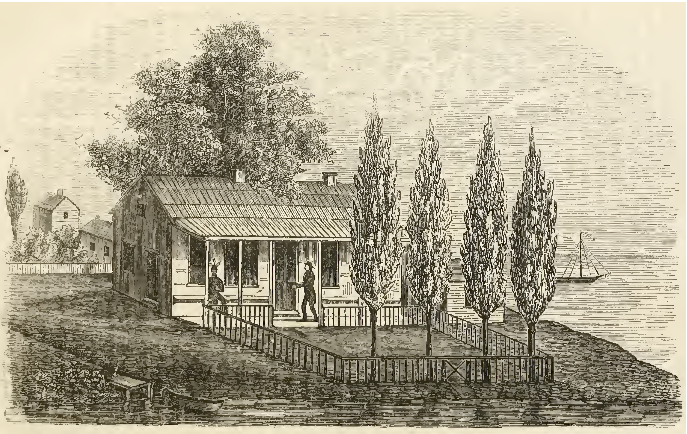
La maison de John Kinzie en 1804, à l'embouchure de la rivière Chicago. Elle fut construite par Jean Baptiste Pointe du Sable vers 1775.

Le premier établissement permanent fut fondé par Jean Baptiste Pointe du Sable à la fin du XVIIIe siècle. Ce mulâtre, fils d'un père français et d'une mère africaine, originaire de la colonie française de Saint-Domingue, construisit une première maison à Peoria et épousa une Amérindienne. Puis il s'installa à l'emplacement actuel de Chicago où il établit un comptoir commercial sur la rive nord de l'estuaire de la rivière Chicago. Il s'agissait d'un poste de ravitaillement pour les trappeurs, les marchands, les coureurs des bois et les autochtones. Son commerce devient rapidement prospère en raison de sa situation et se trouve à l'origine de la colonie permanente. En 1800, Du Sable vendit sa propriété au trappeur canadien-français Jean La Lime (en). En 1804, John Kinzie, un marchand québécois d'origine irlandaise rachète la maison, l'établissement commercial et les terres de Jean La Lime situés à Wolf Point, près de l'embouchure de la rivière Chicago. Cette même année, le gouverneur de l'Indiana William Henry Harrison, nomme Kinzie « juge de paix » et avec la construction du fort Dearborn (1803-1804), son influence et sa réputation commencent à grandir dans la région.
Durant la guerre d'Indépendance (1775-1783), le colonel George Rogers Clark s'empara de la totalité du Pays des Illinois au nom de la Virginie et le transforma en « comté d'Illinois » afin d'exercer un gouvernement théorique sur la région. En 1795, par le traité de Greenville et sous la contrainte du colonel Anthony Wayne, les Amérindiens durent céder les terres situées à proximité de l'estuaire de la rivière Chicago. En 1803, l'achat des immenses territoires de la Louisiane française par les États-Unis renforça l'importance stratégique du lieu.

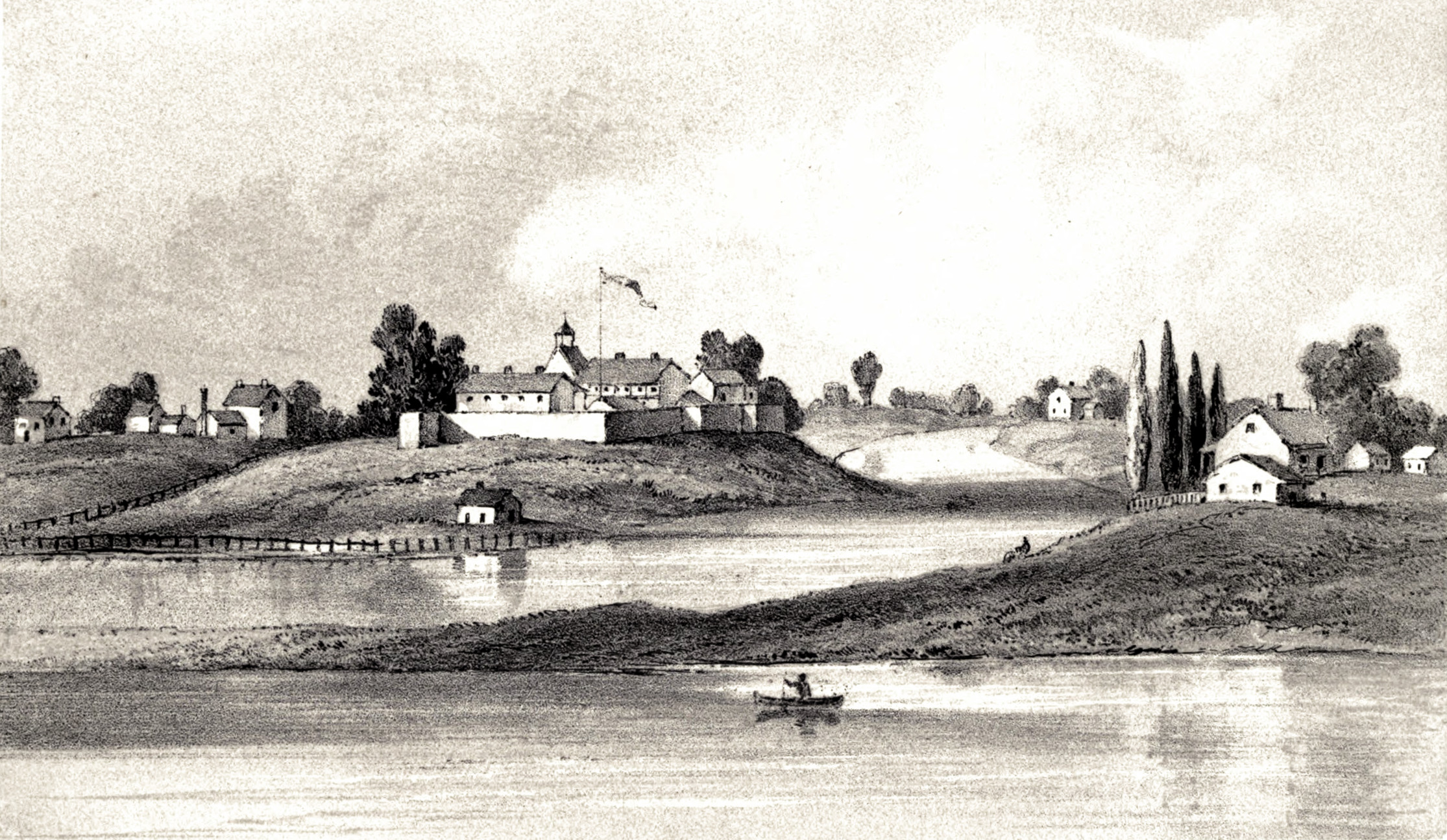
Le fort Dearborn en 1831.

La même année, le capitaine John Whistler arriva sur le site avec l'intention d'ériger un fort. Le bâtiment, appelé Fort Dearborn, fut construit à l'embouchure de la rivière Chicago vers 1808, sur le site actuel de la ville de Chicago, et accueillit les familles des soldats américains. Il fut abandonné et incendié par les Amérindiens en 1812 lors de la bataille de Fort Dearborn, sous le commandement de Nathan Heald, puis reconstruit en 1816, lorsque les Outaouais, les Ojibwés et les Potéouatamis durent céder la région aux États-Unis par le traité de Saint-Louis. Le Fort Dearborn fut en partie démoli pour l'aménagement d'un canal sur la rivière Chicago en 1832. Abandonné par les militaires en 1840, il fut entièrement détruit dans les incendies de 1857 et 1871. Entre-temps, la région de Chicago fut intégrée au Territoire du Nord-Ouest (1787-1809), puis au Territoire de l'Illinois (1809-1818) avant de faire partie définitivement de l'État de l'Illinois depuis 1818.
En 1821 et 1833, deux accords issus du traité de Chicago ont été conclus et signés entre les États-Unis et les peuples amérindiens Outaouais, Ojibwés et Potéouatamis (regroupés à travers le Conseil des Trois Feux) afin que ces derniers cèdent leurs terres pour permettre la fondation et l'expansion de ce qui allait devenir la ville de Chicago,.

## Une «ville champignon» (1833-1871)

### Fondation de la municipalité

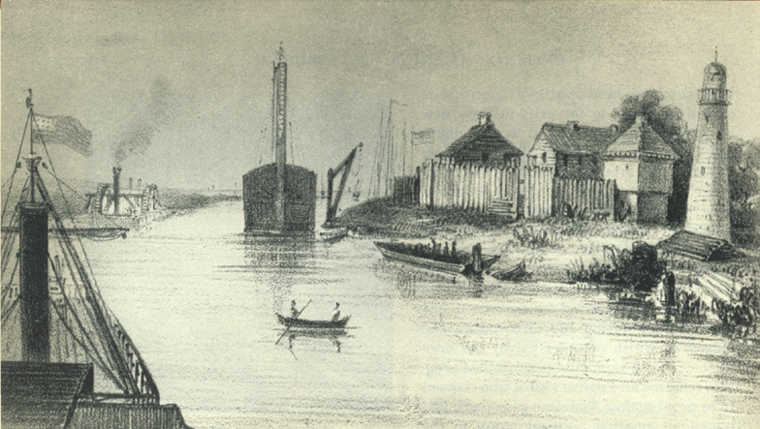
Chicago en 1838.

Le 12 août 1833, la ville de Chicago se constitua avec une charte. Sa population s'élevait alors à 350 habitants qui vivaient sur les terres cédées par le chef amérindien Black Hawk. Ce noyau urbain était délimité par les rues Kinzie, Des Plaines, Madison et State, et englobait une superficie d'environ 1 km2. Elle reçut une charte par l'État de l'Illinois le 4 mars 1837 pour se constituer en municipalité dirigée par un maire et six subdivisions appelées « wards ». En 1848 furent érigés le Market Building et le premier hôtel de ville sur State Street. En 1855, le conseil municipal établit formellement le Chicago Police Department, le département des services de police de la ville de Chicago.
Le premier journal de la ville, le Chicago Weekly Democrat fut fondé en 1833, suivi par le Chicago Evening Journal en 1844, le Chicago Daily Tribune en 1847 et le Chicago Daily News en 1876, qui obtint le prix Pulitzer à treize reprises. La Chicago Theater Company, la première représentation professionnelle publique à Chicago eut lieu en 1834, trois ans avant que Chicago ne soit constituée en ville. En 1840, la ville comptait déjà 4 470 habitants. La ville accueillit la Convention du parti républicain en 1860 qui choisit Abraham Lincoln comme candidat à l'élection présidentielle. Pendant la guerre de Sécession, un camp d'entraînement et de prisonniers fut aménagé au sud de la ville sur le camp de Douglas. En 1865, le corps d'Abraham Lincoln fut exposé au public à l'hôtel de ville avant d'être inhumé à Springfield, capitale de l'Illinois.

Dans les années 1860, le centre de Chicago ne comporte que des bâtiments à quelques étages (lithographie par Currier and Ives).

Pourtant, les contraintes naturelles du site posèrent rapidement des problèmes d'aménagement. Chicago souffrait d'un environnement marécageux qui rendait très difficile l'installation de routes et d'égouts. La boue envahissait les rues de la ville au printemps et l'image de Chicago fut celle d'un endroit crasseux. Pour remédier à la situation, les autorités engagèrent d'importants travaux afin de surélever les infrastructures et d'implanter un réseau d'évacuation des eaux usées dans les années 1850. Avec la peur d'une épidémie de choléra et de typhoïde générée par la forte montée des eaux en 1885, les autorités municipales décidèrent de détourner la rivière pour préserver l'eau potable du lac, en creusant un canal sanitaire et fluvial (Chicago Sanitary and Ship Canal) qui s'ouvrit sur le Mississippi. Ainsi, la rivière Chicago ne se déversait plus dans le lac Michigan, mais vers le golfe du Mexique.

### Essor démographique
En 1779, Jean Baptiste Pointe du Sable, un marchand de fourrures de descendance franco-africaine, créa la première colonie à cet emplacement stratégique. Depuis lors, Chicago attira des immigrants en provenance du monde entier. Au cours du premier siècle, la population de la ville de Chicago progressa à un taux qui se classa parmi les plus dynamiques au monde. Chicago devint alors une véritable « ville champignon » qui grandit grâce à l'afflux d'immigrés venus d'Irlande, d'Allemagne, de Pologne, d'Italie, du Royaume-Uni, de Suède et de Russie. Les Afro-Américains préférèrent fuir la ségrégation raciale qui devint trop virulente dans certains États du Sud du pays et arrivèrent à Chicago espérant ainsi trouver un travail dans les abattoirs et les usines de la ville. Les Allemands, les Polonais, les Italiens, les Lituaniens et les Afro-Américains constituèrent une main d'œuvre importante à l'industrie : vinrent d'abord des Irlandais et des Allemands à partir du milieu du XIXe siècle, puis des juifs et des populations en provenance d'Europe centrale.

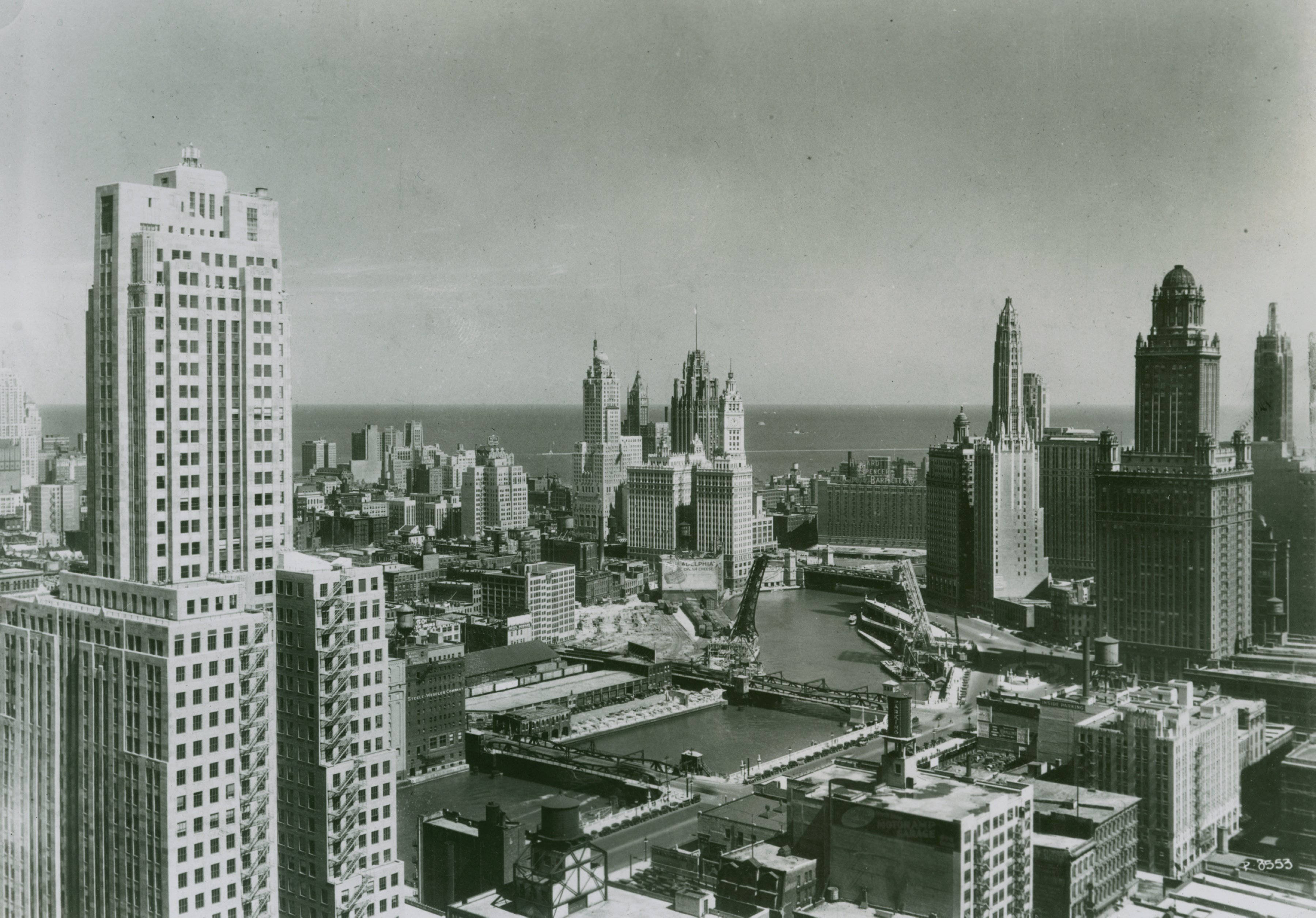
Vue partielle du quartier historique de Michigan–Wacker Historic District et de la rivière Chicago vers 1930.

En 1930, sur une population de 3,4 millions de personnes vivant à Chicago, 2,46 millions étaient nés à l’étranger ou nés en Amérique, de parents étrangers. Leurs enclaves ethniques se reflétèrent dans les nombreux quartiers culturellement distincts de la ville. Chicago compte parmi ses habitants de nombreuses communautés d'origine étrangère dont irlandaise, italienne, allemande, polonaise, ukrainienne, roumaine, espagnole, grecque, portugaise, chinoise, coréenne, vietnamienne, juive et turque vivant l'exemple de ce « creuset démographique » (« melting pot ») qui, plus que dans toute autre ville américaine, réussit à donner à la ville son caractère cosmopolite.
Dès le milieu du XIXe siècle, la présence des immigrés provoqua l'essor des Know Nothing, un mouvement nativiste. Son candidat, Levi Boone, soutenu par le Chicago Tribune, fut élu maire de Chicago. Il mena une politique discriminatoire et prohibitionniste qui fut particulièrement préjudiciable aux immigrés allemands et qui provoqua, le 21 avril 1855, des émeutes opposant White Anglo-Saxon Protestant (WASP) et immigrés catholiques, ces événements furent connus comme les émeutes de la bière lager (Lager Beer Riot),.
La population de Chicago explosa à partir des années 1850 : elle se multiplia par 3,7 en une décennie et accéda à la neuvième place des villes les plus peuplées des États-Unis. En l'espace de quarante ans, la population dans la commune augmenta d'un peu moins de 30 000 à plus d'1 million d'habitants en 1890. À la fin du XIXe siècle, Chicago était la cinquième ville en importance au monde derrière Londres, New York, Paris et Berlin, mais aussi la ville au développement urbain le plus rapide à l'aube du nouveau siècle. Le maximum démographique fut atteint en 1950, la ville compta alors 3 620 962 habitants. Chicago fut pendant près d'un siècle la deuxième ville des États-Unis derrière New York avant de céder sa place à Los Angeles en 1990, devenant ainsi la troisième du pays jusqu'à nos jours.

### Premier essor économique

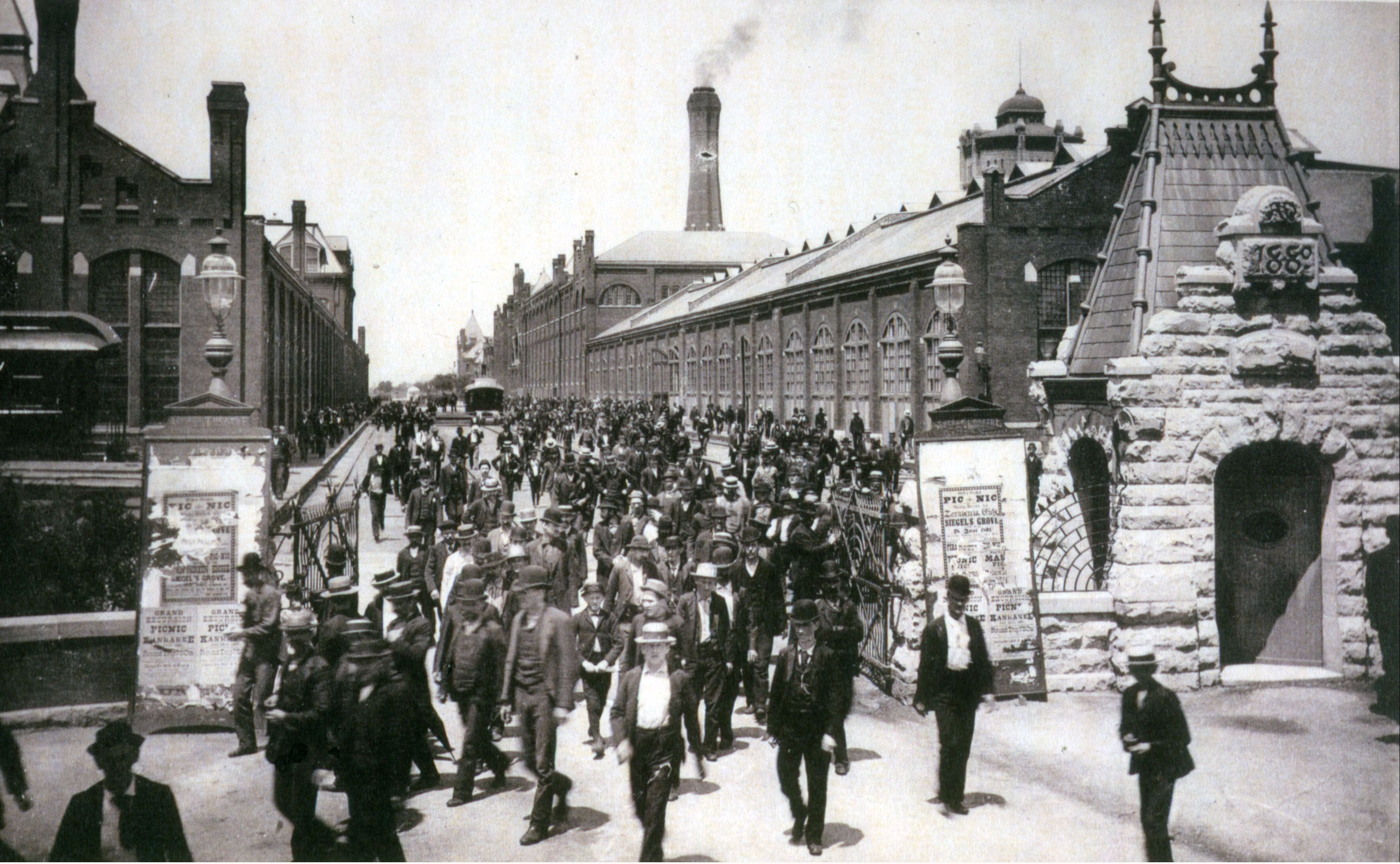
Les ouvriers de la Pullman Car Palace Company sortant des usines après une journée de travail en 1893.

Au XIXe siècle, Chicago fut le plus grand marché mondial du bois, qui arrivait du Michigan par les Grands Lacs puis du Sud dans les années 1880. Il était transformé dans les nombreuses scieries et dans les industries du meuble.
En 1831, Cyrus McCormick inventa la moissonneuse et en déposa le brevet en 1834. En 1847, McCormick déménagea sa production de machinerie agricole à Chicago. En 1850, l'entreprise employait 120 personnes, et l'année suivante, l'entreprise reçut la Council Gold Medal, à l'occasion de l'Exposition universelle de 1851, au palais d'exposition Crystal Palace à Londres. C'était une récompense qui assurait la notoriété de la compagnie dans le monde entier. En 1867, l'entrepreneur George Pullman fonda la Pullman Company qui construisit des wagons de chemin de fer et employa environ 4 000 salariés. Pullman fut également à l'origine du concept de voiture-lits, appelée aussi « wagon-lits », une voiture de chemin de fer conçue pour transporter des voyageurs couchés dans de vrais lits. En 1871, l'usine de production de l'entreprise McCormick fut détruite durant le Grand incendie de Chicago. Les travaux de reconstruction ne débutèrent qu'en août 1872 et la nouvelle usine ne fut opérationnelle que fin 1873.
À Chicago, les premières usines sidérurgiques ouvrirent en 1858 (dont les plus importantes appartinrent à l'entrepreneur Eber Brock Ward et se trouvaient dans le quartier industriel de South Works). L'histoire du rail, instrument privilégié de la conquête de l'Ouest, fut à l'origine de l'industrie sidérurgique de la ville. Le rail, en retour, rapportait à Chicago toutes les richesses des Grandes Plaines (bétail, céréales, bois), transformées par des industries en pleine expansion.

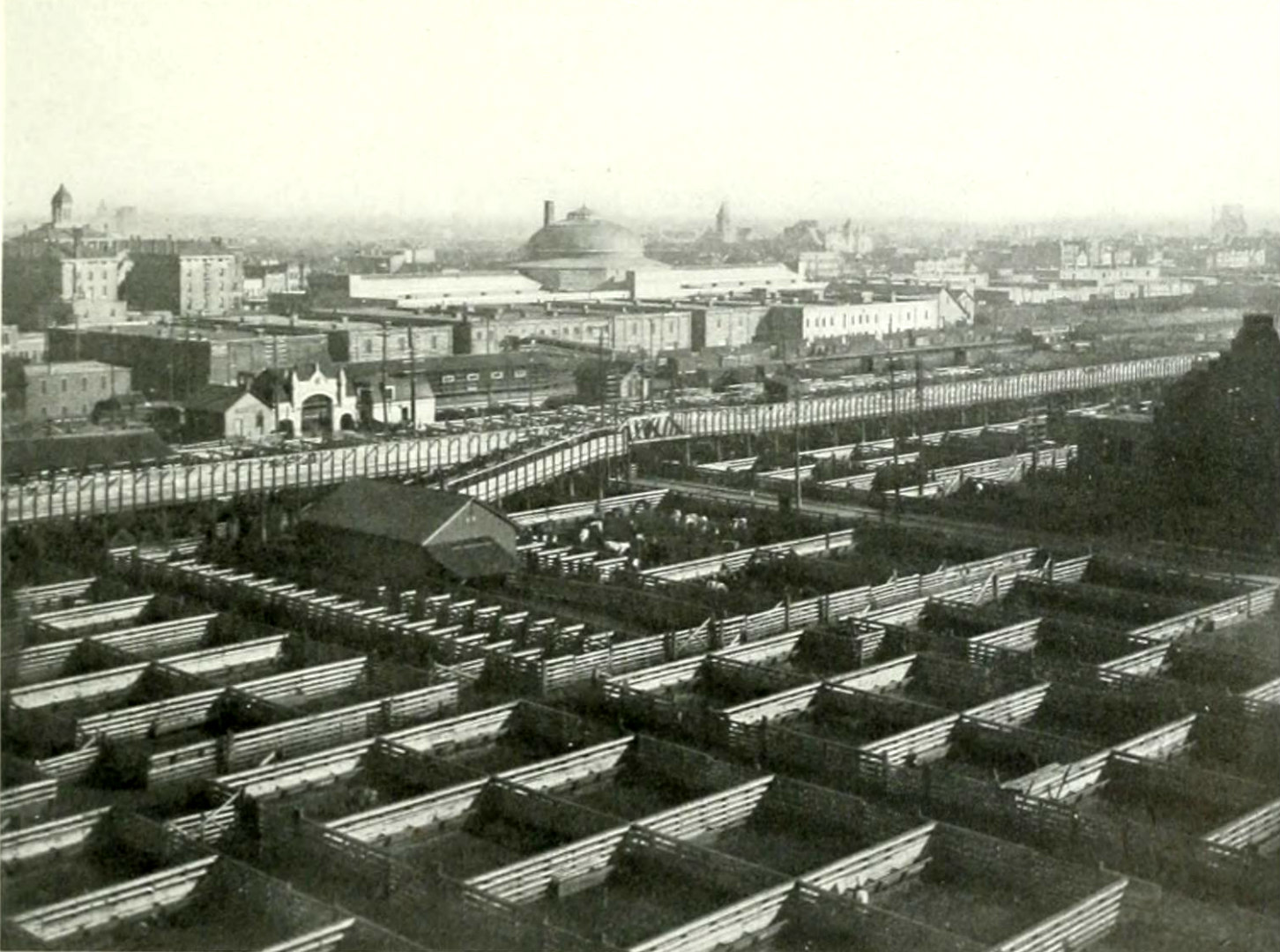
Vue sur les grands abattoirs des Union Stock Yards (littéralement les « parcs à bestiaux ») vers 1900.

Au début des années 1860, l'industrie de la viande émergea à Chicago et les grands abattoirs et usines de conditionnement des Union Stock Yards furent inaugurés en 1865. Des méthodes modernes furent rapidement appliquées par les compagnies Armour et Swift : abattages mécanisés, conserves de viande, entrepôts modernes de stockage, etc. Situés dans le quartier industriel de Back of the Yards, les abattoirs attirèrent des milliers de travailleurs. Au cours de la guerre de Sécession (1861-1865), les grosses commandes de viande passées par l'Armée de l'Union (Union Army) donnèrent naissance à l'Union Stock Yard and Transit Company, financée par les compagnies de chemin de fer qui achetèrent un vaste terrain de 130 hectares dans le secteur de New City, permettant d'y contenir simultanément 21 000 vaches, 75 000 porcs, 22 000 moutons et 200 chevaux. Sous la direction de Timothy Blackstone, membre fondateur et président de la Union Stock Yards and Transit Company, les abattoirs connurent une croissance exponentielle, traitant plus de 2 millions de têtes de bétail par an dès 1870. Entre 1865 et 1900, c'est environ 400 millions d'animaux qui furent abattus sur le site. En 1890, plus de 25 000 hommes, femmes, et enfants y sont employés, traitant 14 millions d'animaux chaque année. Les deux plus grandes entreprises réalisèrent un chiffre d'affaires annuel de 200 millions de dollars (équivalent à 6,71 milliards de dollars en 2023). À la fin du XIXe siècle, environ 82 % de la viande consommée aux États-Unis provint de Chicago.
Les élites politiques et économiques de la ville qui résidèrent dans le secteur calme de Lincoln Park en bordure du lac Michigan, possédèrent quelques années plus tôt, leurs maisons sur la Michigan Avenue où se concentrèrent les résidences à l'instar de la cinquième Avenue dans l'arrondissement de Manhattan à New York.
En avril 1872, le conseil municipal de Chicago adopta une ordonnance instituant la Chicago Public Library (CPL), un service chargé de la gestion d'un réseau de bibliothèques publiques à travers la ville de Chicago.

### Constitution d'un carrefour de communication

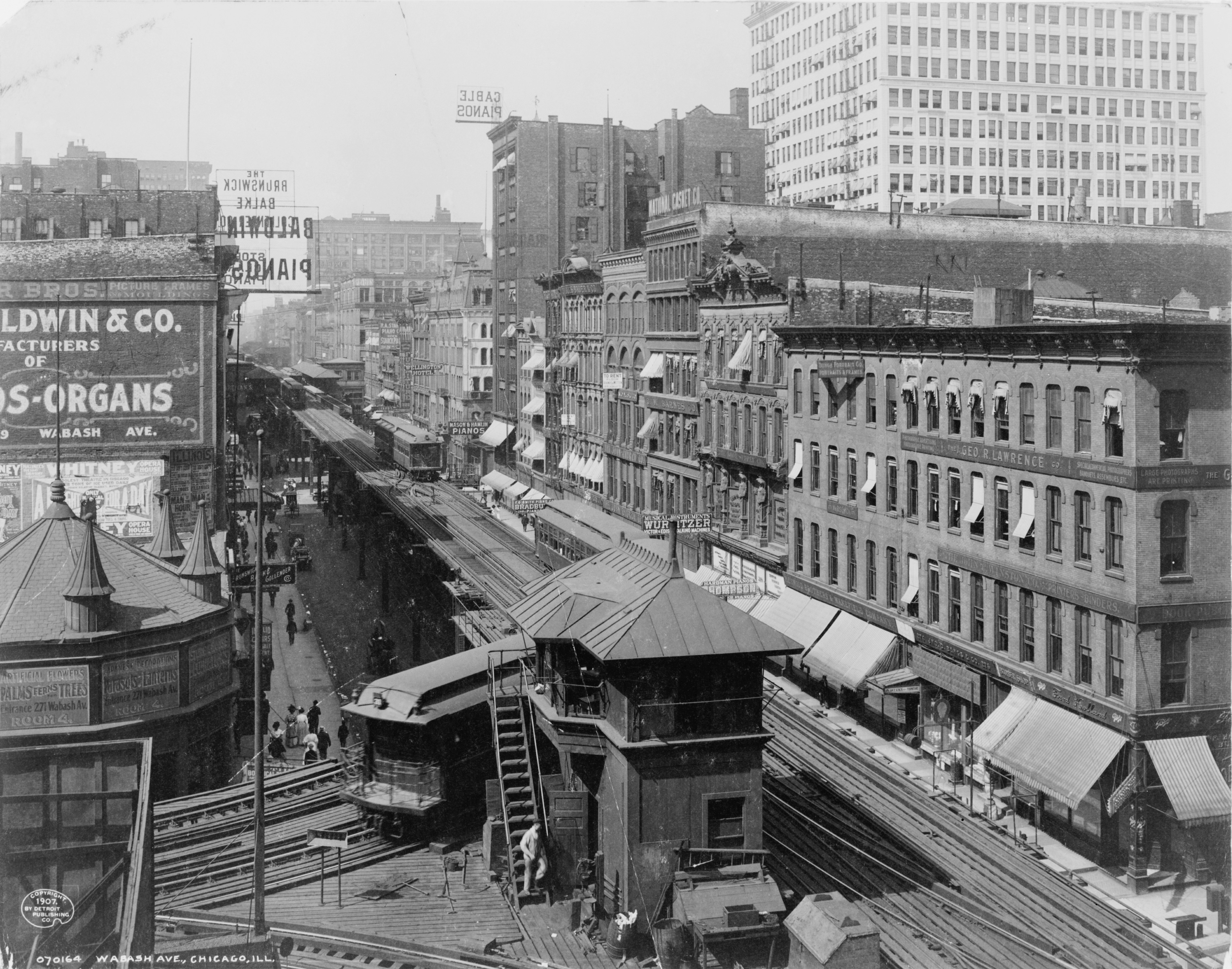
Les rails de la boucle aérienne (Union Loop) du métro de Chicago depuis Wabash Avenue en 1900.

Durant l'année 1836 le premier chemin de fer (Galena & Chicago Union Railroad) arriva dans la ville, joigneant Chicago à Clinton (Iowa) à 210 km à l'ouest. Le télégraphe fut installé dès 1848, le téléphone en 1877.
Débutant sur la rivière Chicago et aboutissant sur la rivière Illinois, le canal Illinois et Michigan creusé entre 1836 et 1847 fut ouvert en 1848. Il permit aux bateaux circulant sur les Grands Lacs de rejoindre le Mississippi en passant par Chicago : la ville connut dès lors une forte croissance démographique et économique et devint le débouché des Grandes Plaines céréalières. Les céréales, les bestiaux et le bois furent acheminés vers la ville. En 1854, Chicago devint le plus grand marché de céréales des États-Unis. En 1860, onze lignes ferroviaires eurent Chicago pour terminus et vingt autres y firent un arrêt. La fameuse ligne Union Pacific reliant Chicago à San Francisco, fut terminée en 1869. Les anciennes lignes du Chicago Great Western Railway et du Chicago and North Western Railway furent remplacées et rachetées par l'Union Pacific Railroad. Fondée en 1851, l'Illinois Central Railroad était une compagnie de chemin de fer dont la ligne principale relia Chicago à La Nouvelle-Orléans (Louisiane) ainsi qu'à Birmingham (Alabama).
La position géographique de Chicago en fit un carrefour avantageux pour les sociétés de vente au détail qui s'y implantèrent (Montgomery Ward et Sears, Roebuck and Company). La fondation du Chicago Board of Trade (CBOT) en 1848 s'inscrivait dans ce développement économique considérable. Au milieu du XIXe siècle, Chicago devint donc un carrefour routier et ferroviaire de première importance, ce qui favorisa l'essor économique de la métropole.

## Grand incendie et essor industriel (1871-1910)

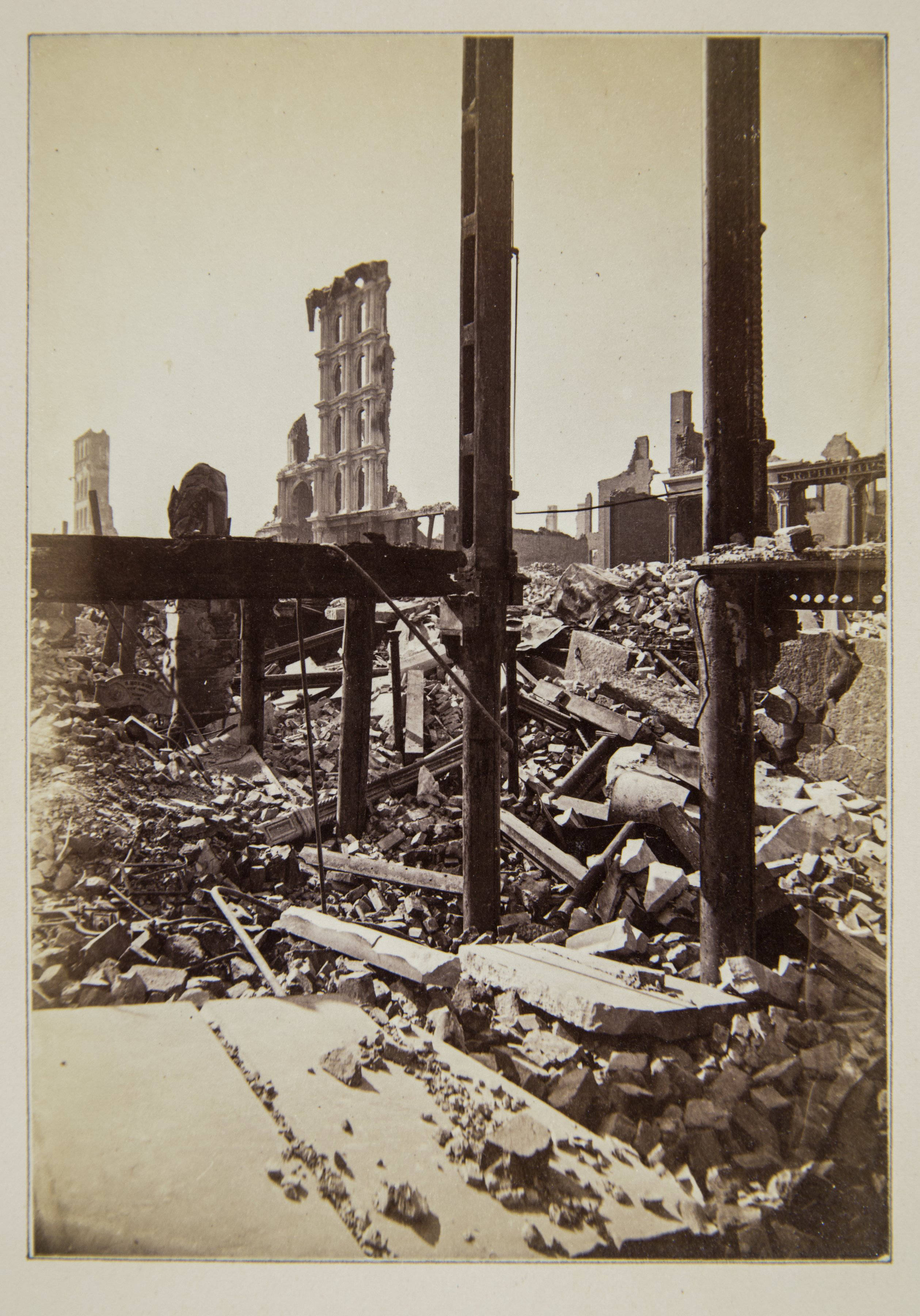
Bâtiments en ruines et rues dévastées à la suite du Grand incendie de Chicago en 1871.

En octobre 1871, environ 10 km2 furent réduits en cendres par le Grand incendie de Chicago (Great Chicago Fire). Les pompiers de Chicago (Chicago Fire Department) n'ont reçu la première alerte qu'à 21h40 et de forts vents soufflaient depuis le sud-ouest, en direction du centre-ville. Très vite, le feu se propagea sur l'ensemble du centre-ville et vers le nord. Le bilan fut dramatique puisque 300 personnes trouvèrent la mort, plusieurs milliers furent blessées et environ 100 000 personnes se retrouvèrent sans abris (1/3 des habitants de la ville). Ce qui favorisa la progression de l'incendie fut le grand nombre d'habitations construites en bois qui se mêlaient aux constructions plus solides mais également dotées d'éléments en bois. Les bâtiments se touchaient comme dans une ville européenne du Moyen Âge. Les flammes sautèrent de toiture en toiture et l'incendie fut si intense que même la rivière Chicago, pourtant large, eut du mal à servir de barrière de protection. La Pumping Station et la Water Tower, toutes deux conçues en pierre par l'architecte William W. Boyington, ainsi que l'église Saint-Michel et l'église de la Sainte-Famille firent partie des rares bâtiments qui survécurent à la catastrophe. Ce n'était pas la première fois qu'une ville importante subissait un sinistre d'une telle ampleur. En 1666, Londres fut frappée par un incendie qui détruisit la ville à 80 %. Dans son histoire, New York dut faire face à sept incendies dont deux majeurs : en 1776 et 1835. Le 6 novembre 1872, ce sont 27 hectares de Boston qui sont détruits par les flammes. Cependant, ce dernier ne marqua pas autant les esprits que l'incendie de Chicago.
Le feu détruisit une surface de 6 kilomètres (4 miles) par 1 kilomètre (3/4 miles), soit environ 9 km2 (2 000 acres). Cet espace comprenait plus de 120 kilomètres de routes, 190 kilomètres de trottoirs, 2 000 lampadaires, 17 500 bâtiments et 222 millions de dollars (environ 4,7 milliards de dollars en 2020) en valeur foncière. L'histoire la plus célèbre voulut que cet incendie fut amorcé par une vache ayant rué dans une lampe à kérosène dans la grange de Patrick et Catherine O'Leary. Catherine O'Leary était le parfait bouc émissaire : elle était une femme, immigrée irlandaise et de confession catholique, une combinaison qui ne valait pas grand-chose dans le climat politique du Chicago de l'époque. L'histoire circula dans Chicago avant même que les flammes ne s'éteignent et elle fut publiée dans la première édition du Chicago Tribune après l'incendie. Michael Ahern, le journaliste qui inventa cette histoire de vache, admit lui-même en 1893 qu'il avait tout imaginé car il pensait faire un article haut en couleur. Plus récemment, l'historien amateur Richard Bales arriva à la conclusion que le feu aurait été déclenché lorsque Daniel Sullivan, qui fut le premier à informer les autorités des événements, enflamma accidentellement du foin dans la grange tandis qu'il essayait de voler du lait.

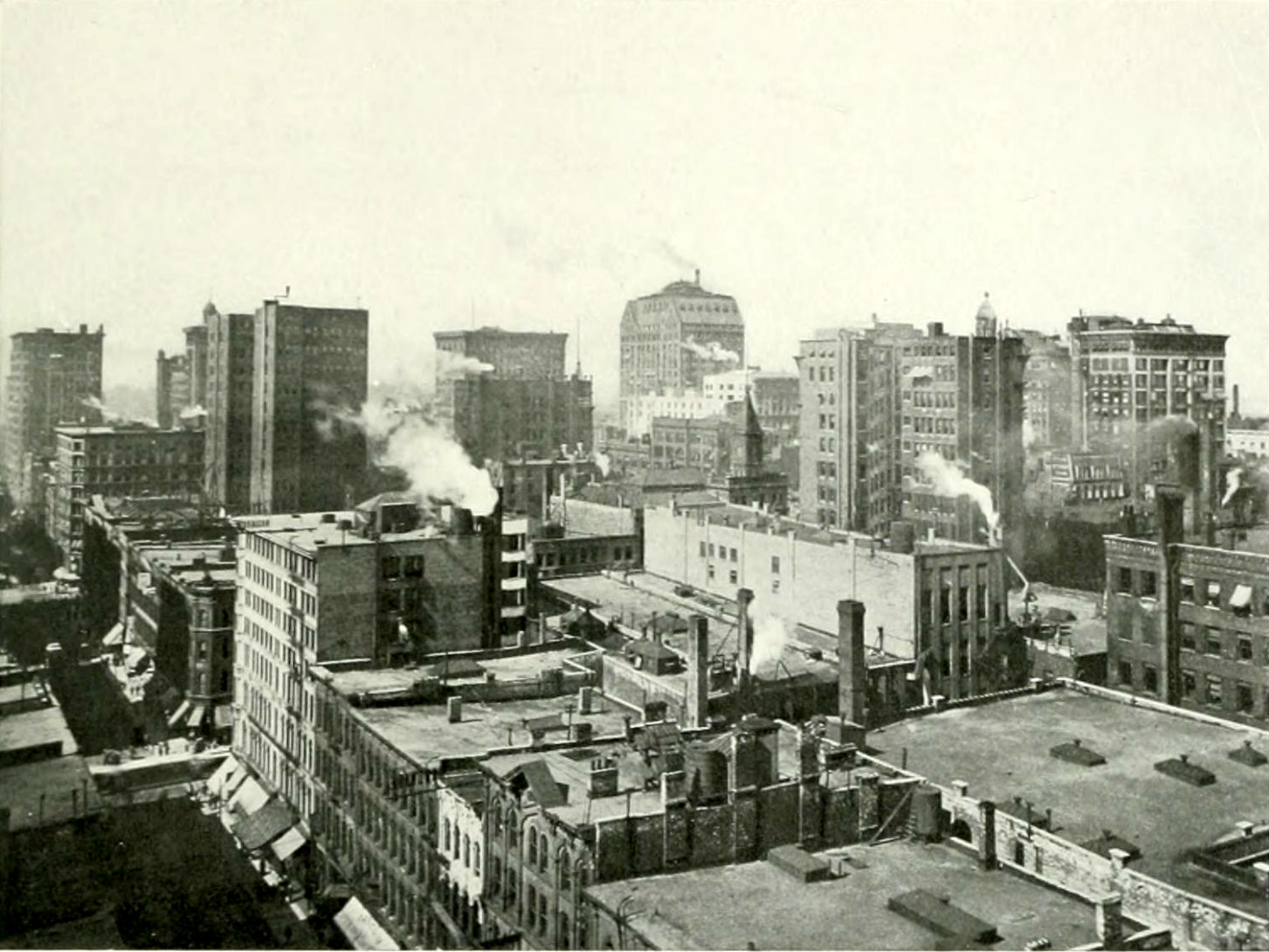
Le centre de Chicago après sa reconstruction, vers 1905.

Tout de suite après l'incendie, la municipalité Medill, des spéculateurs fonciers comme Gurdon Saltonstall Hubbard, et des hommes d'affaires influents de Chicago mirent rapidement en place la reconstruction de la ville. Des dons d’argent, de nourriture, de vêtements et de mobiliers arrivèrent rapidement en provenance de la nation entière et de l'Europe. Les premières autorisations de reconstruction furent délivrées le jour-même du déblaiement des derniers immeubles en ruines. Pendant la reconstruction après les ravages de l'incendie, les abattoirs situés dans le sud de la ville connurent un développement sans précédent grâce à la mise en service de wagons réfrigérés permettant l'expédition de la viande à New York. En 1956, les vestiges de la maison des O'Leary furent rasés pour la construction de l'académie des pompiers de Chicago (Chicago Fire Department Academy, officiellement Robert J. Quinn Fire Academy), un camp d'entraînement pour les pompiers de la ville.
À peine trois ans après le Grand incendie, l'incendie de 1874, aussi connu comme le « Deuxième incendie de Chicago », dévasta une large zone au sud du Loop, détruisant 812 bâtiments et tuant 20 personnes. Le 24 juillet 1915, une nouvelle tragédie frappa la ville, 845 personnes perdirent la vie à la suite du naufrage du S.S. Eastland dans la rivière Chicago alors qu'avec deux autres navires de croisière, le Theodore Roosevelt et le Petoskey, il devait emmener des employés de la Western Electric de Chicago à un pique-nique à Michigan City dans l'Indiana.

### Paul Cornell, fondateur de Hyde Park

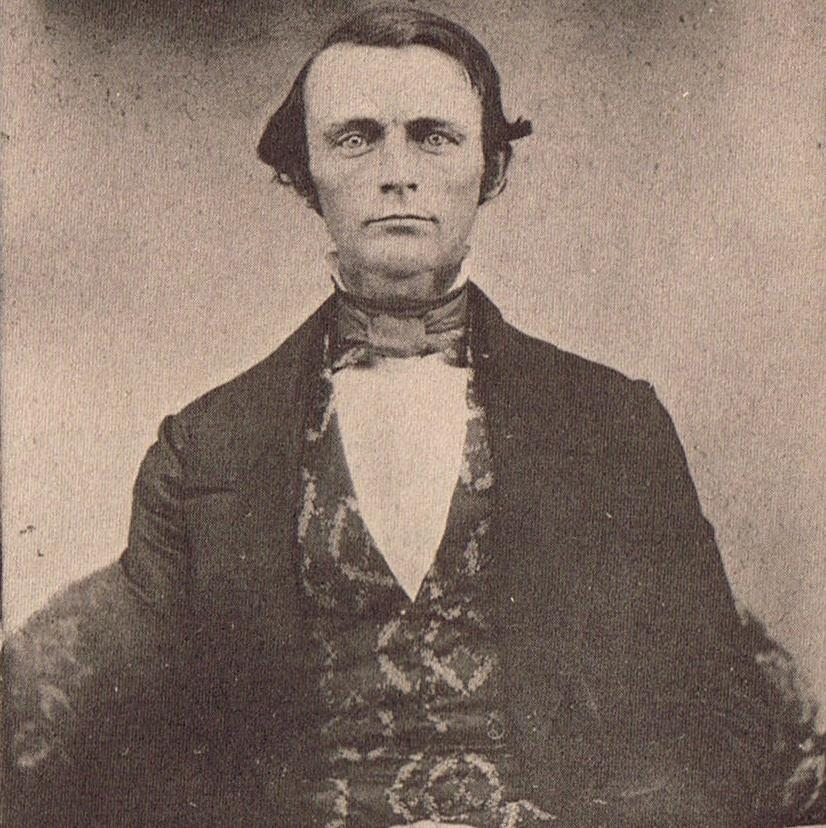
Paul Cornell (1822-1904), connu comme le « fondateur de Hyde Park ».

Paul Cornell fut un avocat, un spéculateur immobilier et un entrepreneur influent de Chicago connu pour avoir fondé le « township de Hyde Park » (Hyde Park Township) qui comprit dans ses limites une grande partie de ce qui est aujourd'hui connu comme étant le « South Side de Chicago ». Cornell contribua très largement au développement, à l'essor économique et immobilier, et à la transformation des rives du lac Michigan en parcs publics et en espaces verts (en particulier dans les secteurs de Hyde Park, Kenwood et Woodlawn). Ces secteurs, situés en bordure des rives du lac Michigan, devinrent des communautés de villégiature qui connurent leurs apogées entre les années 1850 et les années 1900. Cornell y construisit plusieurs bâtiments dont la célèbre Hyde Park House, un hôtel historique de quatre étages situé entre la 53rd Street et les bords du lac Michigan, qui devint le point central de la communauté et attira des clients aisés en provenance de toute la région de Chicago. Les communautés et les quartiers situés dans le township de Hyde Park continuèrent à se développer et accrurent en termes de population au cours de la seconde moitié du XIXe siècle tout en maintenant leur caractère paisible et rural.
En 1889, les habitants du township de Hyde Park (la vaste zone délimitée par la 138th Street au sud, la 39rd Street au nord, State Street à l'ouest et le lac Michigan à l'est, et qui quintupla en population, passant de 15 716 personnes en 1880 à 85 000 personnes en 1889) votèrent par référendum pour l'annexion à la ville de Chicago.
Cornell vécut assez longtemps pour voir Hyde Park devenir le site de l'Exposition universelle de 1893 et voir la création de l'université de Chicago en 1890. Il mourut en 1904 à 81 ans et fut inhumé au cimetière de Oak Woods.

### Développement économique
À la fin du XIXe siècle, l'économie de la ville se diversifia avec l'entrée dans la deuxième révolution industrielle.

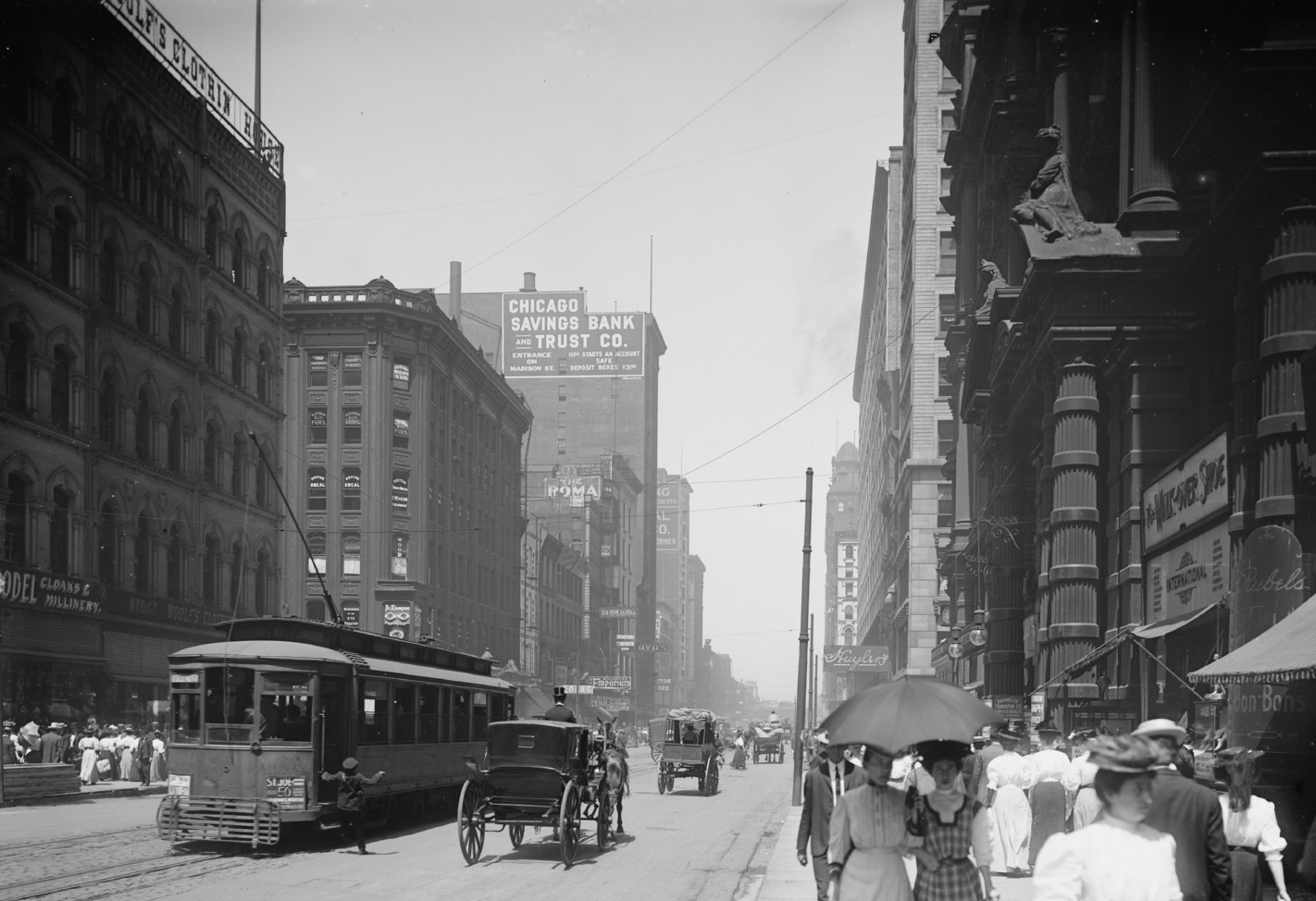
Vue sur State Street, principale rue commerçante à l'époque, vers 1900.

La reconstruction après le Grand incendie de 1871 et le développement du chemin de fer stimulèrent les besoins en acier. En 1889, les entreprises de sidérurgie fusionnèrent pour former l'Illinois Steel Company qui réunissait environ 10 000 travailleurs. En 1901, une nouvelle fusion se produisit lorsque le producteur d'acier U.S. Steel (United States Steel Corporation) engloba l'Illinois Steel Company. Les usines sidérurgiques transformaient le minerai de fer qui provenait du gisement de Mesabi Range par navire. Elles utilisaient le coke qui était acheminé par train depuis le Midwest et la Pennsylvanie. La sidérurgie et les besoins en matériel contribuèrent au développement des industries mécaniques : Chicago produisait des machines agricoles dans les usines McCormick, des équipements pour les automobiles, et des wagons dans les usines de la Pullman Company. La confection pour homme était dynamique jusque dans les années 1920. La chimie se spécialisa dans le traitement de l'eau, la production d'acide sulfurique et les phosphates. Les laboratoires Abbott produisaient de la pénicilline pendant la Seconde Guerre mondiale. Les industries agro-alimentaires restèrent florissantes (transformation des céréales, conditionnement de la viande, etc.).
Au milieu du XIXe siècle, la ville devient le plus grand hub de voies de chemin de fer au monde. À partir de 1857, les rails en acier durable (toujours la norme dans le monde entier) remplacèrent les rails en fonte. Cette innovation permit aux trains de se déplacer deux fois plus rapidement qu'auparavant, ce qui améliora grandement leur aspect pratique et donna un nouvel élan au transport à vapeur. Aujourd'hui, le réseau de chemin de fer de trains de banlieue est géré par la société Metra qui comprend plus de 200 stations réparties sur 11 lignes différentes à travers l'aire métropolitaine. Entre 1870 et 1900, la ville de Chicago se développa de manière spectaculaire passant de 299 000 à presque 1,7 million d'habitants, la ville ayant alors la croissance démographique la plus rapide aux États-Unis. Le dynamisme économique de Chicago amena un nombre important de nouveaux résidents des communautés et des immigrés ruraux venus d'Europe. La croissance dans les secteurs de la fabrication au détail à Chicago domina toute la région du Midwest et influença considérablement l'économie de la nation. Les yards d'actions des syndicats de Chicago dominèrent le commerce d'emballage.
En 1893, le peintre impressionniste américain Karl James Anderson quitta Cleveland pour s'installer à Chicago. Il poursuivit sa formation à l'École de l'Art Institute of Chicago sous la direction de John H. Vanderpoel (1893-97). Dessinateur doué, Anderson prit des commandes d'illustrations en 1894 et rejoignit le cabinet J.C. Mantz & Company en 1896.
En 1915, l'homme d'affaires John Daniel Hertz fonda la première compagnie de taxis des États-Unis : la Yellow Cab Company. Cette dernière donna naissance aux célèbres « taxis jaunes » américains.

### Bourse de commerce

Panoramique sur le centre-ville de Chicago en 1910.

La baisse de la prééminence de l'industrie manufacturière s'est accompagnée d'une augmentation spectaculaire du secteur des services, qui emploie désormais environ un tiers de la main-d'œuvre de la ville. Notamment, Chicago s'est repliée sur son rôle préindustriel d'origine en tant que centre commercial. La croissance précoce rapide de la ville et son emplacement en tant que plaque tournante ferroviaire au milieu de la Corn Belt (« ceinture de maïs ») de la région du Midwest en ont fait le site logique pour le commerce des matières premières.
En 1848, les commerçants créèrent le Chicago Board of Trade (CBOT), la deuxième plus ancienne bourse de commerce du monde derrière la bourse du riz de Dōjima (1697), pour rationaliser le processus d'achat et d'acheminement du grain vers les marchés de l'Est. C'est à Chicago que sont fixés les prix du blé et du soja aux États-Unis. Au fil des ans, la portée de ses échanges s'élargit pour inclure un certain nombre de matières premières et, en 1973, elle créa un Chicago Board Options Exchange (CBOE) indépendant pour régulariser les échanges d'options sur actions des entreprises. Pendant ce temps, en 1874, le nouveau Chicago Produce Exchange commença à fournir des services commerciaux pour le beurre, les œufs, la volaille et d'autres marchés de produits agricoles. En 1882, le Chicago Stock Exchange (CHX), anciennement Midwest Stock Exchange, fut créé pour négocier principalement des titres locaux, en particulier des actions et des obligations de sociétés de services publics, bancaires et ferroviaires. Cette bourse des valeurs opéra sous la surveillance de la Commission des opérations de bourse américaine depuis sa création. En 1898, la Chicago Butter and Egg Board (littéralement « Bourse du beurre et des œufs »), une spin-off du CBOT, fut restructurée afin de permettre à ses membres de traiter les contrats à terme et fut rebaptisée en Chicago Mercantile Exchange (CME) en 1919.
Comptant des dizaines de grandes banques à la fin du XIXe siècle et au début du XXe siècle, Chicago se place juste derrière New York en tant que place financière nationale. Cependant, le commerce de gros et de détail local est tombé de plus en plus sous le contrôle d'intérêts extérieurs à la ville, qui ont racheté ou évincé les grands magasins et les détaillants dans plusieurs gammes de produits.
La position avantageuse de Chicago en tant que plaque tournante nationale des transports a longtemps garanti à la ville un flux constant de conventions et de salons professionnels.

### Naissance du métro

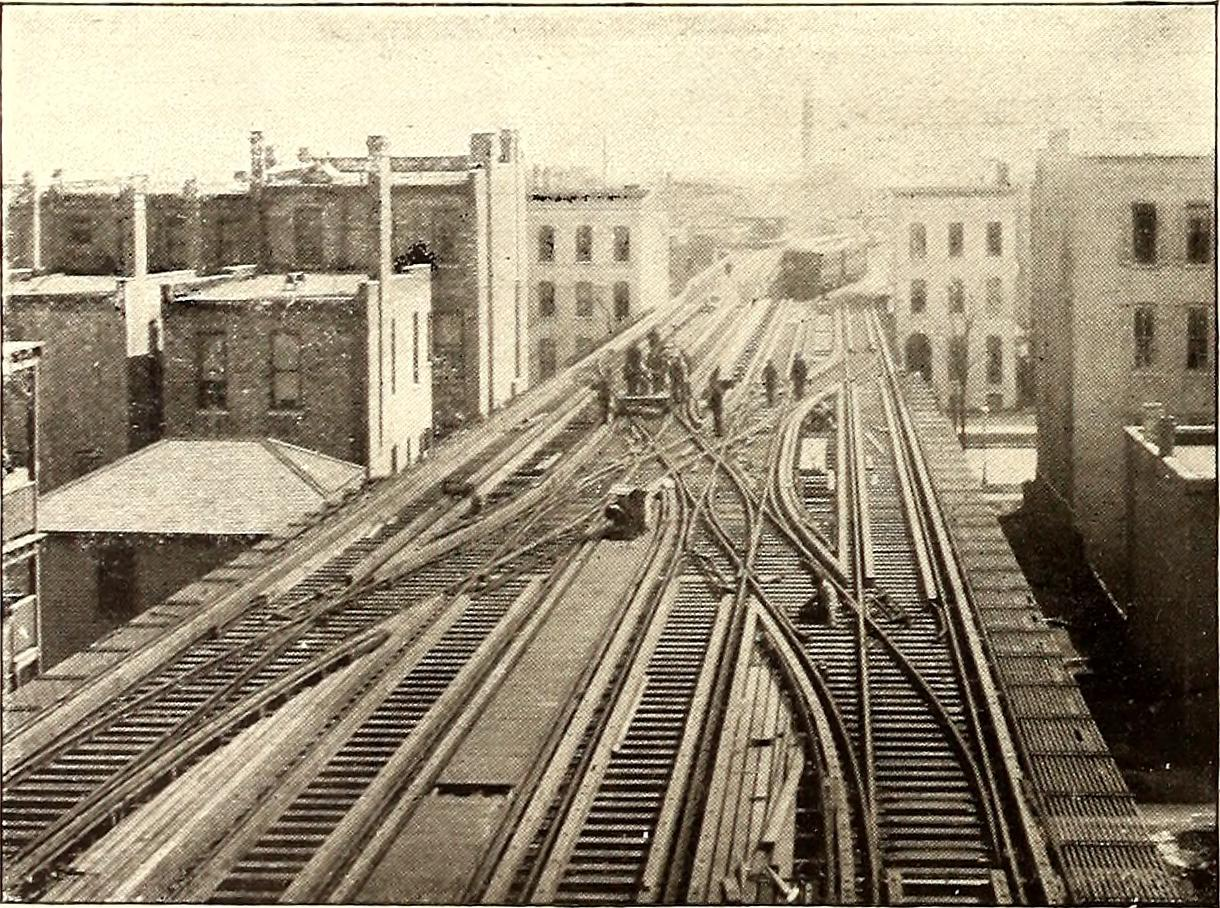
Employés de la Metropolitan West Side Elevated travaillant à la maintenance des rails du métro de Chicago en 1895.

Tout comme à New York, le trafic de Chicago (la deuxième plus grande ville des États-Unis à l'époque) ne cessa de croître et obligea la ville, pourtant déjà bien desservie par le plus vaste réseau de tramway du monde à ce moment-là (Chicago Surface Lines), à penser à un système de déplacement urbain plus rapide.
Le premier tronçon du métro de Chicago (‘L’) fut ouvert par la South Side Elevated (South Side Rapid Transit Railroad) le 6 juin 1892. L'année suivante, le service fut étendu à la 63rd Street puis à l'entrée de l'Exposition universelle de 1893 à Jackson Park. Cette même année, la Lake Street Elevated (Lake Street Elevated Railroad) ouvrit sa première ligne sur viaducs sur les tronçons ouest entre Market Street et California Avenue. La Metropolitan West Side Elevated fut le premier exploitant à utiliser en 1895, la traction électrique pour ses trains vers le West Side. Deux ans plus tard, la South Side Elevated présentait de nouvelles rames à unités de contrôle multiples dans lesquelles plusieurs ou toutes les voitures d'un train sont motorisées et sous le contrôle de l'opérateur. Un des inconvénients du premier réseau de métro de Chicago, était que le service offert par les trois compagnies existantes ne desservait toujours pas le secteur financier du Loop.
L'Union Loop (le circuit aérien qui forme une boucle et qui délimite le secteur financier du Loop) a été construit par l'ingénieur Charles Yerkes en sections distinctes : la Lake Street Elevated fut prolongée le long du côté nord en 1895, le côté est fut ouvert le long de Wabash Avenue en 1896 et le côté ouest le long de Wells Street en 1897. Le dernier côté au sud sur Van Buren Street fut ouvert en 1897 également en prolongeant la South Side Elevated,.
En 1924, les compagnies de transport de la Northwestern Elevated, la South Side Elevated, la Metropolitan West Side Elevated et la Lake Street Elevated fusionnèrent pour former le Chicago Rapid Transit (CRT).

### Tensions sociales et mouvements ouvriers

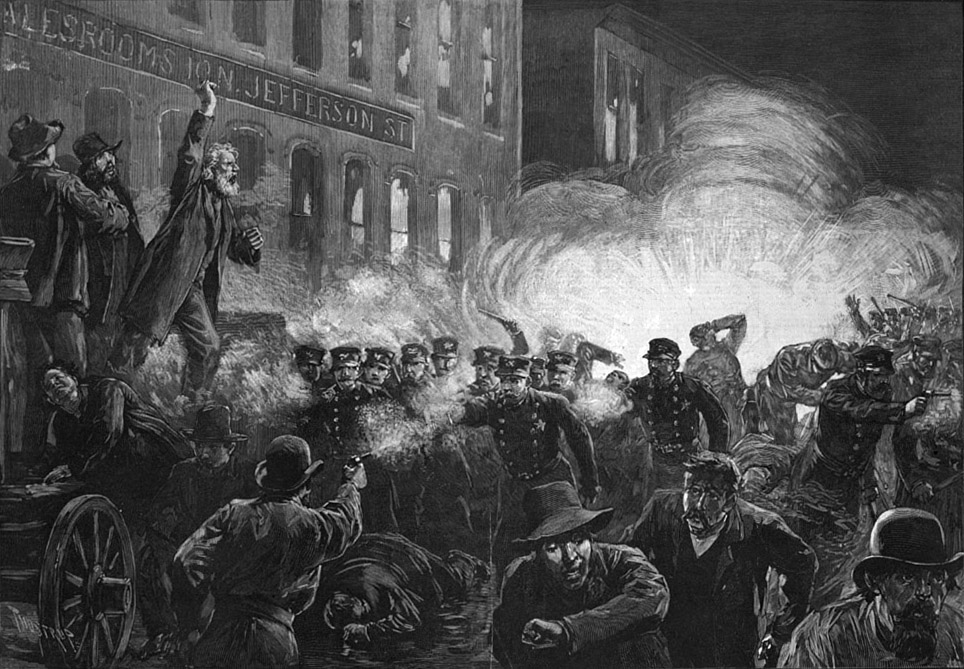
Gravure de 1886 parue dans le journal Harper's Weekly représentant la tragédie de Haymarket Square.

En juillet 1877, les ouvriers du rail de Chicago se joignirent à la grève partie de Martinsburg (Virginie-Occidentale) qui secoua les chemins de fer américains. Des affrontements entre la police de Chicago et les grévistes eurent lieu sur South Halsted Street et firent 18 morts. Le maire mobilisa les forces de police de la ville et six compagnies d'infanterie de l'armée américaine pour ramener l'ordre.
Le 1er mai 1886, la grève des usines McCormick débuta lorsque des ouvriers se rassemblèrent à l'usine McCormick pour revendiquer la journée de huit heures de travail quotidien, pour laquelle une cessation générale mobilisant 340 000 travailleurs avait été lancée. Deux jours plus tard, les policiers chargèrent les manifestants et tuèrent deux grévistes ce qui déclencha des émeutes qui firent plusieurs morts. Le 4 mai 1886, la grève se poursuivit lorsque huit policiers de Chicago furent tués par l'explosion d'une bombe. Après l'attentat, sept anarchistes sont arrêtés et accusés du « massacre de Haymarket Square ». Quatre d'entre eux furent exécutés le 11 novembre 1887 (cet événement est connu comme le « Black Friday »),. Le 1er mai servit de référence à la IIe Internationale pour la fête des travailleurs.
Le 11 mai 1894, environ 3 000 employés de la Pullman Company entamèrent une grève sauvage, en réaction à des baisses de salaire, ce qui paralysa entièrement le trafic ferroviaire dans tout l'ouest de Chicago. À la suite de la répression organisée par le maire de Chicago John Patrick Hopkins et le président des États-Unis Grover Cleveland, 12 ouvriers furent tués. Comme membre de l'American Railway Union, Eugene Victor Debs participa à la grève et fut arrêté par les forces de l'ordre. Le président Grover Cleveland envoya les troupes fédérales à Chicago pour faire cesser la grève, ce qui provoqua un questionnement au sein même de son propre cabinet : la Constitution lui donnait-elle ce pouvoir ? Le conflit atteignit son acmé le 6 juillet, peu après l'arrivée des troupes fédérales dans la ville, et prit fin quelques jours plus tard. Des inculpations civiles et pénales furent prononcées contre les instigateurs de la grève ainsi que contre Debs. La Cour suprême rendit une décision unanime, baptisée In re Debs, avalisant les agissements du président Cleveland.

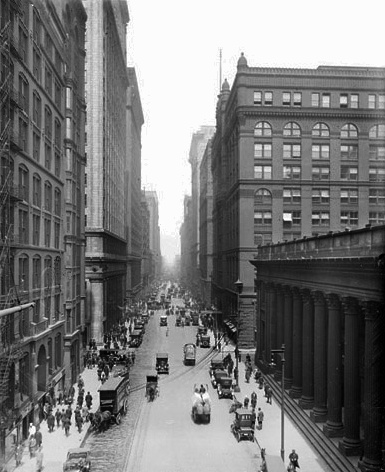
Vue sur LaSalle Street, depuis le Old Chicago Board of Trade Building, vers 1915.

L'industrialisation s'accompagna d'une paupérisation d'une partie de la population. En 1889, en réponse au mouvement social dénommé settlement movement, les réformatrices sociales et militantes Jane Addams et Ellen Gates Starr ouvrirent un centre en septembre 1889 sous le nom de la « Hull House » qui servit de centre d'accueil pour les pauvres dans les bas quartiers de Chicago. La ville devint la deuxième des États-Unis et un grand centre manufacturier, où les enfants des fermiers pauvres, les ouvriers agricoles et les nouveaux arrivants vinrent trouver du travail. Entre 1880 et 1890 la population doubla. L'urbanisation ne suivit pas l'explosion démographique, d'où l'émergence de nombreux bidonvilles et taudis où sévirent le manque d'hygiène, les maladies, la malnutrition et la surpopulation. Jane Addams obtint le prix Nobel de la paix en 1931 pour son action sociale.
En 1895, un scandale éclata lorsque le conseiller municipal Gray Wolves accorda une franchise à la Ogden Gas Company (qui n'existait pas) pour forcer le détenteur de la franchise existante à pouvoir acheter les droits d'Ogden pour le gaz. Des comportements similaires aboutirent à la mise en place, en 1896, de la ligue municipale des électeurs « Electors Municipal League » afin de mettre les conseillers municipaux et autres membres corrompus de l'administration municipale hors de l'hôtel de ville de Chicago. La même année, Florence Kelley dénonça les conditions de travail dans les sweatshops de la ville. Le 9 juillet 1896, lors de la Convention nationale démocrate, l'ancien représentant du Nebraska William Jennings Bryan délivra le discours de la Croix d'or au Chicago Coliseum. En 1900, les réformateurs politiques et juridiques de l'ère progressiste initièrent des changements de grande envergure dans le système judiciaire fédéral américain, avec Chicago en tête.
En 1905, Upton Sinclair publia La Jungle, un roman qui décrivit l'exploitation des immigrés lituaniens et irlandais dans les abattoirs de Chicago (Union Stock Yards). Cette prise de conscience encouragea le président des États-Unis Theodore Roosevelt à imposer des réglementations strictes dans les usines de conditionnement liées à l'industrie de la viande. Les femmes de Chicago obtinrent le droit de vote aux élections municipales en 1913.

### Annexions à la ville de Chicago

Plan de la ville de Chicago (avec ses limites territoriales en rouge) détaillé par Rand McNally dans son livre Rand, McNally & Co.'s Street Guide Map of Chicago (1903).

À la suite de son incorporation en municipalité en 1833, la ville de Chicago s'étendit sur un peu plus de 25,9 km2. Son territoire fut délimité au nord par North Avenue, au sud par la 22nd Street, à l'est par le lac Michigan et à l'ouest par Wood Street. À l'est de LaSalle Street, la limite nord s'étendit jusqu'à Center Street. Ses limites se déplacèrent vers l'extérieur via une série de référendums. À la fin du siècle, le territoire de Chicago engloba un peu plus de 479 km2.
En 1850, le comté de Cook fut divisé en 35 townships qui assurèrent des fonctions gouvernementales de base, et dans les années 1870, tous les townships entourant la ville de Chicago furent constitués en municipalités. Au départ, ces annexions furent le résultat d'actes législatifs, mais, à partir de 1889, elles devinrent le résultat de votations populaires. Au cours des deux décennies qui suivirent, Chicago, comme ce fut le cas pour de nombreuses villes américaines, connut plusieurs annexions qui permirent à la ville d'étendre son territoire. Pour Chicago, ses principales annexions eurent lieu entre 1851 et 1920. La plus importante d'entre elles eut lieu en 1889, lorsque quatre des cinq townships incorporés entourant Chicago (ainsi qu'une partie du cinquième) furent annexés à la ville.
Le 29 juin 1889, les habitants des civil townships de Hyde Park Township, Lake View Township, Jefferson Township, Lake Township et d'une portion de Calumet Township votèrent par référendum pour l'annexion de ces derniers à la ville de Chicago. Ils constituèrent jusqu'alors des banlieues indépendantes semi-rurales de Chicago. Les gouvernements des townships furent dissous au profit du gouvernement de la ville de Chicago. Le territoire de Chicago devint, à ce moment-là, le plus important des États-Unis en termes de superficie et la ville gagna environ 225 000 habitants, portant sa population à 1 099 850 habitants, ce qui en fit la deuxième du pays derrière New York. Il s'agit de la plus grande fusion territoriale dans l'histoire de Chicago.
Les raisons pour lesquelles la plupart de ces anciennes municipalités souhaitèrent être annexées par la ville de Chicago au cours de ces années sont multiples, mais les principales viennent du fait que le gouvernement de Chicago offrit des services municipaux plus efficaces et de meilleures qualités : cela concerna les services de police et de pompiers, la distribution de l'eau potable, l'entretien de la voirie, le système d'égouts et de canalisations, ainsi que la qualité des écoles, des lycées et des bibliothèques publiques. En 1956, avec l'accord du comté de Cook, la ville annexa des territoires non-incorporés dans la partie située à son extrémité nord-ouest pour y établir l'aéroport international O'Hare. À ce jour, le territoire de la ville de Chicago s'étend sur 606 km2 dont 588 km2 de terre et 18 km2 d'eau.

## Communauté afro-américaine (1910-1930)

### «Grande Migration»

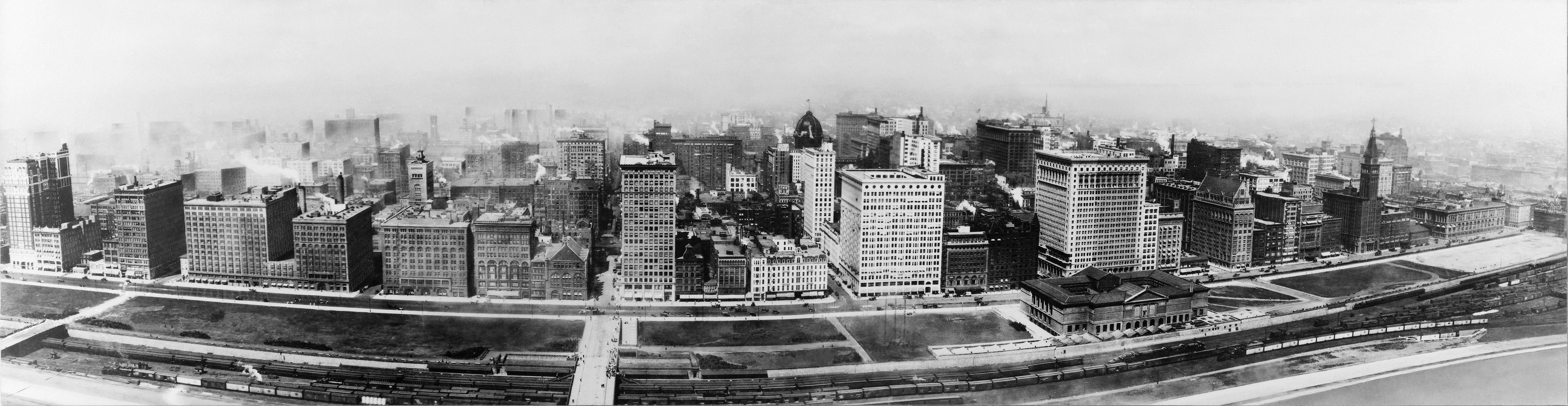
Michigan Avenue en 1911.

La ville de Chicago a accueilli des vagues d'immigrations venant d'Europe de l'Est, de la fin de la guerre civile jusqu'à la fin de la Première Guerre mondiale, aussi bien que des milliers d'Afro-américains. À partir des années 1910, Chicago reçut plusieurs milliers d'Afro-américains venant du Sud du pays, fuyant la ségrégation raciale devenue trop virulente et espérant trouver du travail dans les usines et les abattoirs de la ville. Ce mouvement suscité par la ségrégation raciale est appelé « Grande Migration ». Avec de nouvelles populations concurrençant pour le logement limité et les travaux, particulièrement dans les quartiers sud de la ville (South Side), les tensions sociales ont monté à Chicago. Les années d'après-guerre étaient les plus difficiles. Les vétérans noirs ont recherché plus de respect pour avoir servi leur nation. Les Afro-Américains souffraient du racisme et des discriminations. Dans les années 1920, on dénombrait quelque 50 000 membres du Ku Klux Klan à Chicago.

### Émeute raciale de 1919

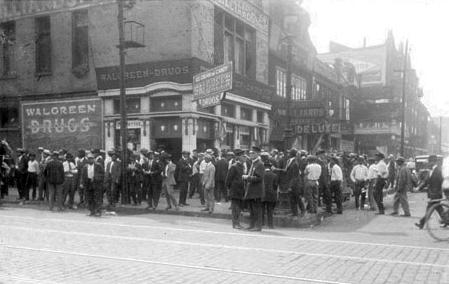
Rassemblement à l'angle de la 35e et de State pendant l'émeute.

Quelques mois après la réélection au poste de maire de William Hale Thompson, une émeute raciale éclata le dimanche 27 juillet 1919 à Chicago. Déclenchée à la suite de la noyade d’un jeune noir, elle se propagea à d'autres villes importantes à travers le pays et ne se termina que le 3 août, après l'intervention de plus de 6 000 gardes nationaux. Rien qu'à Chicago elles ont duré 13 jours, ont fait 38 morts, 537 blessés et des centaines de sans-abri,. Une grande partie de la violence a été menée par des membres des clubs sportifs irlandais, qui ont eu beaucoup de puissance politique dans la ville et ont défendu leur « territoire » contre les Afro-Américains.
Lorsque l'émeute éclata, le maire se trouvait à Cheyenne dans le Wyoming pour la célébration des Frontier Days. Il rentra alors d'urgence à Chicago, alors que l'émeute était à son paroxysme. Malgré l'avis de ses conseillers, il refusa tout d'abord de faire intervenir la milice de l'Illinois afin de renforcer la police de Chicago. Ce n'est pas avant le 30 juillet, voyant s'accumuler le nombre de morts, de blessés et d'habitants dont les maisons ont été détruites, qu'il se décida enfin à demander l'intervention des gardes nationaux. Sa gestion plutôt hésitante de la crise ne lui valut pas pour autant la défiance des Noirs qui voyaient en lui le politicien qui leur était alors le plus favorable.

### Une influence de plus en plus grande
La population afro-américaine passa de 15 000 personnes en 1890 à 44 000 en 1910 et 234 000 en 1930. La communauté noire commença à s'organiser : ainsi le Chicago Defender fut le premier journal noir de la ville. Chicago devint un foyer majeur du jazz américain. Un deuxième ghetto vit le jour dans les quartiers de West Side (dans la partie ouest de la ville). L'importance démographique des Afro-Américains s'accrut considérablement. À partir des années 1930, ils votaient majoritairement pour les candidats démocrates. En juillet 1932, Franklin Delano Roosevelt utilisa l'expression New Deal dans un discours prononcé à la convention du Parti démocrate réunie à Chicago. Les Afro-Américains bénéficièrent des aides mises en place par ce programme.

## Chicago, capitale du crime organisé (1890-1935)

### Temps des gangs et de la prohibition

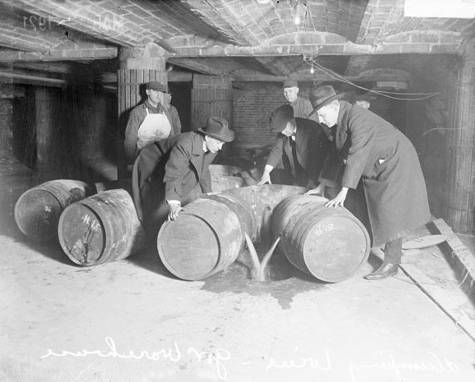
Agents fédéraux détruisant des barils de whisky. Photographie prise par le Chicago Daily News (1921).

Les années allant de la fin du XIXe au début du XXe siècle furent marquées par la présence de nombreux gangs qui se partagèrent le nord et le sud de la ville. Le sud était dominé par la Main noire ou (Mano Nera) dans le quartier de Little Italy (dans le secteur de Near West Side). Big Jim Colosimo réussit à s'imposer dans le quartier italien et à centraliser tous les gangs. Colosimo naquit en Calabre en 1877 et émigra en 1895 à Chicago où il devint criminel. En 1909, il domina la Main noire et arrondissait aussi ses fins de mois par le vol et le proxénétisme. Pour l'épauler, il fit venir son neveu Johnny Torrio de New York. Torrio amena le jeune Al Capone avec lui. Colisimo s'opposa à l'ambition de Torrio pour développer les affaires. En 1920, Torrio s'arrangea avec Frankie Yale pour éliminer Colosimo.
Pendant la prohibition, Chicago devint la capitale du crime organisé autour des figures de Frank Nitti, Bugs Moran et Al Capone. Les gangsters de la ville profitaient d'un important nœud ferroviaire, de sa situation proche du Canada, d’où parvinrent les cargaisons d’alcool de contrebande. Deuxième ville du pays par le nombre de consommateurs d'alcool, notamment de communautés catholiques issues de l'Europe où cette tradition fut mieux perçue que chez les protestants, Chicago bénéficia du laissez-faire avant que l'ère progressiste ne prenne le relais. Les gangsters trouvèrent des complicités parmi lesquels des hommes politiques influents (dont le maire de Chicago William Hale Thompson et des conseillers municipaux), des policiers et des juges corrompus. Le 14 février 1929, une fusillade entre les deux principaux gangs fit sept morts : on parla alors du « massacre de la Saint-Valentin »,. Cette même année, la guerre des gangs fit 29 morts dans la ville, un record pour l'époque. De nombreux gangs de la ville furent alliés à l'Outfit, comme le Valley Gang, un gang de rue composé d'irlandais qui fit des vols et des cambriolages leur grande spécialité.

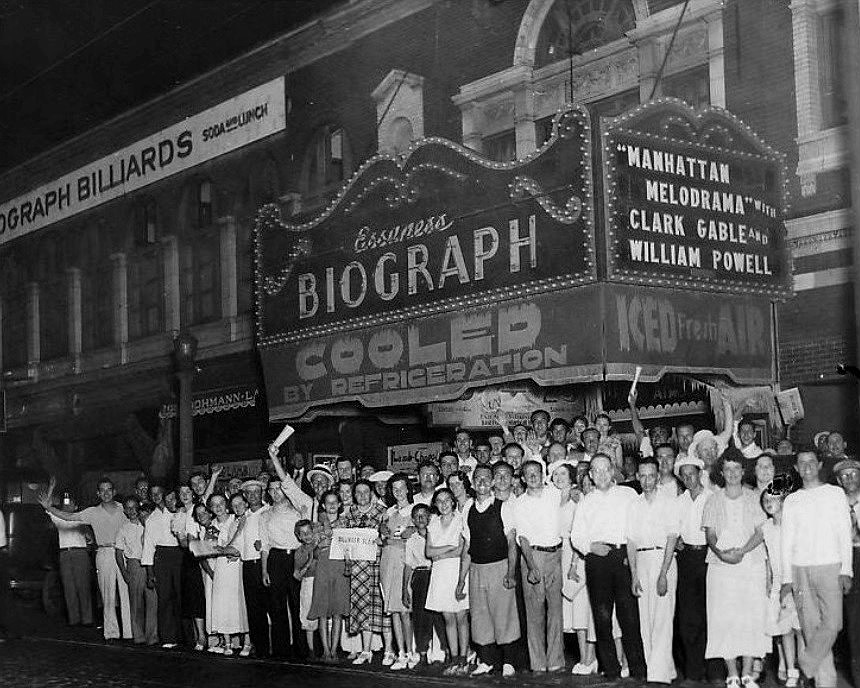
Le soir du 22 juillet 1934, une foule s'empressa devant le Biograph Theater, lieu de la fusillade qui mena à la mort de John Dillinger.

C'est le temps des gangsters, de la corruption et de la violence : John Dillinger, bandit notoire et auteur de braquages de banques et de plusieurs évasions de prison font de lui un mythe américain auprès d'une partie de la population, qui le compare à « Robin des Bois »,. Pendant la Grande Dépression, il fut le gangster le plus populaire des États-Unis. Son gang braqua deux douzaines de banques et quatre commissariats de police (plusieurs policiers furent tués). Les méfaits commis par Dillinger et son gang inspirèrent J. Edgar Hoover dans la création du Federal Bureau of Investigation (FBI). Le 22 juillet 1934, Dillinger fut tué au cours d'une fusillade dans le secteur de Lincoln Park en présence de sa compagne Polly Hamilton, après être allé voir le film L'Ennemi public no 1 (Manhattan Melodrama) au cinéma Biograph Theater. Les agents fédéraux, dirigés par Melvin Purvis et Samuel P. Cowley, voulurent arrêter Dillinger alors qu'il sortait de la séance. Mais il sortit une arme et tenta de fuir, il fut abattu de quatre balles dont une dans le visage. Selon les informations du FBI, Dillinger fut dénoncé par Anna Sage, de son vrai nom Ana Cumpănaș, une immigrée d'origine roumaine propriétaire de plusieurs maisons closes dans la région de Chicago.

### Empire Capone

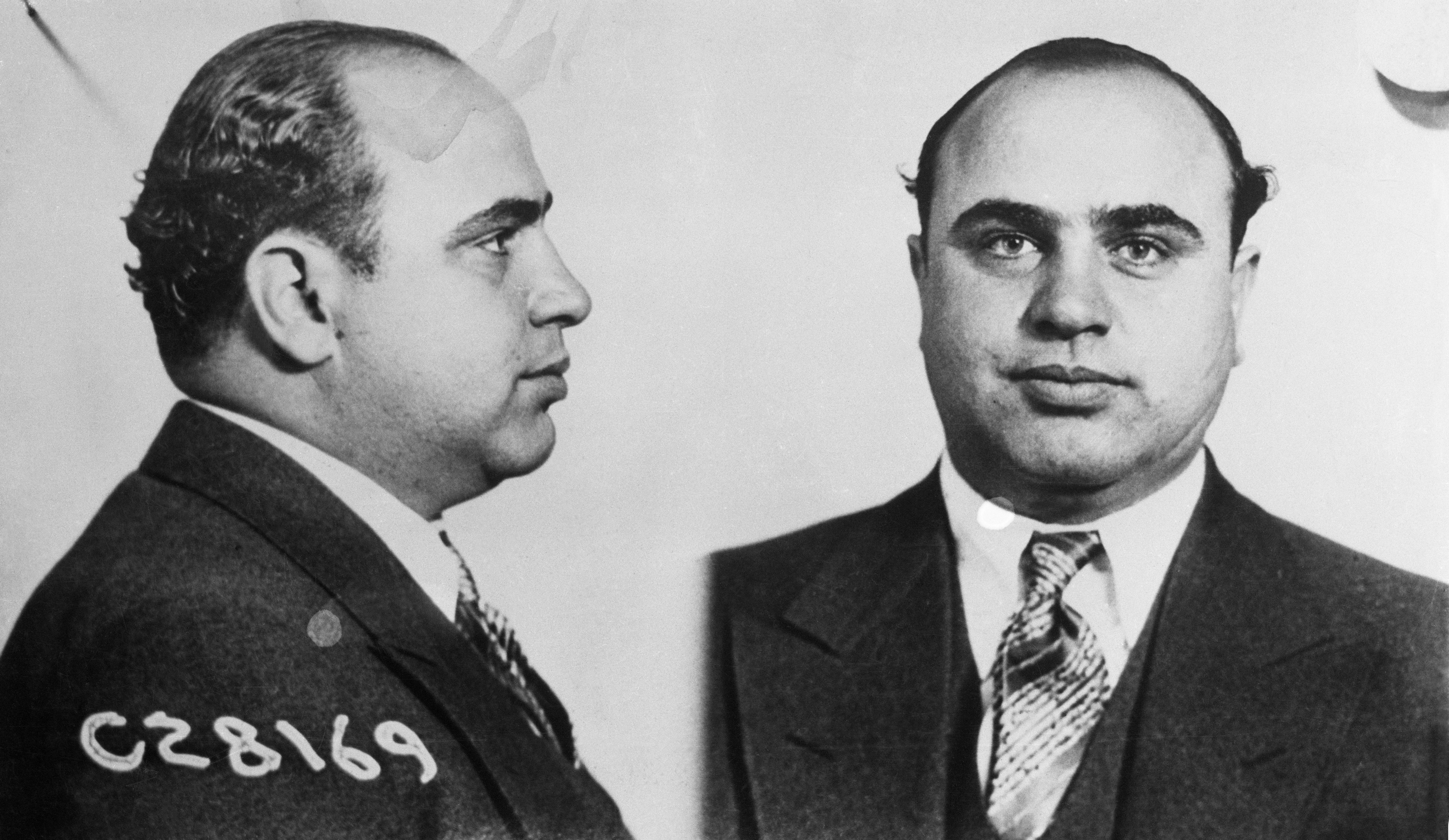
Al Capone, photographié par la police de Chicago le 17 juin 1931.

Personnage le plus emblématique du crime organisé, Al Capone contrôlait 161 bars clandestins et 150 tripots dans la fin des années 1920. L’un d’entre eux, l’Hawthorne Smoke Shop, situé dans Hawthorne Inn, rapportait 50 000 dollars par jour. Il possédait aussi 22 maisons de passe,,.
Le chiffre d’affaires de l’empire de Capone avoisina les 105 millions de dollars par an mais les coûts de fonctionnement furent élevés. Les pots-de-vin à la police représentèrent 30 millions à eux seuls. Malgré tout, les bénéfices restèrent colossaux. Les hommes travaillant pour Capone gagnèrent 250 dollars par semaine (3 837 dollars en 2023). Comparés aux employés de la Western Electric, ils furent riches. Capone porta des costumes à 5 000 dollars, alors qu'il n’eut que 25 ans. Il continua donc à prospérer des années durant. Éliminant sur son passage plusieurs adversaires tels Dean O'Banion et Hymie Weiss. Tous les meurtres qu’il commit restèrent impunis. Tous les procès contre les coups qu’il porta furent abandonnés soit faute de preuve, soit faute de témoin. Capone régla souvent ses comptes lui-même et tua à plusieurs reprises. Il fut également le commanditaire de nombreux meurtres à travers la ville. La tuerie la plus connue est celle qui fut qualifiée par la presse de « massacre de la Saint-Valentin », survenue le 14 février 1929 dans le secteur de Lincoln Park, qui tua sept des membres de l'équipe de Bugs Moran, principal rival de Capone.

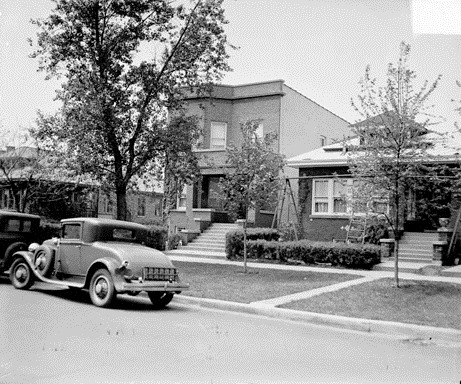
La maison d'Al Capone, au 7244 South Prairie Avenue, dans le secteur de Greater Grand Crossing en 1929.

La police de Chicago n’étant pas capable de prouver ni ses meurtres, ni ses trafics d’alcool, ni ses rackets, les enquêteurs se concentrèrent donc sur ses dépenses, les comparant méticuleusement à ses revenus déclarés. Les Incorruptibles (The Untouchables) est le surnom donné par la presse américaine à un groupe d'agents du trésor américain (dont le plus célèbre est Eliot Ness) qui luttèrent pour faire respecter la prohibition à Chicago et finirent après une lutte sans merci à boucler Capone pour fraude fiscale. Après des centaines d’interrogatoires, il devint clair que ses revenus furent bien plus importants que ce qui était déclaré à l'Internal Revenue Service (IRS). On chiffra ses revenus nets en 1924 et 1929 à 1 035 654 dollars et 84 cents, représentant 215 080,48 dollars d’impôts. On lui laissa une chance de payer, ce qu'il refusa.
Le 5 juin 1931, il fut donc inculpé pour fraude fiscale, fut jugé le 17 octobre et condamné à 11 ans de prison et 80 000 dollars d’amende. En 1931, Capone fut d'abord incarcéré à la prison du comté de Cook à Chicago où il resta environ un an. En 1932, il est transféré au pénitencier fédéral d'Atlanta où il est soumis à un régime plus sévère et placé à l’isolement. En 1934, il est transféré au pénitencier fédéral de l'île d'Alcatraz près de San Francisco. En 1939, atteint de syphilis (une maladie qu'il contracta durant sa jeunesse), il fut envoyé à l'institution correctionnelle fédérale de Terminal Island à Los Angeles. Le 16 novembre 1939, Capone est libéré sous conditions. Le 21 janvier 1947, dans sa propriété de Palm Island à Miami Beach, Al Capone est victime d’une apoplexie qui lui fait perdre connaissance. Trois jours après, dans le coma, il contracte une pneumonie. Il meurt le lendemain, le 25 janvier 1947, d’un arrêt cardiaque.

### Massacre de la Saint-Valentin

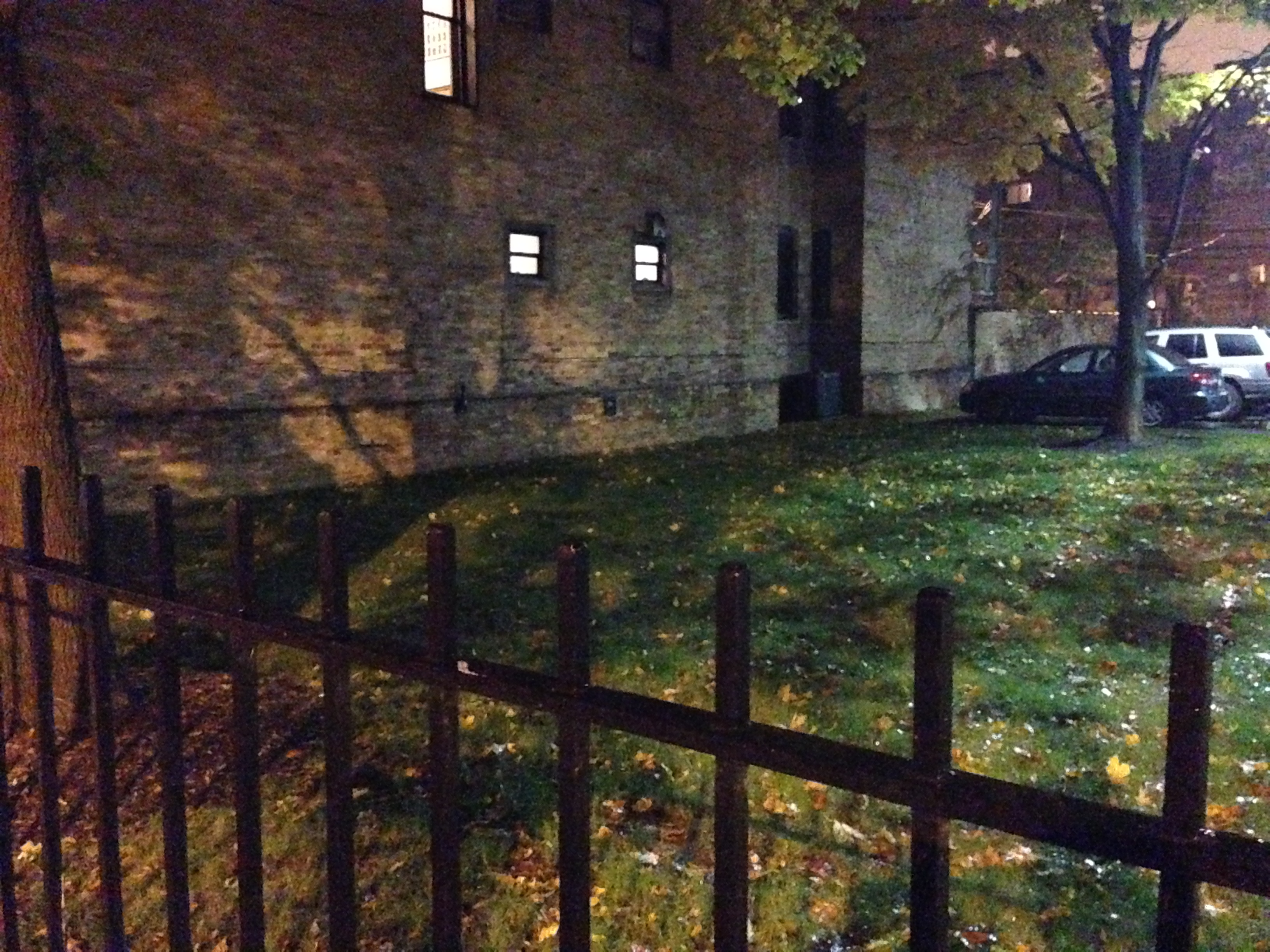
Site où a eu lieu le massacre de 1929, au 2122 N. Clark Street, dans le secteur de Lincoln Park. En 1967, le bâtiment fut rasé pour laisser place à un coin de verdure et à un parking adjacent (photo prise en 2013).

À la fin des années 1920, Capone jugea dangereuse l'ascension du Gang de North Side (North Side Gang), la mafia irlandaise locale (autrefois dirigée par Dean O'Banion, assassiné quelques années plus tôt, le 10 novembre 1924) qui contrôla les quartiers nord de Chicago et se confronta à ses hommes. Il vit aussi dans l'élimination de cette concurrence la solution aux menaces qui pesèrent sur sa vie et enfin une possibilité d'étendre son contrôle sur toute la ville de Chicago. Il prit donc la décision d'anéantir toute la bande, surtout son chef, Bugs Moran, alias « Moran le Branque », un des hommes forts de la mafia irlandaise de Chicago. Al Capone confia la réalisation de ce projet à son ami Jack McGurn dit « La Sulfateuse ». Ce dernier s'entoura d'une équipe de tueurs, regroupant John Scalise, Albert Anselmi, les frères Keywell, Fred Samuel Goetz dit « Joe la Pétoire », poursuivi, entre autres, pour le viol d'une fillette de sept ans, Joseph Lolordo, ainsi que Fred Burke dit « Le Tueur ».
Le 14 février 1929, Jack McGurn prétexta une réunion au fond d'un vieux garage, le Cartage SMC dans le secteur de Lincoln Park, où furent conviés Bugs Moran et ses hommes autour d'une prétendue cargaison de whisky de contrebande, fournie par le gang de Détroit « The Purple Gang ». Le filet ainsi tendu, une fausse descente de police permit d'enlever sans difficulté leurs armes aux adversaires ; les hommes d'Al Capone purent alors liquider la bande rivale sans résistance,. Les victimes, cinq membres importants du Gang de North Side, plus deux personnes non-membres (Reinhardt H. Schwimmer et John May) furent alignées contre le mur puis exécutées, après que comme il fut convenu, on s'assura que le chef de la bande, Bugs Moran, soit bien présent, puisque le piège le visa principalement. Toutefois, Bugs Moran n'est jamais lui-même entré : en retard au rendez-vous, il s'arrêta prendre un café le long de la route (au Circus Café). En 1936, McGurn fut assassiné ; l'identité de ses assassins resta inconnue mais les recherches et les spéculations des criminologues attribuèrent ce meurtre à Moran qui aurait cherché à venger son équipe.

### Sam Giancana et le clan Kennedy

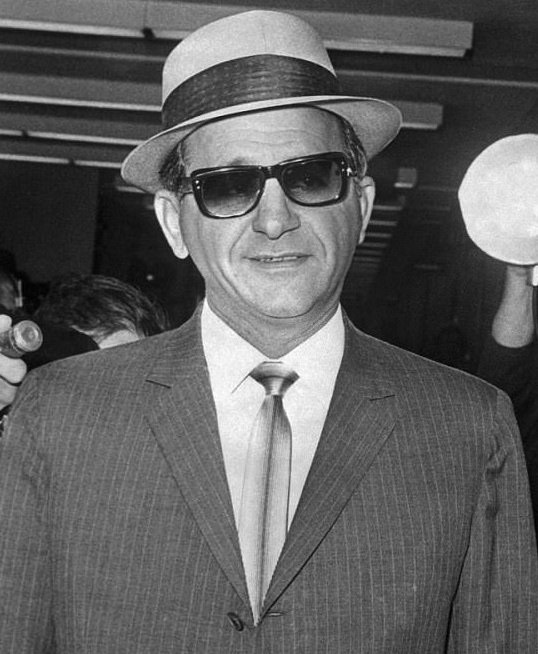
Sam Giancana (1908-1975), boss de la mafia de Chicago de 1957 à 1966.

En 1963, selon diverses théories la mafia de Chicago aurait assassiné John F. Kennedy, le 35e président des États-Unis (ainsi que son frère, Robert Kennedy, en 1968) en raison des menaces que l'administration Kennedy fit peser sur le crime organisé, et en particulier celui de Chicago. En effet, l'administration Kennedy voulut faire arrêter Jimmy Hoffa, puissant patron du syndicat des camionneurs qui participa au blanchiment d'argent de la mafia italo-américaine de Chicago, à travers un complexe système utilisant l'argent de la caisse de retraite des Teamsters,. C'est Sam Giancana, boss de l'Outfit à l'époque qui aurait fait tuer les frères Kennedy. De plus, Joseph Kennedy ne paya pas sa dette envers la mafia pour l'aide qu'apporta cette dernière lors des élections présidentielles de 1960 à Chicago. C'est le chanteur Frank Sinatra qui mit en contact Giancana avec le clan Kennedy.
Il fut par ailleurs démontré que la mafia collabora avec la Central Intelligence Agency (CIA) dans le cadre de tentatives d'assassinat de Fidel Castro (« opération Mongoose ») et que celle-ci avait donc également un intérêt particulier à l'égard de Cuba,. De plus, Kennedy et Giancana eurent une maîtresse commune, Judith Campbell. Celle-ci entama une liaison avec le président américain, qui dura jusqu'à l'été 1962, tout en étant parallèlement avec Giancana. Les liaisons Campbell-Kennedy-Giancana furent citées publiquement pour la première fois en 1975. Judith Campbell profita de l'occasion pour expliquer sa théorie sur l'assassinat de John F. Kennedy. Selon elle, Kennedy fut assassiné par la mafia de Chicago, plus précisément par Sam Giancana, car son père Joseph aurait utilisé la mafia pour maximiser les chances de son fils de remporter l'élection présidentielle et l'aurait abandonnée par la suite. Pire, les frères Kennedy déclarèrent une guerre totale au crime organisé. Giancana fut assassiné en 1975 de sept balles dans la tête, alors qu'il devait être entendu peu après par une commission d'enquête du Sénat américain.

### Mafia aujourd'hui
L'ascension puis la chute de l'empire d'Al Capone dans les années 1920 et 1930 ainsi que son arrestation pour fraude fiscale n'a pas définitivement mis un terme au crime organisé dans la ville de Chicago. En effet son gang fut largement relayé depuis car la mafia de Chicago, connue sous le nom de l’Outfit de Chicago, ou simplement « The Outfit » (« L'Organisation » en français), n'a jamais cessé ses activités et existe encore de nos jours. Le noyau de l'organisation ne comprendrait que 200 à 300 membres affranchis et environ 1 250 associés, c'est-à-dire moins que les organisations criminelles des autres villes. Les domaines dans lesquels ils opèrent incluent le prêt à taux usuraire, la prostitution, les assassinats, le racket, les cambriolages, les braquages, les escroqueries financières, le blanchiment d'argent, le trafic de drogue, les trafics en tous genres, l'évasion fiscale ou encore les trafics de vols de voitures.

## Chicago, foyer avant-gardiste (1880-1950)

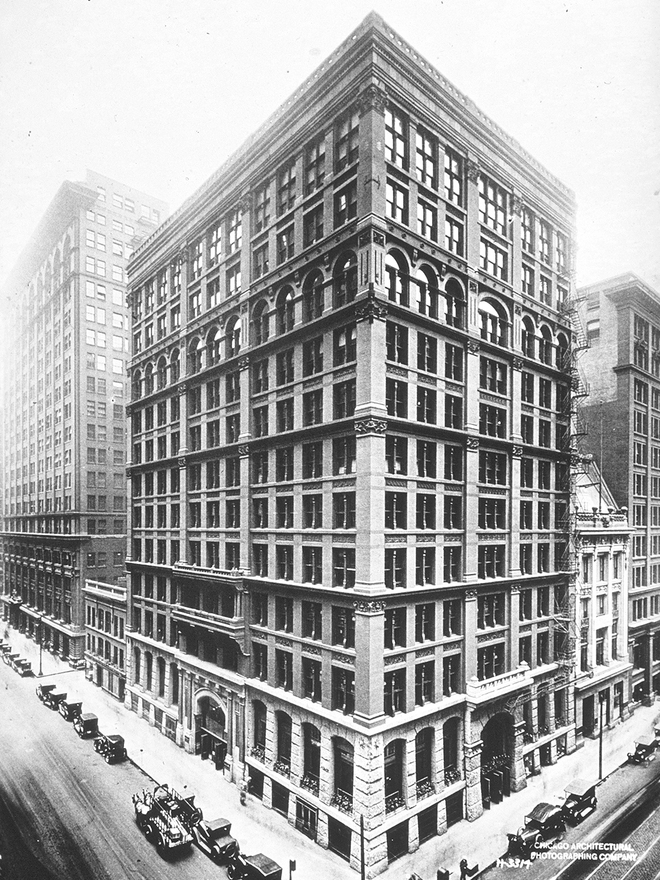
En 1885, le Home Insurance Building devint le premier gratte-ciel de l'histoire de l'architecture.

### Innovations architecturales et urbanistiques

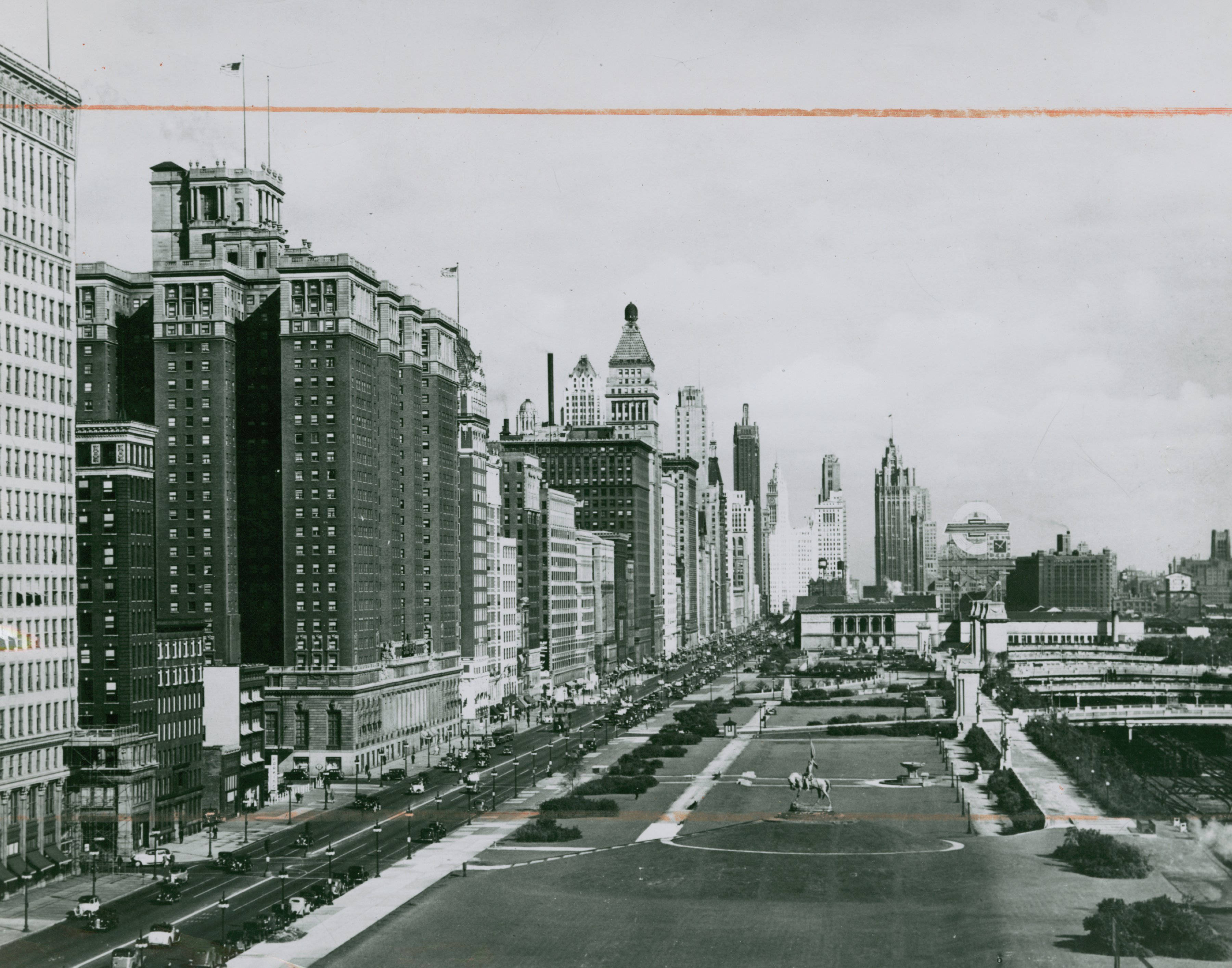
Vue sur les pelouses de Grant Park et les bâtiments du quartier historique de l'Historic Michigan Boulevard District longeant la prestigieuse Michigan Avenue en 1933.

Sur le plan culturel, à la fin du XIXe siècle et dans la première moitié du XXe siècle, Chicago se présenta comme un « laboratoire des idées neuves ». L'aspect de la ville changea fondamentalement. À la suite du Grand incendie de 1871 et de celui de 1874, les autorités municipales firent appel aux architectes et aux urbanistes les plus influents afin de penser à une reconstruction de la ville selon des critères modernes. L'Exposition universelle de 1893 (World's Columbian Exposition) se déroula à Jackson Park et attira 27 millions de visiteurs en 1893. Elle a lieu pour fêter le 400e anniversaire de l'arrivée de l'explorateur Christophe Colomb dans le Nouveau Monde. Elle servit de cadre à plusieurs congrès internationaux dont le congrès international d'historiens au cours duquel Frederick Jackson Turner présenta sa théorie de La Frontière, le congrès mondial des organisations représentatives des femmes, présidé par Bertha Honoré Palmer, pour représenter la voix de près de 500 femmes issues de 27 pays, mais aussi le congrès international des mathématiciens, présidé par Felix Klein qui prononça le discours d'ouverture du congrès contenant un « manifeste » pour la future coopération internationale des mathématiciens en laquelle Klein croyait fermement.

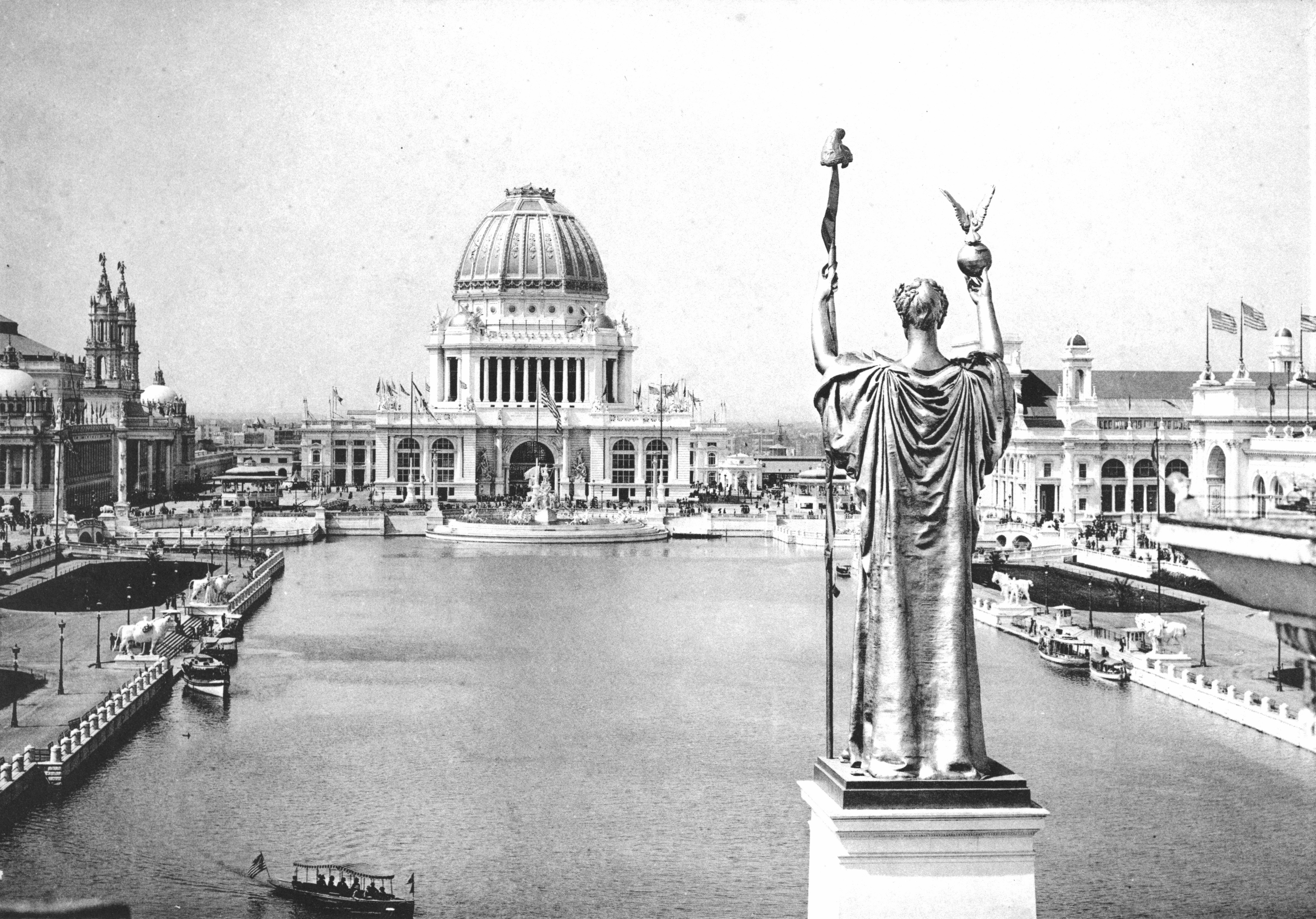
La Cour d'honneur à Jackson Park, avec la statue de la République au premier plan et l'Administration Building au second plan, fut le site de l'Exposition universelle de 1893.

L'exposition universelle fut également l'occasion pour les promoteurs du mouvement architectural City Beautiful de présenter leurs projets et réaliser plusieurs édifices qui font désormais partie du patrimoine de Chicago : le Musée des Sciences et de l'Industrie dans le secteur de Hyde Park, le célèbre métro aérien (plus connu sous le nom d'Union Loop), qui entoure toujours le quartier d'affaires de la ville baptisé le « Loop » (la boucle) ou encore le phare de Chicago (déplacé en 1919 sur son site actuel à l'entrée du port de Chicago). La ville devint le laboratoire d'expériences architecturales : en 1885, le Home Insurance Building, premier gratte-ciel au monde doté d'une ossature en acier y fut construit. Cette période constitua également « l'âge d'or » de l'École de Chicago, un mouvement d'architecture et d'urbanisme qui eut un rayonnement international avec des bâtiments tels que l'Auditorium Building (1889), le Rookery Building (1888), le Carson, Pirie, Scott and Company Building (1899), le Monadnock Building (1891) ou encore le Chicago Savings Bank Building (1905). Frank Lloyd Wright arriva à Chicago en 1889 et élabora un style d'architecture domestique appelé « Prairie houses » dont la William and Jessie M. Adams House (1901) et la Robie House (1909) en sont de bons exemples. En 1907, le vaste Montgomery Ward Company Complex fut achevé pour abriter le siège de l'entreprise Montgomery Ward.
En 1909, Daniel Burnham et Edward H. Bennett dessinèrent un nouveau plan d'urbanisme appelé « Plan de Chicago de 1909 » (aussi connu comme le « Plan Burnham ») qui prévit une série de projets innovants pour la restructuration urbanistique du centre-ville de Chicago en plan hippodamien, notamment avec la construction de nouvelles rues, la rénovation et l'élargissement de boulevards déjà existants, la construction de plusieurs bâtiments municipaux, l'installation de nouveaux parcs (comme Grant Park, Burnham Park et Harold Washington Park), la mise en place d'un nouveau chemin de fer, l'aménagement de nombreux espaces verts sur le littoral et de nouvelles installations portuaires,. En 1911, la ville de Chicago se dota d'un nouvel hôtel de ville. Entre 1922 et 1925, la Tribune Tower fut érigée et devint l'une des tours les plus symboliques de la ville. En 1929, c'est l'InterContinental Chicago Magnificent Mile (anciennement Medinah Athletic Club) et le Wrigley Building qui virent le jour. Dès 1938, Chicago accueillit l'architecte allemand Ludwig Mies van der Rohe qui contribua à diffuser l'influence du style Bauhaus en Amérique. Plusieurs édifices de style Art déco furent construits comme le Carbide & Carbon Building, le Merchandise Mart et le Chicago Board of Trade Building.
L'Exposition universelle de 1933 (A Century of Progress) appelée aussi « World's Fair » eut lieu entre 1933 et 1934 sur Northerly Island, dans le secteur de Near South Side. L'exposition mit l'accent sur la technologie et le progrès. La principale attraction était le Sky Ride, ouvrage unique en son genre, il peut être défini comme une sorte de pont transbordeur léger à cabines multiples. Il fut monté juste le temps de l'exposition, courant 1933 pour être démonté à la fermeture en 1934. Entre le 1er juillet et le 12 août 1933, à l'occasion de l'exposition, le maréchal Italo Balbo fit la traversée aérienne Rome-Chicago à bord d'un Savoia-Marchetti S.55. Le 10 décembre 1948, l'aéroport de Meigs Field fut inauguré et se trouva au sud-est du centre-ville.
Créée le 1er octobre 1947 par une législature de l'Assemblée générale de l'Illinois, la Chicago Transit Authority (CTA) vit le jour en tant que subdivision politique, corps politique et corporation municipale, pour acquérir, posséder et exploiter le système de transport en commun dans la ville de Chicago et ses banlieues proches du comté de Cook. La CTA commença ses activités à la suite de l'achat et de la fusion des entreprises de transport de la Chicago Rapid Transit Company (gestionnaire du réseau de métro de Chicago) et du Chicago Surface Lines (gestionnaire du réseau de tramways). L'objectif premier pour la Chicago Transit Authority étant de moderniser le métro de Chicago (‘L’), de remplacer des voitures vétustes en bois avec de nouveaux modèles en acier et de redéfinir l'infrastructure du réseau en espaçant notamment les stations ou en remplaçant les ponts. Ceci outre les investissements réalisés se fit en défaveur du large réseau de tram hérité. Le réseau de tramways fut progressivement réduit à l'image d'une ville en pleine mutation qui fit place aux autoroutes entrainant ainsi la disparition de quartiers insalubres et de plusieurs centaines de kilomètres de tramways.

### Rayonnement universitaire

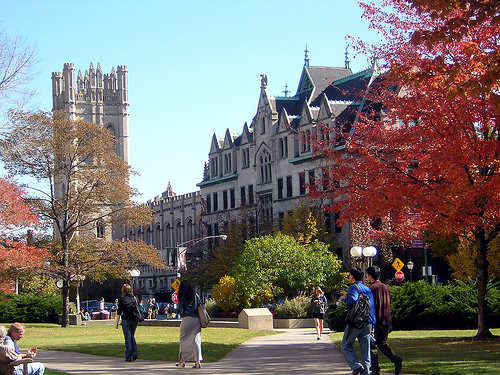
L'université de Chicago, de nos jours.

À l'aube du XXe siècle, Chicago devint un foyer de l'enseignement supérieur rivalisant avec les métropoles de la côte est des États-Unis, notamment New York et Boston.
L'université de Chicago, située dans le secteur de Hyde Park, fut fondée en 1890 grâce à un don du philanthrope John Davison Rockefeller et commença ses premiers cours le 1er octobre 1892. Elle fut l'une des premières universités américaines conçues comme combinaison de la formule américaine de l'université des arts libéraux et de la formule allemande de l'université de recherche. Son premier président, William Rainey Harper, souhaita développer la recherche sur le modèle des universités allemandes. L'établissement ouvrit dès le début ses portes aux filles et aux afro-américains. L'université se distingua par la création d'un département de sociologie dès 1892. Trois ans plus tard apparut la revue American Journal of Sociology. La première école de sociologie de Chicago s'attacha à étudier les relations interethniques et la délinquance dans les grandes villes des États-Unis. Les représentants de cette première école furent notamment William Isaac Thomas, Ernest Burgess et Robert E. Park. Le département de sociologie de l'université de Chicago connut son âge d'or entre 1918 et 1935. Les sciences dures furent également bien représentées : l'université fut, avec la conception de la Chicago Pile-1 (première pile atomique), le site de la première réaction nucléaire contrôlée, réalisée le 2 décembre 1942 sous la direction d'Enrico Fermi.
L'université Northwestern est la deuxième université la plus prestigieuse de Chicago après l'université de Chicago. L'université Northwestern a été fondée en 1851 par des méthodistes et a ouvert ses portes en 1855, elle compte près de 22 000 étudiants répartis sur deux campus. L'un se trouve dans la ville d'Evanston, en banlieue nord de Chicago, sur un campus de 97 hectares situé sur les rives du lac Michigan, et l'autre au cœur même de la ville de Chicago où l'enseignement professionnel y est localisé dans un campus de 10 hectares. Le magazine Forbes la place souvent dans les dix premières universités du pays et le classement de Shanghai lui a attribué en 2007 la 30e place au niveau mondial. Plusieurs de ses écoles et notamment la Kellogg School of Management et la Northwestern School of Law sont régulièrement placées dans les dix meilleures du pays au même titre que celles d'Harvard ou de Princeton.

### Chicago, un des berceaux du jazz

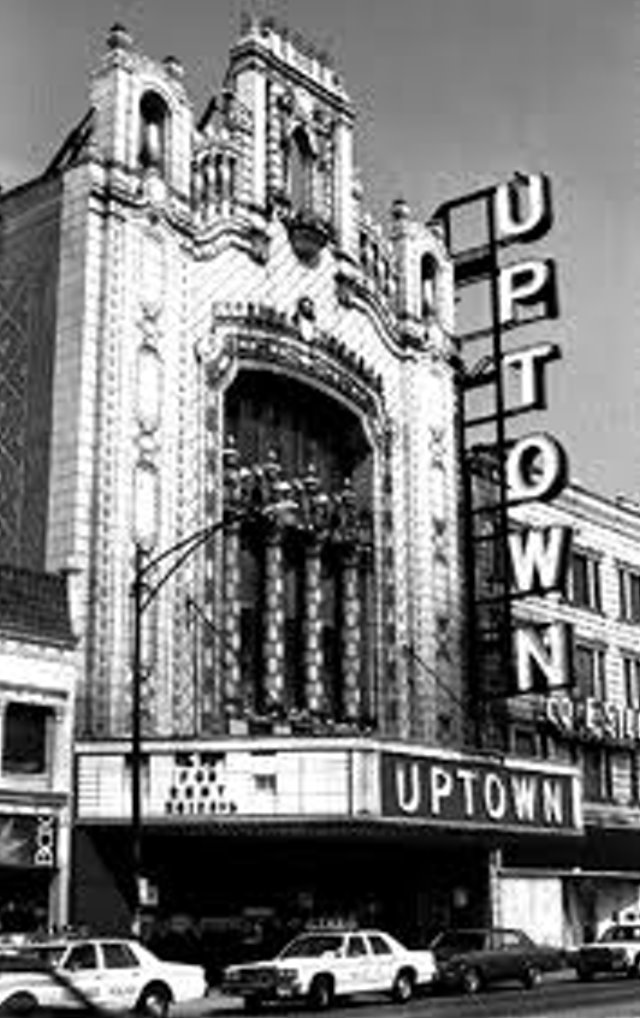
Au cours des années 1920 et des années 1930, l'Uptown Theatre accueillit de nombreux musiciens et groupes de jazz.

Enfin, Chicago devint, avec La Nouvelle-Orléans, l'un des berceaux du jazz au début du XXe siècle. En 1916, Nick La Rocca et d'autres anciens musiciens du Papa Jack Laine's Reliance Brass Band s'installèrent à Chicago. Le 26 février 1917, Livery Stable Blues fut enregistré par l'Original Dixieland Jass Band. La ville accueillit Louis Armstrong dans les années 1920 qui fit ses premiers enregistrements et travailla avec Joe « King » Oliver. L’orchestre d’Oliver fut le meilleur et le plus influent du hot jazz de Chicago.
Les groupes de jazz de Chicago marquèrent la transition du jazz original de La Nouvelle-Orléans vers une musique improvisée plus sophistiquée. À Chicago, l'accent était mis sur les solos, les tempos plus rapides, la basse et la guitare à cordes (remplaçant le tuba et le banjo traditionnels) et les saxophones. En adoptant des mesures à 4 temps, les musiciens de Chicago jetèrent les bases de l'ère du swing. Son ancêtre, le Lindy hop, fut dansé sur le style du jazz de Chicago à 4 temps avant de devenir l'une des caractéristiques emblématiques de l'ère du swing. Parmi les musiciens importants du style de Chicago figurent Lovie Austin, Muggsy Spanier, Jimmy McPartland, Bix Beiderbecke, Eddie Condon, Bud Freeman, Benny Goodman, Gene Krupa, Frank Teschemacher et Eddy Clearwater.
Une des principales raisons de la venue de nombreux musiciens afro-américains au début des années 1920 à Chicago fut la fermeture par décret de Storyville, qui fut le « Quartier des spectacles » de La Nouvelle-Orléans, déclenchant ainsi un vaste mouvement de musiciens en particulier à Chicago. En outre, l'offre de travail à Chicago était grande, notamment dans les abattoirs des Union Stock Yards et les usines de textiles. La discothèque Friar's Inn était à l'époque l'une des principales adresses pour les amateurs de jazz. Certains élèves de la classe moyenne euro-américaine, qui entendirent le style jazz Nouvelle-Orléans (New Orleans Jazz) dans les quartiers sud de Chicago, commencèrent à copier le modèle afro-américain où ils développèrent leur propre style. Le saxophone devint très important, surtout en tant qu'instrument soliste. La basse et la guitare prirent le relais sur le tuba et le banjo, en insistant davantage sur la batterie.
Au XXIe siècle, Chicago continua à avoir une scène jazz vibrante et innovante, notamment à travers son festival de jazz annuel connu sous le nom de « Chicago Jazz Festival » qui a lieu chaque année au Grant Park,.

### Nouvelles institutions culturelles

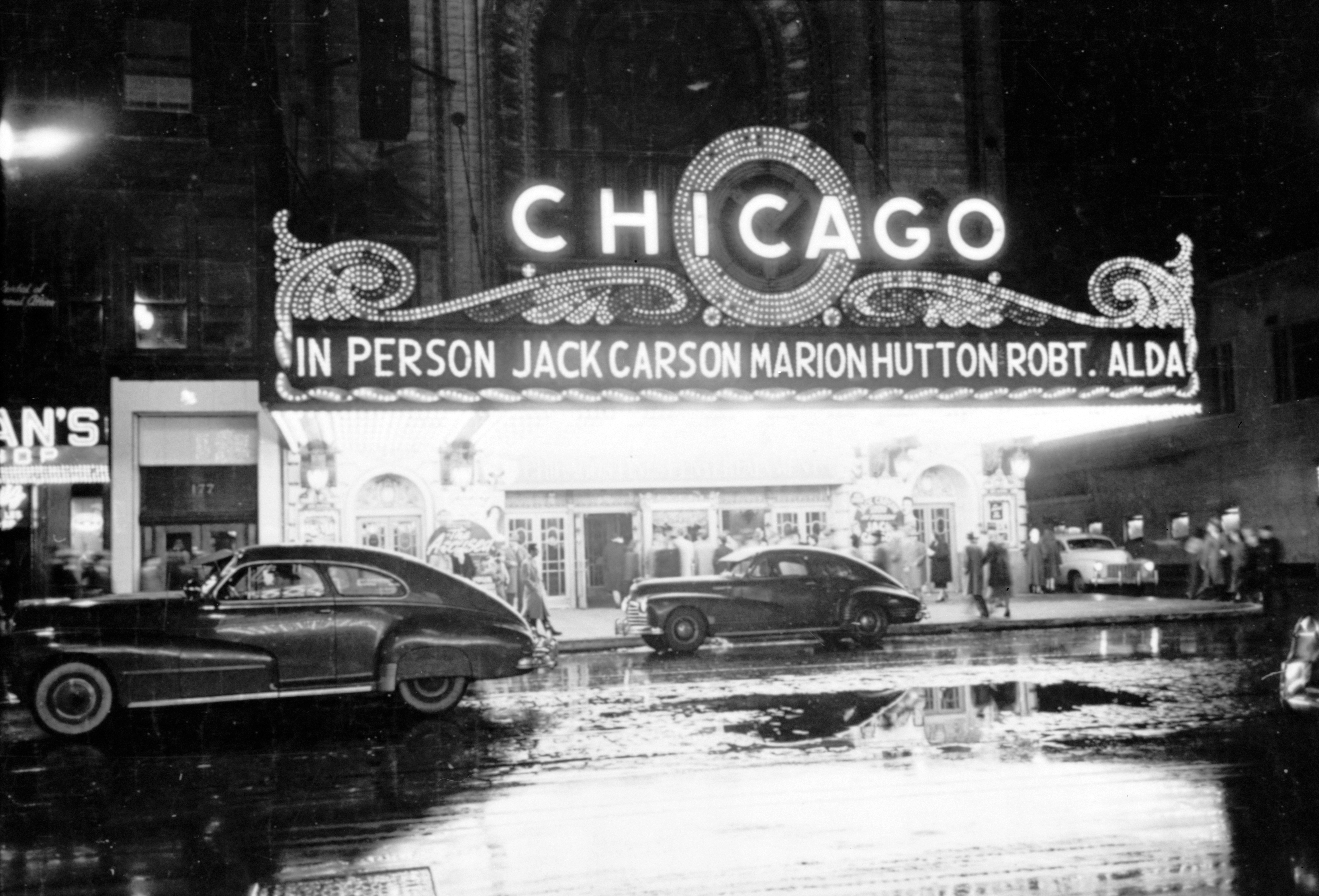
Le Chicago Theatre en 1949.

La période 1871-1945 vit la création d'institutions culturelles qui font encore aujourd'hui la réputation de Chicago. En 1893, le Chicago Cultural Center devint la plus importante bibliothèque municipale, avant de devenir en 1977, le Centre d'art et de Culture de la ville. En 1991, la Harold Washington Library, du nom de l'ancien maire de Chicago Harold Washington, devint la bibliothèque centrale de Chicago. L'Art Institute of Chicago (Institut d'art de Chicago) en 1879, le Musée Field d'Histoire Naturelle (Field Museum of Natural History) en 1893 et le Musée des Sciences et de l'Industrie (Museum of Science and Industry) en 1933 comptent parmi les musées les plus importants du pays. L'orchestre symphonique de Chicago, fondé en 1891 par le chef d'orchestre Theodore Thomas, devint l'un des orchestres les plus importants du continent américain. Depuis 1904, l'Orchestra Hall du Symphony Center accueille l'orchestre symphonique de Chicago. Le Biograph Theater, une salle de cinéma et de spectacle historique conçue par l'architecte Samuel N. Crowen, fut inauguré en 1914. Les théâtres et salles de spectacle du Chicago Theatre et de l'Uptown Theatre ouvrirent leurs portes respectivement en 1921 et 1925, et furent tous deux conçus par les architectes Rapp and Rapp. Ces derniers acquirent une grande renommée depuis leur ouverture. En 1922, les Harris and Selwyn Theaters, deux salles de théâtre jumelles conçues par Sam H. Harris et Edgar Selwyn, ouvrirent leurs portes. En 1926, l'Aragon Ballroom ouvrit ses portes et devint rapidement une salle de spectacle et de concert populaire.

## Crise économique et urbaine (1950-1990)

### Municipalité de Richard J. Daley (1955-1976)

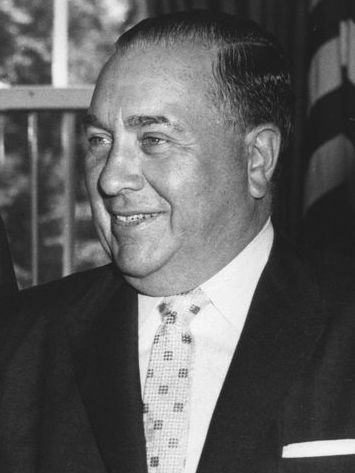
Richard J. Daley en 1962.

Cette période fut aussi marquée par l'action du démocrate Richard Joseph Daley, maire de Chicago de 1955 à 1976. Daley est considéré comme un maire auquel revient le mérite d'avoir su éviter à Chicago le même déclin économique que d'autres villes industrielles de la Rust Belt, et d'avoir mis en chantier plusieurs constructions d'importances mondiale, telles que l'aéroport international O'Hare, la Sears Tower (« Willis Tower » depuis 2009) et de nombreuses autres infrastructures. Richard Michael Daley, son fils, fut le deuxième plus ancien maire de Chicago en restant à la tête de la ville durant 22 ans (1989-2011).
Cependant, les mandats de Richard Daley furent également marqués par la désindustrialisation : alors qu'en 1954 Chicago est la première ville américaine pour la production d'acier, la décennie suivante vit des fermetures en cascade. La sidérurgie ne fut pas le seul secteur touché : les abattoirs des Union Stock Yards fermèrent en 1971 et furent délocalisés dans la région de Kansas City ; le chômage augmenta et les friches industrielles se multiplièrent. En outre, sa politique urbaine fut contestée à Lincoln Park, quartier abritant une importante communauté portoricaine.
Pendant les 21 années de son mandat, Richard Daley dota la ville du palais des congrès et centre de convention de McCormick Place en 1958 (le plus important d'Amérique du Nord) ; construisa plusieurs autoroutes urbaines telles que la Kennedy Expressway, la Northwest Expressway, la Chicago Skyway, la Dan Ryan Expressway et la Southwest Expressway ; modernisa et augmenta la capacité d'accueil de l'aéroport international O'Hare en 1963 ; rénova le secteur financier du Loop qui attira de nombreuses entreprises et où plusieurs tours sortirent de terre ; lança des politiques d'aménagement du territoire et des politiques culturelles ; reconstruisa de nombreuses rues et avenues ; aménagea de nouveaux parcs et espaces verts ; rénova des écoles publiques ; accueilla la foire internationale de 1959 (International Trade Fair) qui célébra l'ouverture de la voie maritime du Saint-Laurent et reçut la visite de la reine Élisabeth II ; créa le Chicago Air & Water Show en 1959 (l'un des meetings aériens les plus importants des États-Unis).

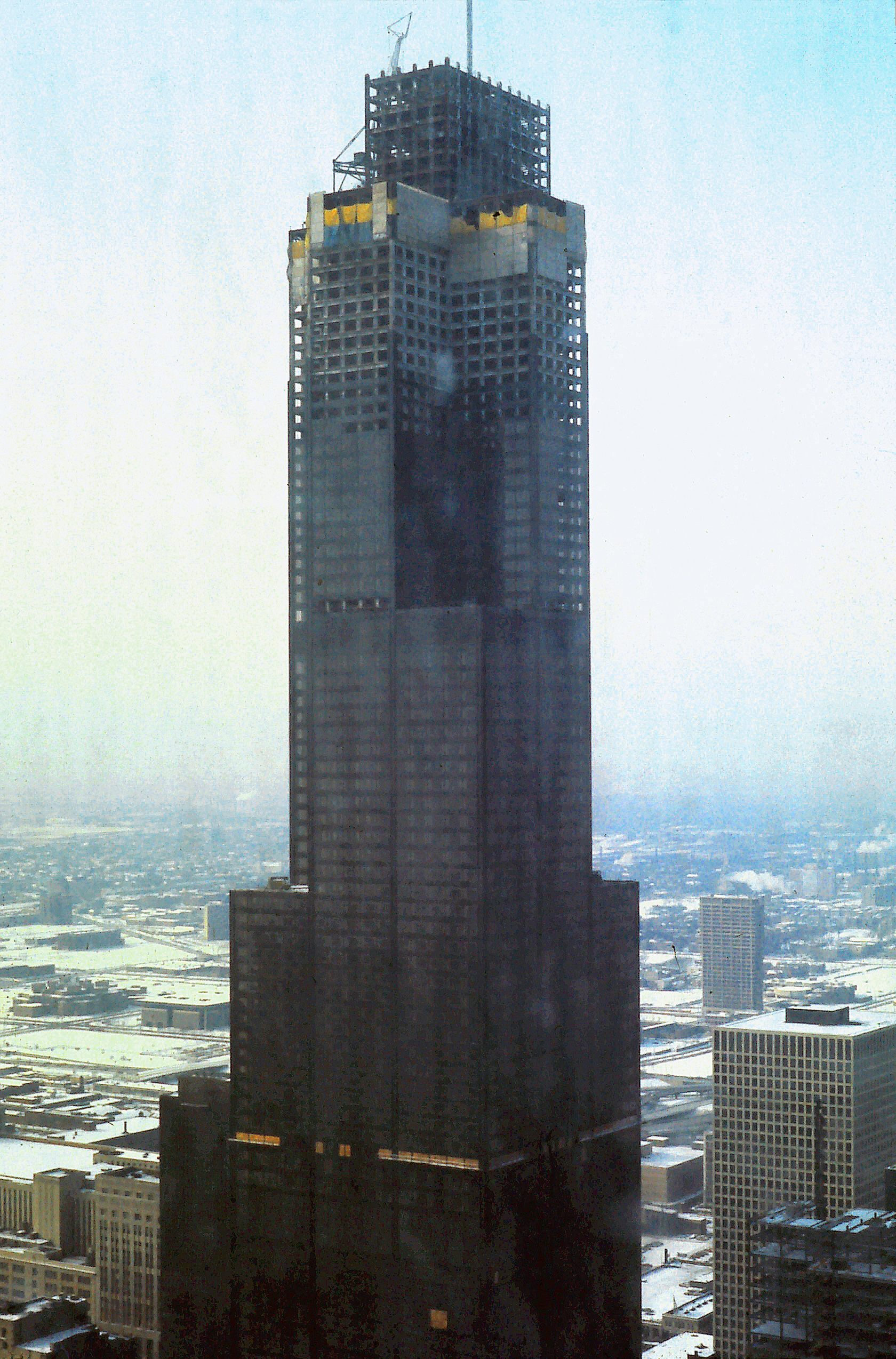
La Sears Tower durant sa construction en 1972 depuis le First National Bank Building.

La Sears Tower (connue sous le nom de « Willis Tower » depuis l'été 2009) fut construite entre 1970 et 1973 et devint l'une des fiertés de la ville, avec ses 110 étages et ses 442 mètres de haut, elle resta le plus haut immeuble du monde jusqu'en 1998 et du continent américain jusqu'en 2013 ; d'autres gratte-ciel comme l'Aon Center (346 mètres) ou encore le John Hancock Center (343 mètres ; 457 m avec son antenne) virent le jour durant son mandat et furent classés parmi les plus hauts bâtiments du monde à leur achèvement.
La municipalité lança une politique de renouvellement urbain pour plusieurs quartiers de South Side comprenant une importante population afro-américaine (dont le quartier historique de Bronzeville et plus généralement les secteurs de Douglas, South Shore, Woodlawn et East Side qui furent rénovés) ; les Robert Taylor Homes, qui constituèrent un grand ensemble de 28 immeubles publics de type habitation à loyer modéré (ou « housing projects ») pouvant loger quelque 27 000 habitants, furent démolis en 1962 et les résidents relogés.
Jusqu'au milieu des années 1970, la municipalité de Richard Daley poursuiva sa politique des « grands chantiers » à travers la ville. Elle transforma d'anciennes friches industrielles et terrains vagues du quartier de South Loop en immeubles résidentiels. Elle subventionna également les travaux d'agrandissement et la restauration des bâtiments du campus de l'université de l'Illinois à Chicago (UIC).

### Blizzard de 1967
le 26 janvier 1967, 58 cm de neige tombèrent sur Chicago et sa banlieue, avant que la tempête se calme le lendemain au petit matin. Cette tempête de neige est à ce jour la plus importante dans l'histoire de Chicago. La tempête fit des ravages dans les communautés de la ville où des milliers de personnes se retrouvèrent sans électricité. Environ 800 bus de la Chicago Transit Authority et 50 000 véhicules furent abandonnés dans les rues de la ville de Chicago et sur les autoroutes de la région. Plusieurs incidents furent rapportés par le Chicago Tribune dont un, lié à des pillages, impliqua une fillette de dix ans qui perdit la vie lorsqu'elle fut prise dans une fusillade entre la police et des pillards ; un autre incident fut à déplorer lorsqu'un homme perdit la vie après avoir été renversé par un chasse-neige.
Au total, vingt-six habitants de Chicago perdirent la vie dans le blizzard, dont beaucoup d'attaques cardiaques chez les personnes âgées causées par le déblayage de la neige. En outre, il y eut plus de cinquante décès liés à la tempête dans la région métropolitaine.

### Émeutes de 1966 et 1968

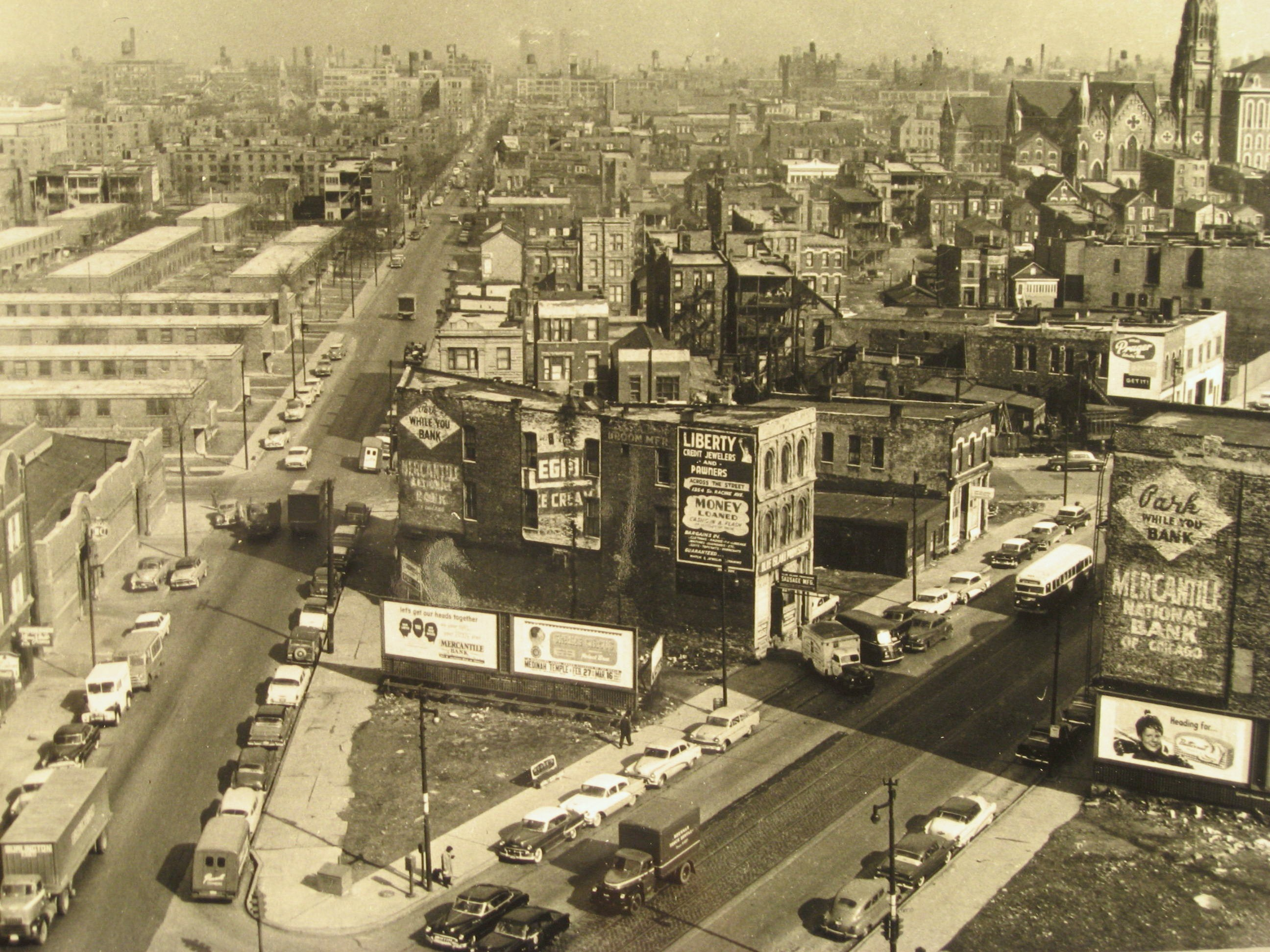
Vue sur le secteur de Near West Side en 1965 (à l'intersection de Blue Island Avenue et Racine Avenue). Il fut l'un des plus touchés par la pauvreté. De nombreux bâtiments abandonnés tombèrent en ruines. Ils finirent par être rasés puis remplacés par des logements sociaux.

Le 12 juin 1966, la première émeute impliquant des membres de la communauté portoricaine dans l'histoire des États-Unis eut lieu durant une parade organisée sur Division Street. Elle fut à l'origine de l'assassinat d'un jeune homme d'origine portoricaine par la police de Chicago. L'émeute ne dura que deux jours, grâce à l'intervention d'éducateurs sociaux et de dirigeants communautaires qui se rassemblèrent pour élaborer des stratégies afin de calmer les esprits. La cause sous-jacente des émeutes de Division Street fut la détérioration des conditions économiques auxquelles furent confrontés les Portoricains et les Afro-Américains. Elle constitua l'une des nombreuses manifestations populaires qui agitèrent le pays dans les années 1960.
Le 4 avril 1968, à la suite de l'assassinat de Martin Luther King (meneur du mouvement américain des droits civiques), de violentes émeutes éclatèrent dans les ghettos afro-américains des quartiers sud et ouest,. Les pillages et les incendies criminels eurent lieu principalement dans le corridor entre Roosevelt Road au sud et Chicago Avenue au nord (sur environ 28 blocs s'articulant autour de West Madison Street) dans les secteurs d'East Garfield Park, North Lawndale et Humboldt Park (West Side). Ils touchèrent également le secteur de Woodlawn (South Side). Le lendemain, le maire de Chicago Richard J. Daley imposa un couvre-feu sur toute personne de moins de 21 ans, fit fermer des rues à la circulation automobile et interdisit la vente d'armes, de munitions et de produits inflammables.
Environ 10 500 policiers de Chicago furent envoyés pour protéger les pompiers, bientôt rejoints par 6 700 gardes nationaux de l'État de l'Illinois. Il fallut deux jours aux autorités pour rétablir l'ordre, même si certaines bandes de jeunes continuèrent à piller et brûler. Plus de 125 incendies (voitures, poubelles, magasins…) furent recensés par la police de Chicago. Onze personnes, toutes afro-américaines, trouvèrent la mort et plus de cinq cents personnes furent blessées. Près de trois mille personnes furent également arrêtées selon les autorités municipales.
Si les quartiers sud ne furent pas totalement ravagés par les émeutes de 1968, c'est en partie dû au fait que deux grands gangs de rue, les « Blackstone Rangers » et les « East Side Disciples », surent garder le contrôle sur les quartiers. Leurs leaders ne voulurent pas les voir ravagés et ruinés. Ces émeutes eurent un impact particulièrement négatif car elles agirent comme un amplificateur de la désindustrialisation dont souffrirent les villes du Midwest à cette période.

### Troubles lors de la convention nationale démocrate de 1968

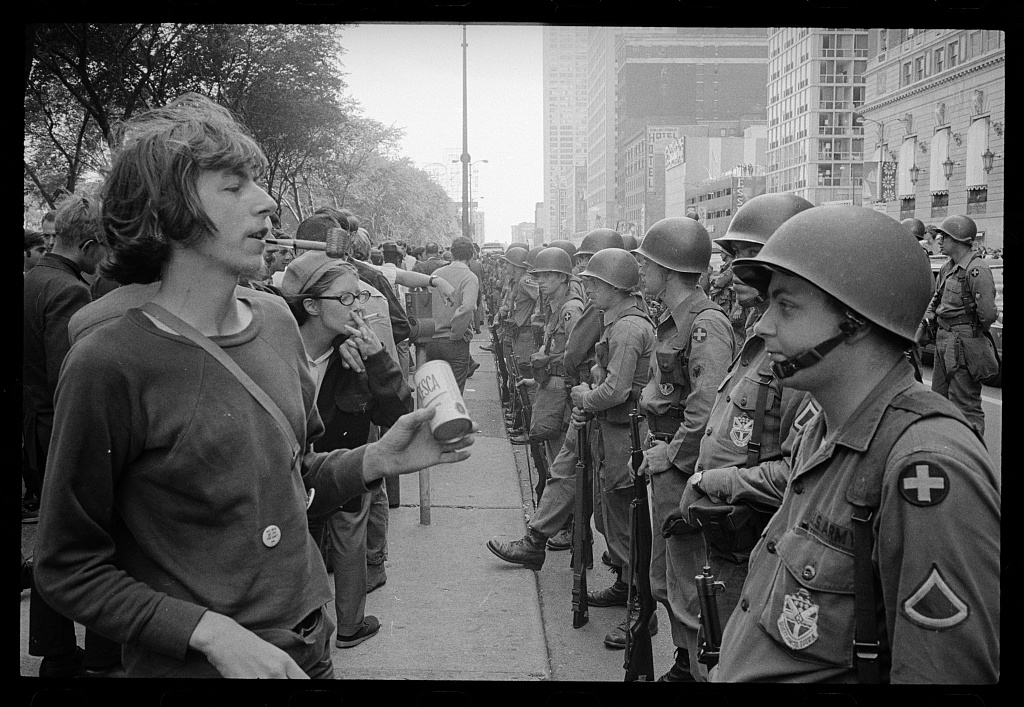
Jeune « Yippie » debout devant une rangée de soldats de la Garde nationale, en face de l'hôtel Hilton.

Du 26 au 29 août 1968, la convention nationale démocrate qui écarta le candidat anti-guerre Eugene McCarthy au profit d'Hubert Humphrey pour l'élection présidentielle américaine de 1968 s'est tenue à l'International Amphitheatre, une salle omnisports située au 42 Halsted Street dans le secteur de Bridgeport.
Plusieurs manifestants de tout le Midwest arrivèrent à Chicago dans le but de créer des troubles et des perturbations. Les agents de police de Chicago et les soldats de la Garde nationale réagirent et des affrontements se produisirent, entraînant 668 arrestations et une couverture médiatique négative pour Chicago et son département de police. 192 policiers furent blessés, dont 49 durent être hospitalisés. Une personne fut tuée.

### Déraillement de 1977 sur l'Union Loop
En 1977, sur le réseau de métro de Chicago, onze personnes trouvèrent la mort et 180 passagers furent blessées à des degrés divers lors du déraillement de plusieurs rames. À cette date, plusieurs déviations des rames durent être mises en place en raison de l'impossibilité de faire rouler les rames dans leur sens de circulation habituel sur l'Union Loop.
Vu les retards et la saturation de la voie, les rames furent stoppées aux stations et également entre celles-ci. Ignorant le feu et les instructions de sécurité, une rame redémarra de la station State/Lake et percuta à 17h27 la rame en attente vers la station Randolph/Wabash. Malgré la faible vitesse de 22 km/h, le conducteur de la rame de derrière ne relâcha pas la pédale d'accélérateur et le train percuté se trouvant dans le virage fut soulevé et termina sa course sept mètres plus bas sur le trottoir.
Certaines circonstances de l'accident restèrent inexpliquées et le chauffeur de la rame fautive, Stephan Martin, fut incriminé pour non-respect de plusieurs règles de sécurité. Chauffeur pour la Chicago Transit Authority depuis 1969, il était déjà connu pour ses négligences face aux règles de sécurité et son habitude de parler aux voyageurs en conduisant.
Les rames furent rapidement déblayées et le service reprit le 5 février 1977 à 6h30.

### Blizzard de 1979

La 53rd Street, dans le nord du secteur de Hyde Park, après le passage du blizzard de 1979.

Entre le 13 et le 14 janvier 1979, une tempête de neige majeure toucha la région de Chicago. 41,9 cm de neige furent enregistrés le 13 janvier par les autorités municipales, établissant un nouveau record de neige en une seule journée depuis le blizzard de 1967. À la fin du deuxième jour, c'est 47,8 cm de neige qui tombèrent.
Ces intempéries entraînèrent d'importantes complications pour le réseau des transports en commun de la Chicago Transit Authority, particulièrement pour les bus, les routes étant pour la plupart fermées à la circulation. Le réseau du métro fut également fortement affecté par le blizzard et mis hors service, les rails étant gelés. En effet, l'essentiel des infrastructures des lignes du métro de Chicago se trouvant en surface et non en souterrain.
« La ville ne fonctionna plus » déplora le journaliste Mike Royko dans les colonnes du Chicago Daily News. Royko n'hésita pas à blâmer le maire de Chicago Michael A. Bilandic et son administration pour la mauvaise gestion de la crise. La réponse de Bilandic fut si lamentable en ce qui concerna les blocages des transports et d'autres problèmes liés à ces intempéries que cela aboutit à l'élection de Jane Byrne, la première femme maire de Chicago. Lors d'une élection spéciale, elle battit Michael Bilandic qui prit le pouvoir à la suite de la mort du maire Richard J. Daley.

### Accident du vol American Airlines 191

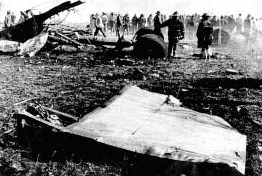
Pompiers et secouristes sur le site du crash du vol 191 le 25 mai 1979.

Dans l'après-midi du 25 mai 1979, le McDonnell Douglas DC-10 assurant le vol American Airlines 191 (entre l'aéroport international O'Hare et l'aéroport international de Los Angeles) s'écrasa à la suite du détachement du moteur gauche de l'avion, provoquant une perte de contrôle peu après son décollage de la piste 32R de Chicago-O'Hare, faisant 273 morts (dont 258 passagers, 13 membres d'équipage et deux personnes au sol). Ce fut le plus grave accident aérien de l'histoire des États-Unis,,.
L'explosion fut si violente que les flammes et le panache de fumée furent visibles depuis les gratte-ciel de Downtown Chicago à 28 kilomètres au sud-est. L'avion percuta un champ à environ 1 400 mètres de l'extrémité de la piste 32R. De grandes sections de débris de l'appareil furent projetées par la force de l'impact dans un parc à mobile homes adjacent, tuant deux personnes et en blessant deux autres sérieusement. Cinq mobile homes et plusieurs voitures furent détruits.
Plusieurs des victimes se rendirent à la convention de l'American Booksellers Association à Los Angeles, notamment l'auteure locale Judith Wax et son mari Sheldon Wax, le rédacteur en chef du magazine Playboy. Sur les 258 passagers, il y eut 247 américains, quatre hollandais, quatre saoudiens, un autrichien, un belge et un sud-coréen.

### Saison 1985 des Bears
Lors du championnat au Super Bowl XX de la saison 1985 de la National Football League (NFL), les Bears de Chicago, alors champions de la National Football Conference (NFC), battent les Patriots de la Nouvelle-Angleterre, alors champions de l'American Football Conference (AFC), par le score de 46-10,, remportant ainsi leur premier championnat de la NFL depuis 1963, trois ans avant la naissance du Super Bowl. Le Super Bowl XX a été joué le 26 janvier 1986 au Caesars Superdome à La Nouvelle-Orléans. La diffusion du match sur NBC a été regardée par environ 92,57 millions de téléspectateurs.

### Ghettoïsation et lutte contre la ségrégation

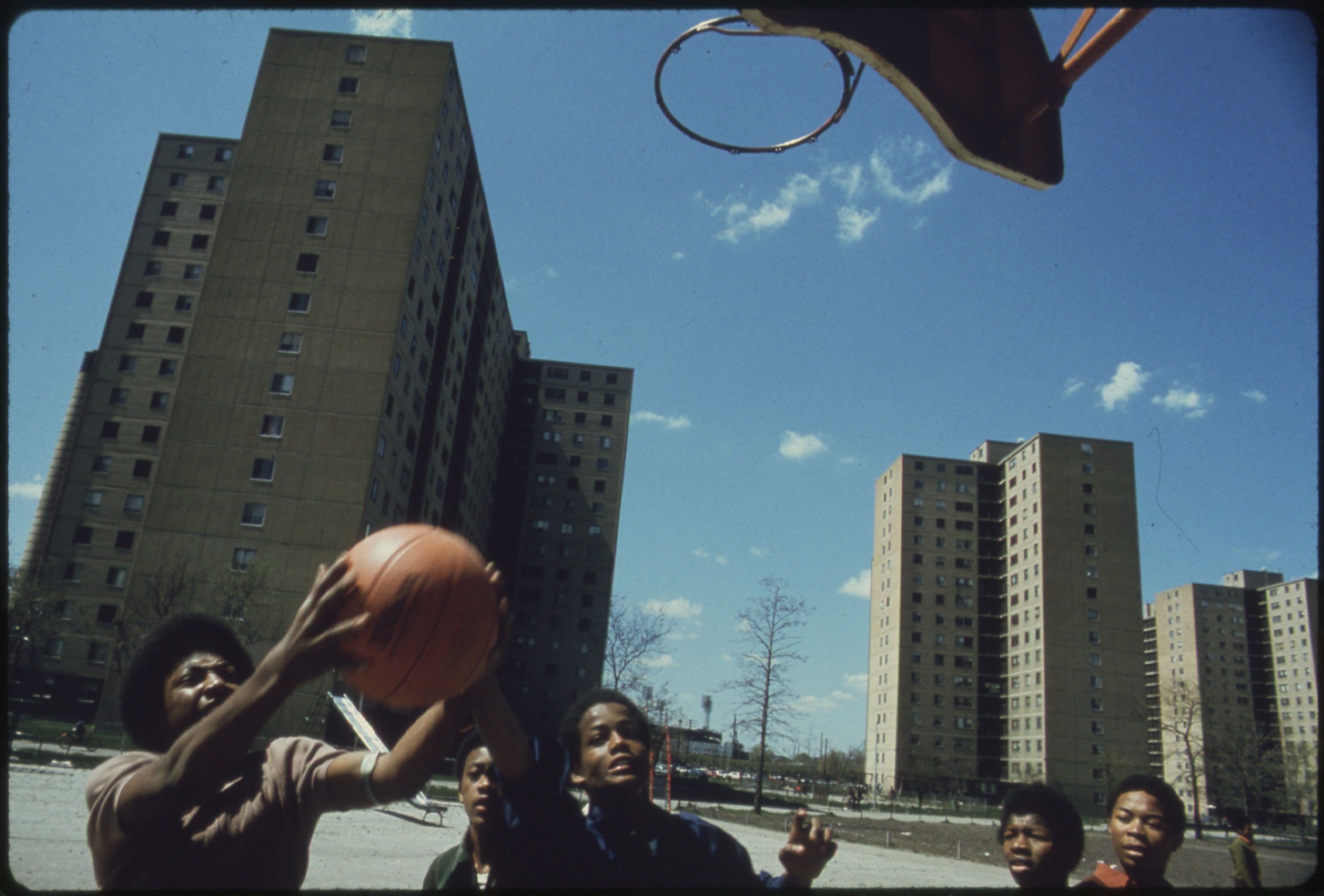
Photographie de jeunes Afro-Américains jouant au basketball sur un terrain de l'ensemble des Stateway Gardens, dans le quartier de Bronzeville (par le photojournaliste John H. White en 1973).

À partir des années 1950, les classes aisées et moyennes quittèrent la ville de Chicago pour s'installer dans les banlieues. La ville connut alors une importante crise économique et sociale. L'économie fut frappée par la fermeture des Union Stock Yards en 1971. Le 1er décembre 1958, un incendie se produisit à l'école de Notre-Dame des Anges (Our Lady of the Angels School), située dans le secteur d'Humboldt Park : 92 étudiants et trois religieuses périrent dans la tragédie. Ce drame favorisa l'amélioration des dispositifs anti-incendies dans les établissements scolaires du pays.
Avec l'assouplissement des lois sur l'immigration dans les années 1960, les quartiers abandonnés par les Euro-Américains devinrent des ghettos où se concentraient les Afro-Américains, les Asio-Américains et les Hispaniques et Latino-Américains. Des émeutes raciales éclatèrent dans le contexte du mouvement des droits civiques. En 1963, des boycotts des écoles publiques noires furent organisés pour protester contre les classes surchargées et la ségrégation opérée par le Chicago Public Schools. En 1966, Martin Luther King lança une campagne contre la discrimination, le Chicago Freedom Movement. Une partie du mouvement pour les droits civiques se radicalisa avec le Black Power et le Black Panther Party : le maire de Chicago Richard J. Daley fit assassiner deux membres influents par la police. Le 12 juillet 1966, les quartiers noirs de West Side furent le théâtre de violentes émeutes qui firent trois morts.
Les 4 et 5 avril 1968, des émeutes survinrent après l'assassinat de Martin Luther King dans les quartiers afro-américains de West Side et de South Side ; la garde nationale dut intervenir et le bilan fut de neuf morts. En août de la même année, pendant la Convention du Parti démocrate, le maire de Chicago mena une politique répressive qui donna lieu à 668 arrestations, 1 000 blessés et un mort. Au milieu des années 1980, des gangs de rues furent créés dans la ville en réponse à la discrimination qui ne touchait pas que les afro-américains mais également la communauté arabe-américaine, et cela en raison de la récente guerre du Golfe. Allié à la Folk Nation, The Arabian Posse, un gang de rue d'origine arabe-américaine fut formé pour protéger les Arabo-Américains (principalement palestino-américains) dont des étudiants, d'être victimes d'agressions à caractère raciste et du sentiment anti-arabe qui régnait dans certains quartiers.

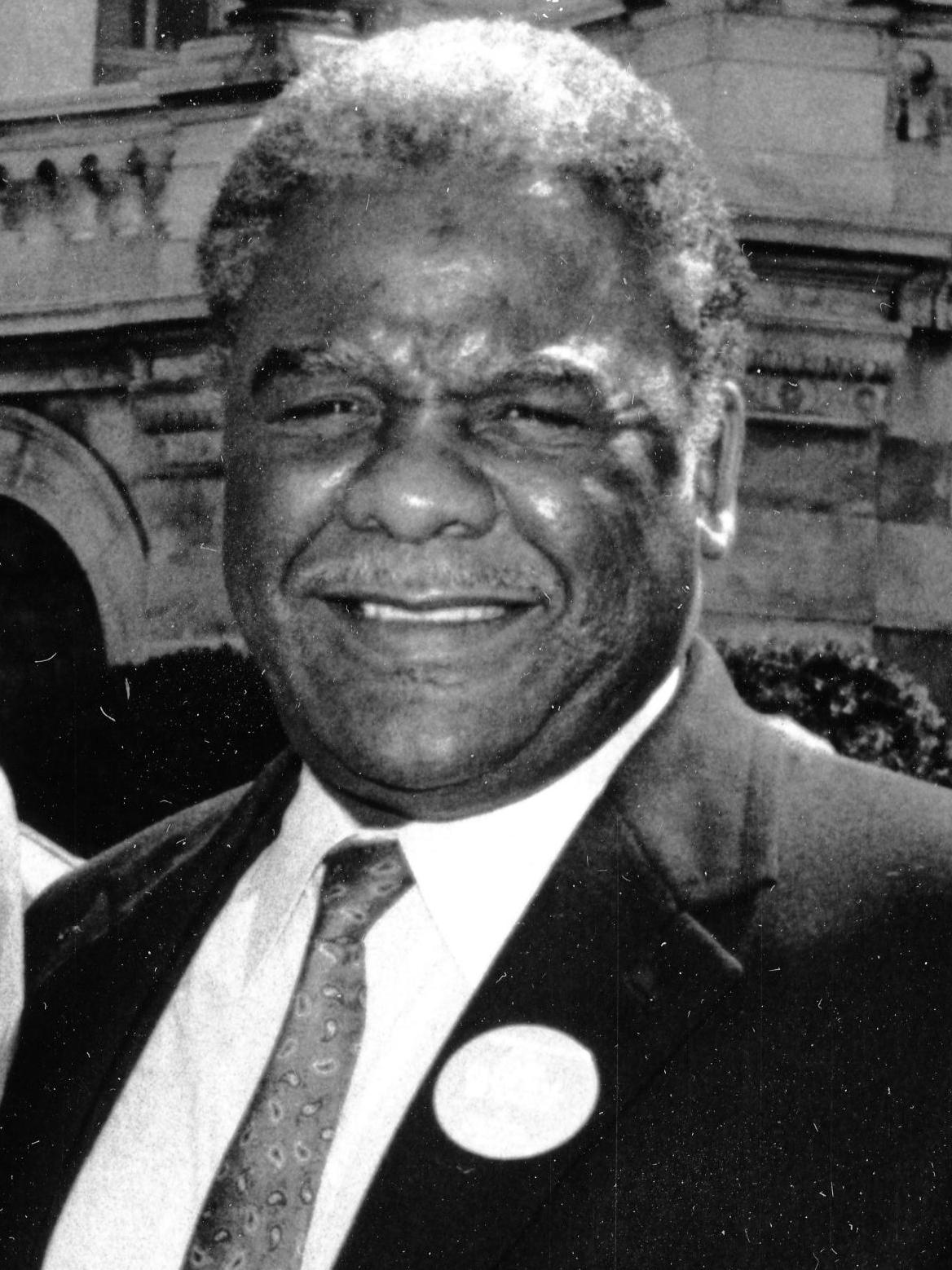
En 1983, Harold Washington devient le premier maire afro-américain de Chicago.

Il fallut attendre 1983 pour voir la ville élire son premier maire afro-américain, Harold Washington dans une des élections les plus serrées de l'histoire de Chicago. Après qu'il eut remporté les primaires démocrates, des motivations raciales provoquèrent le ralliement des quelques caciques démocrates à la candidature du républicain Bernard Epton dont le slogan était « Avant qu'il ne soit trop tard », un appel à peine voilée au sentiment de peur.
Le mandat de Harold Washington vit une nouvelle attention portée aux quartiers populaires et aux minorités. Son administration mit fin à la longue domination euro-américaine dans l'attribution des contrats de la ville et des emplois municipaux. Washington est mort le 25 novembre 1987 durant son mandat d'une crise cardiaque, peu de temps après avoir été réélu pour un second mandat. En 1991, la Harold Washington Library (la bibliothèque centrale de Chicago), et en 1992, le Harold Washington Park (un parc municipal situé à cheval dans les secteurs de Hyde Park et Kenwood), ont été nommés en son honneur.

### Barack Obama, organisateur communautaire
À l'été 1985, Barack Obama choisit de travailler comme organisateur communautaire dans le quartier afro-américain défavorisé de Bronzeville. Il devient adjoint de Jerry Kellman, travailleur social chrétien, membre d'un réseau d'Églises progressistes. Jusqu'en 1987, Barack Obama, surnommé « Baby Face » par les pasteurs locaux, arpente les quartiers pauvres de South Side pour aider les résidents à s'organiser dans la défense de leurs intérêts, pour obtenir le désamiantage des logements sociaux, l'ouverture de bureaux d'embauche, ou pour lutter contre la délinquance des jeunes.
À la fin de ses études, Barack Obama revient à Chicago pour enseigner le droit constitutionnel à l'université de Chicago où il travaille jusqu'en 2004. Il entre dans un cabinet juridique spécialisé dans la défense des droits civiques. En 1992, il épouse Michelle Robinson, juriste originaire de Chicago rencontrée en 1989 dans le cabinet d'avocats où il travaille. Michelle Robinson-Obama est alors une avocate renommée, figure influente du Parti démocrate local et proche du maire de Chicago Richard M. Daley. En 1996, Barack Obama est élu au Sénat de l'Illinois dans la 13e circonscription, couvrant essentiellement les quartiers et les secteurs du South Side de la ville de Chicago (dont les secteurs d'Oakland, Kenwood, Hyde Park et Washington Park entre autres). Le 4 novembre 2008, le soir de sa victoire à l'élection présidentielle américaine, Obama prononce son discours devant plusieurs centaines de milliers de personnes à Grant Park.

## Chicago, ville moderne et novatrice (1990-aujourd'hui)

### Inondation de 1992

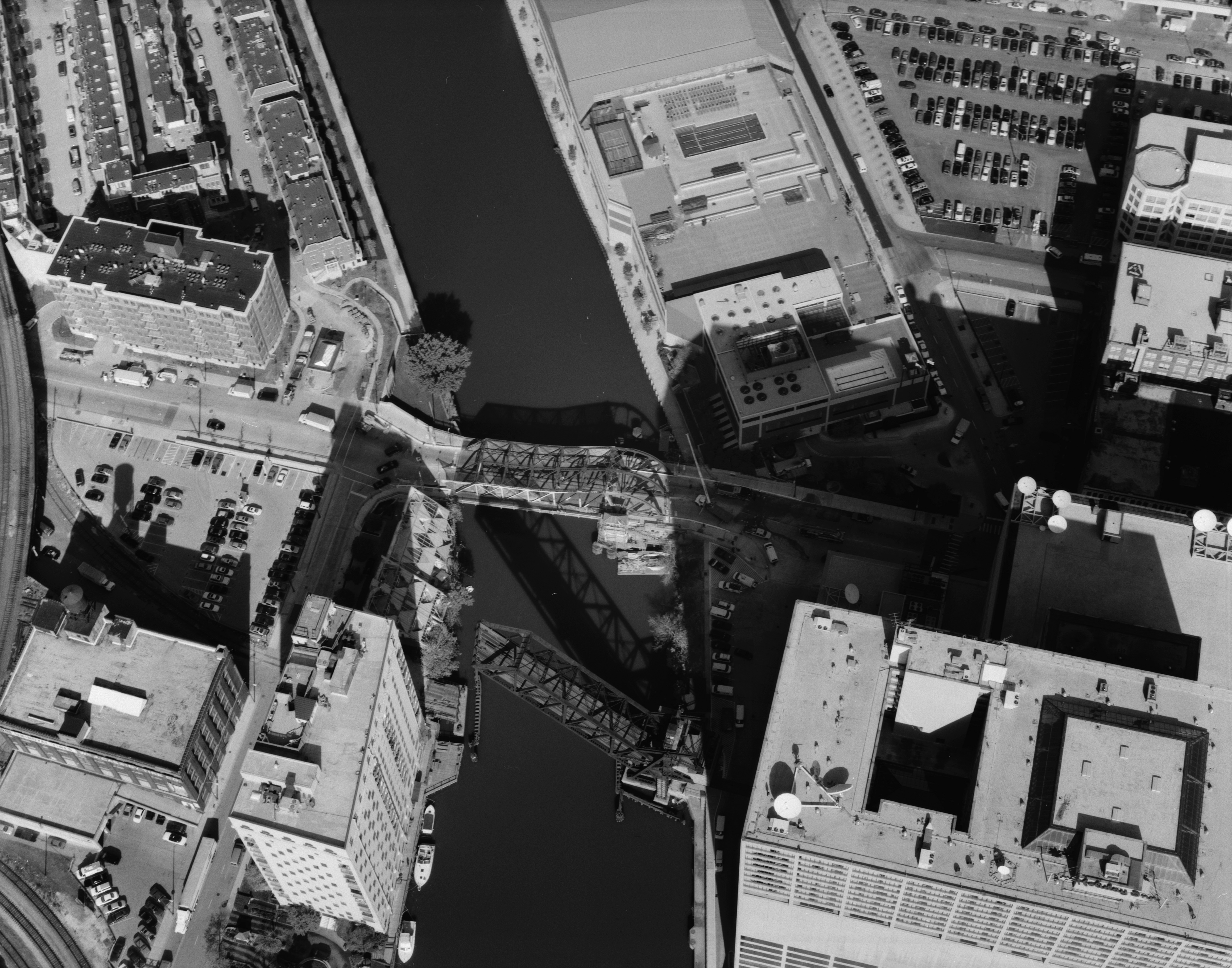
Vue aérienne nord-sud, avec le pont de Kinzie Street fermé.

L'inondation de Chicago eut lieu le 13 avril 1992, lorsque la paroi d'un tunnel de service passant sous la rivière Chicago fut endommagée, ouvrant une brèche qui laissa, selon les estimations, un million de mètres cubes d'eau inonder les sous-sols et les équipements souterrains dans tout le secteur du Loop. Un employé des télécommunications découvrit la fuite alors qu'elle laissait encore écouler seulement de la boue, et la ville de Chicago ne jugea pas le problème sérieux et lança un appel d'offres pour réparer le tunnel. L'eau inonda les sous-sols de plusieurs immeubles de bureaux et magasins de détail du secteur du Loop, ainsi qu'une galerie commerciale souterraine. Les autorités municipales évacuèrent promptement une grande partie du centre-ville, de peur que les câbles électriques ne causent des courts-circuits. L'électricité et le gaz naturel se sont coupés ou ont été coupés par précaution dans la majeure partie du secteur.
Au plus fort de l'inondation, certains édifices eurent jusqu'à 12 m d'eau dans leurs sous-sols ; aucun signe d'inondation ne fut cependant visible au niveau de la rue puisqu'elle était intégralement souterraine. Là où le réseau de métro, construit dans les années 1940, traversait des secteurs déjà dotés de tunnels creusés par la Chicago Tunnel Company (CTC), ceux-ci furent murés avec du béton. Au moins un de ces murs comportait une brèche d'environ 60 cm de long et 30 cm de large, ce qui permit à l'eau de s'infiltrer aisément et d'inonder les galeries du réseau de métro.
La fuite a finalement été colmatée par Kenny Construction, une compagnie privée, qui plaça des bouchons d'urgence dans le tunnel submergé. Il aura fallu trois jours pour que les dégâts soient réparés et les parties communes suffisamment nettoyées pour permettre aux entreprises de reprendre leurs activités. Cet incident coûta un montant estimé à 1,95 milliard de dollars à la ville de Chicago. L'inondation étant survenue peu avant la date d'échéance des déclarations de revenu, le ministère du revenu fédéral appliqua les prolongations de délai habituelles en cas de catastrophe naturelle.

### Vague de chaleur de 1995
La canicule de 1995 est un événement climatique majeur qui toucha Chicago et sa région à l'été 1995 et dont les températures ont été les plus élevées en juillet. Le mercredi 12 juillet, le mercure a oscillé entre 40 °C et 45 °C accompagné d'une humidité extrêmement élevée entraînant des indices de chaleur pouvant atteidre les 50 °C dans le centre de Chicago. Au cours des cinq jours qui suivirent, on dénombra plus de 700 morts attribuables à la chaleur.

### Politique urbaine

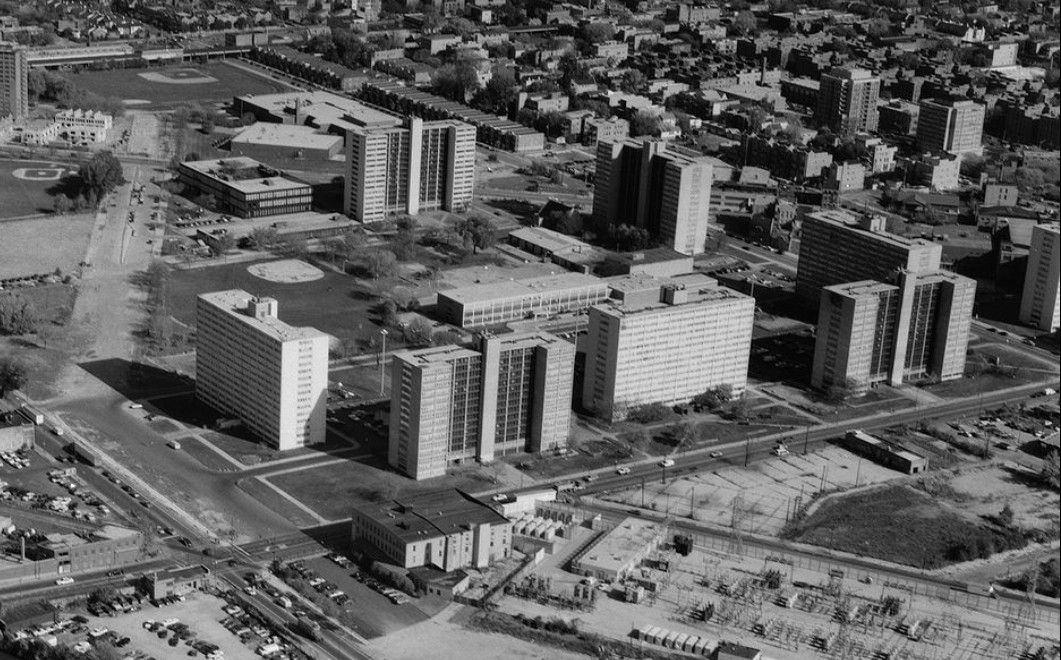
Grand ensemble des Frances Cabrini Homes, dans le quartier de Cabrini-Green, en 1991. Ces immeubles furent rasés à la fin des années 1990 pour laisser place à de nouveaux logements.

Depuis les années 1990, Chicago gagne à nouveau des habitants. À l'instar d'autres villes américaines, certains quartiers connaissent un processus de gentrification tels que New Eastside, Bronzeville, River North, Cabrini-Green, South Loop et West Loop.
Plusieurs grands ensembles (Housing projects) datant des années 1940 et des années 1950, notamment dans les quartiers de Bronzeville et Cabrini-Green (tels que les Ida B Wells Housing Project, les Frances Cabrini Rowhouses, les Frances Cabrini Homes, les Robert Taylor Homes et les Stateway Gardens), sont rasés car jugés trop vétustes par les autorités municipales. Beaucoup de ces ensembles étaient en proie à des problèmes de criminalité. À la suite de ces réaménagements, les résidents ont été relogés dans de nouveaux immeubles par la Chicago Housing Authority (CHA), qui est le gestionnaire des logements publics dans la ville de Chicago. Ailleurs dans la ville, les ensembles d'habitations sont rénovés et les quartiers attirent une population de classe moyenne. D'autres quartiers, comme South Loop, Printer's Row, River North et West Loop, constitués autrefois de friches industrielles, de vastes terrains vagues et de parkings à l'abandon, ont été reconverti depuis la fin des années 1990 en quartiers branchés et prisés par les jeunes couples et les cadres. C'est également le cas des nouveaux immeubles situés en bordure du lac Michigan, comme ceux des secteurs de Near South Side, Lakeview, Uptown, Edgewater et Rogers Park, qui sont très prisés et attirent de nouvelles populations.

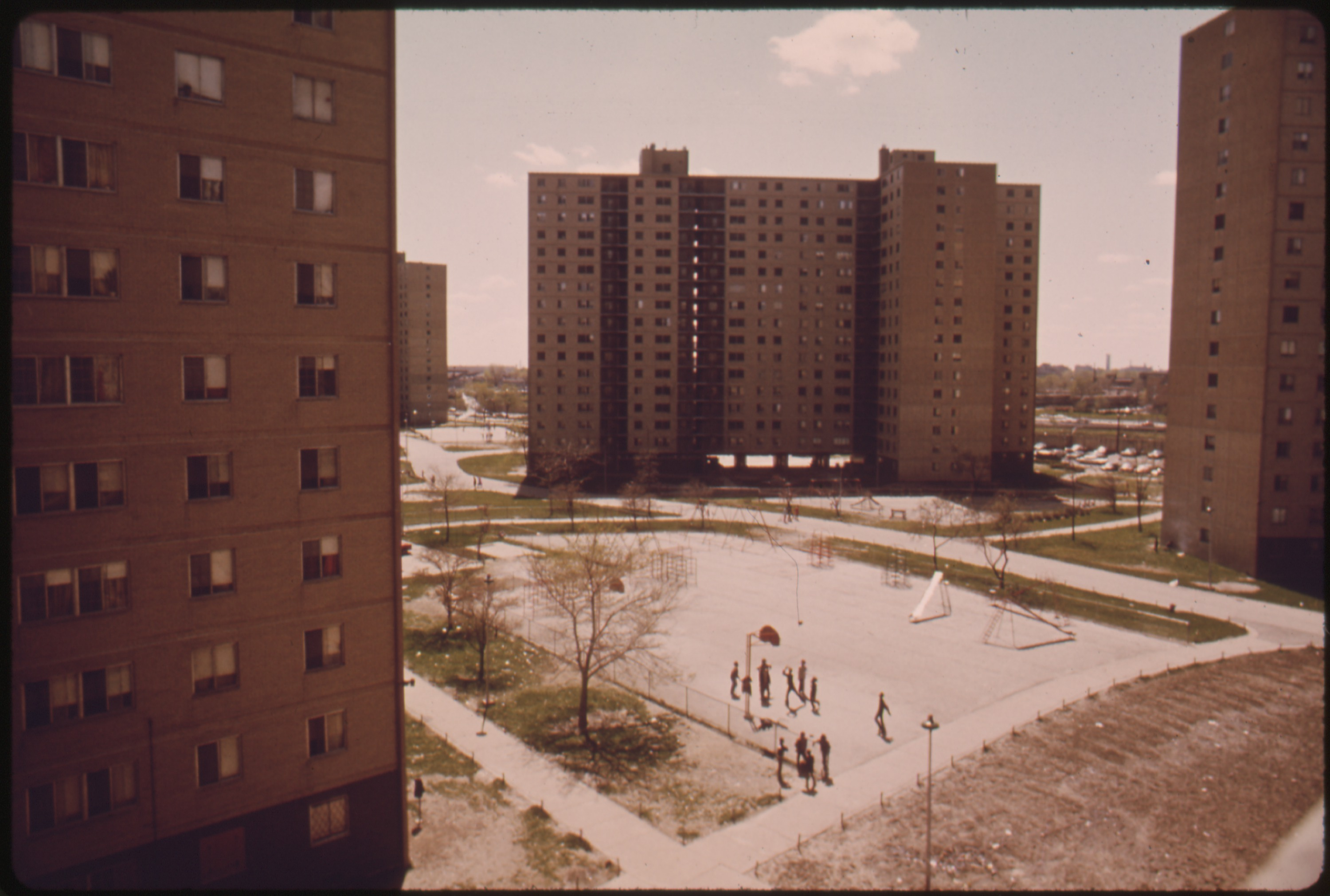
Grand ensemble des Stateway Gardens, dans le quartier de Bronzeville (par le photojournaliste John H. White en 1973). Ces immeubles des années 1950 furent détruits à partir des années 1990.

En 1989, le service municipal chargé de l'urbanisme et du développement de la ville de Chicago (Chicago Department of City Planning and Development ; DPD) a publié un plan visant à embellir et reverdir l'ensemble de son territoire par la plantation de centaines de milliers d'arbres à travers ses parcs, ses quartiers résidentiels, le long de ses boulevards et avenues, en bordure de la rivière Chicago etc. Selon le plan, l'embellissement des boulevards serait un catalyseur pour la revitalisation des quartiers qui les jouxtent, les améliorations paysagères étant le catalyseur de la revitalisation des boulevards. L'objectif du plan appelé « GreenStreets » était d'atteindre un gain net de 500 000 arbres dans la ville pour la période 1989-1992 afin de replanter une ville dénudée par l'épidémie causée par la maladie de l'orme qui toucha Chicago dans les années 1970.
La ville a presque définitivement fait oublier sa mauvaise réputation, héritée de la période agitée de la prohibition dans les années 1920 et 1930, lorsque la guerre faisait rage entre les familles mafieuses italienne et irlandaise pour le contrôle du trafic d'alcool de contrebande à Chicago. Au début des années 2000, Chicago ne faisait plus partie de la liste des 25 villes américaines les moins sûres et le centre-ville fut rendu plus sûr la nuit. Cela est dû au renforcement et à la présence policière ainsi qu'à l'installation de plusieurs centaines de caméras de vidéosurveillance dans de nombreux secteurs de South Side, de West Side et de Downtown qui furent autrefois décadents et criminogènes. En 2019, Chicago ne figurait pas sur la liste des 30 villes les plus dangereuses des États-Unis.

### Saison 1996-1997 des Bulls

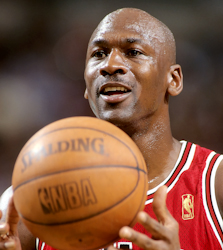
Michael Jordan, icône mondiale du basket-ball, lors d'un match des Bulls de Chicago en 1997.

Les Bulls de Chicago, l'équipe professionnelle de basket-ball membre de la ligue majeure de la National Basketball Association (NBA), sont entrés dans la saison en tant que champions en titre de la NBA, après avoir battu les SuperSonics de Seattle en Finales NBA 1996 en six matchs, remportant leur 4e titre NBA. Pendant l'intersaison, les Bulls ont signé l'agent libre, Robert Parish, qui a remporté plusieurs titres avec les Celtics de Boston dans les années 1980. Les Bulls sont menés par Michael Jordan, Scottie Pippen et Dennis Rodman, les deux premiers étant sélectionnés pour le NBA All-Star Game 1997,.
En plus du trio Jordan-Pippen-Rodman, d'autres joueurs notables dans l'effectif sont à noter, comme Toni Kukoč, Ron Harper, Luc Longley et Steve Kerr. Jordan est meilleur marqueur de la ligue, Rodman meilleur rebondeur, et Steve Kerr mène la ligue au pourcentage à 3 points. Jordan est meilleur joueur de la saison régulière du All-Star Game et des finales, Krause est le General Manager de l'année, Kukoč le meilleur sixième homme et Phil Jackson le meilleur entraîneur.
Les Bulls remportent 69 matchs durant cette période, le deuxième meilleur bilan de l'histoire avec les Lakers de Los Angeles en 1972. Les Bulls ont dominé les années 1990 et sont devenus une des équipes de sport les plus célèbres au monde. Emmenés par l'entraîneur Phil Jackson et Michael Jordan, ils remportent les championnats de 1991, 1992 et 1993, et deviennent la troisième franchise de l'histoire à réussir un « Three Peat », avant de récidiver en 1996, 1997 et 1998.

### Revitalisation du centre-ville

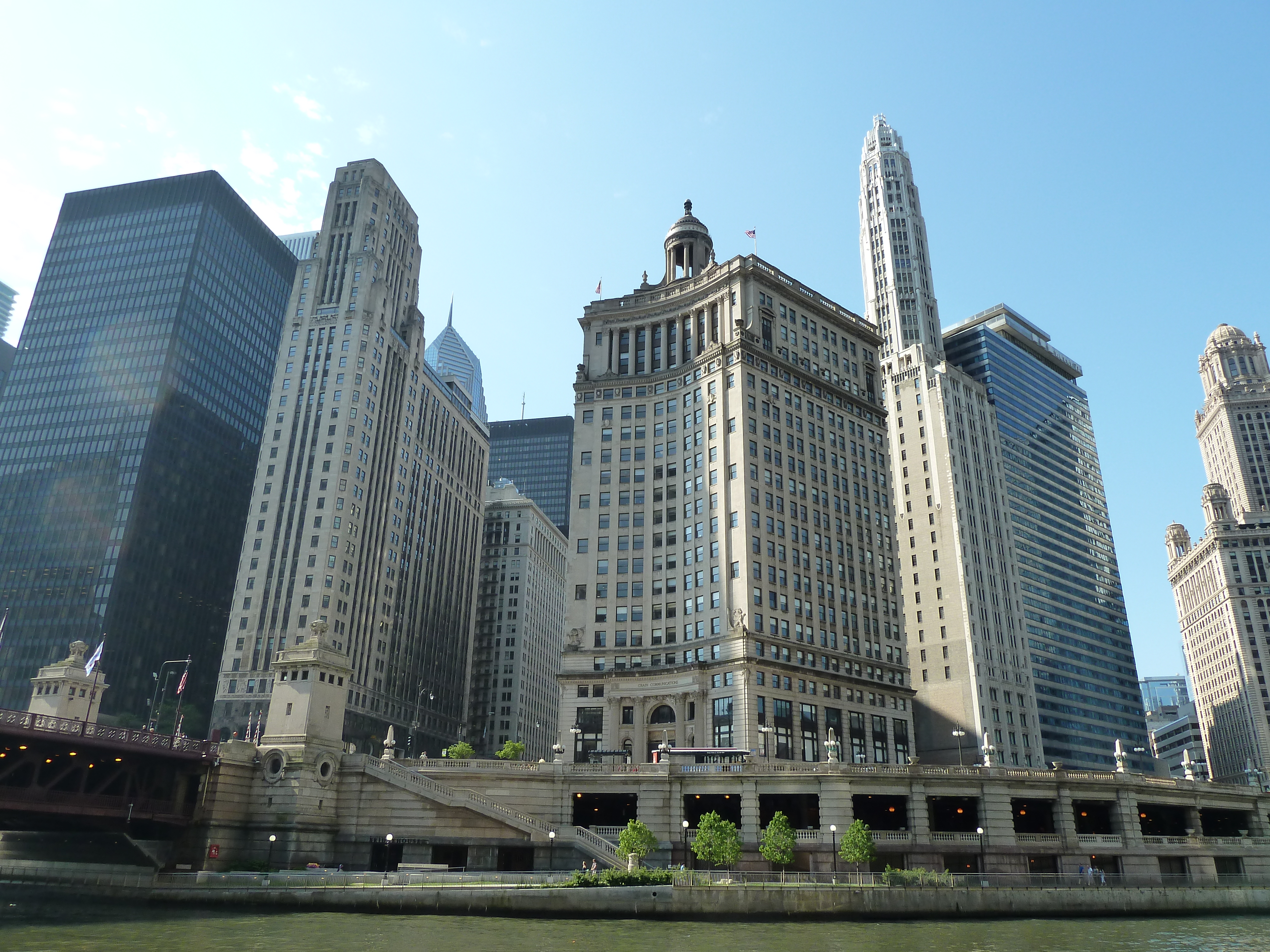
La promenade connue sous le nom de la « Chicago Riverwalk », située le long de la rivière Chicago, fut l'un des projets d'aménagement urbain les plus importants des années 2000.

Dans les années 2000, plusieurs projets ambitieux voient le jour et figurent parmi les plus grands projets d'aménagements urbains du centre de Chicago de ces vingt dernières années. On peut citer, les travaux de réaménagement et d'agrandissement de Grant Park, la création du Millennium Park et de ses attractions urbaines et culturelles, et la construction de la Chicago Riverwalk, une promenade arborée et aménagée le long de la Main Branch (le bras principal) de la rivière Chicago.
Le Millennium Park, situé à l'angle nord-ouest de Grant Park sur les anciennes friches ferroviaires de l'Illinois Central Railroad, couvre une superficie d'environ 10 ha et comprend parmi ses attractions les plus emblématiques : la Cloud Gate, la Crown Fountain et le pavillon Jay Pritzker. Les travaux du Millennium Park commencent en juin 1999 et s'achèvent en juillet 2004. La Chicago Riverwalk (« promenade fluviale de Chicago ») s'étire sur 2,12 kilomètres entre le pont de la voie rapide de Lake Shore Drive à l'est (au niveau du lac Michigan) et le pont de Lake Street à l'ouest (dans le quartier de Wolf Point). Cette promenade, dont les travaux commencèrent en 2001 et s'achèverent en 2016, constitue un lieu de détente arboré et bordé par des restaurants avec terrasses, des bars et des buvettes, des squares et des parcs, des installations pour les enfants, etc,. Elle traverse des quartiers prestigieux du centre-ville et offre un cadre élégant pour profiter de la vue sur les bâtiments environnants.

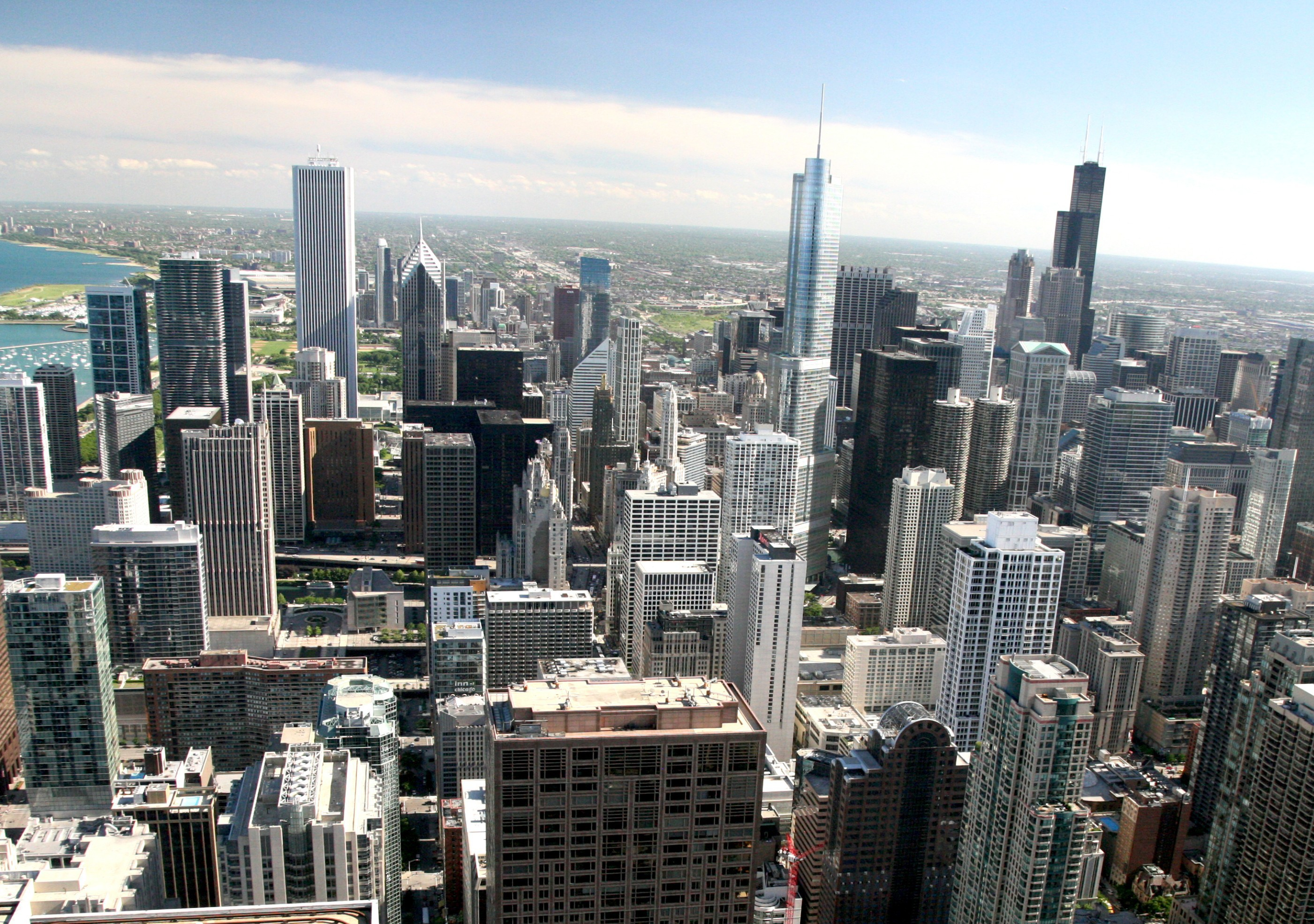
De gauche à droite : l'Aon Center, le Two Prudential Plaza, la Trump Tower et la Willis Tower depuis l'observatoire du 875 North Michigan Avenue.

Un grand nombre de nouveaux gratte-ciel sortent de terre, manifestant ainsi la prospérité économique de Chicago : le 900 North Michigan (1989 ; 265 mètres), le Franklin Center (1989 ; 307 mètres), le Two Prudential Plaza (1990 ; 303 mètres), le 311 South Wacker Drive (1990 ; 293 mètres), la Grant Thornton Tower (1992 ; 230 mètres), la Trump International Hotel and Tower (2009 ; 423 mètres ; deuxième plus haut gratte-ciel de Chicago), l'Aqua (2009 ; 262 mètres), le NEMA (2019 ; 273 mètres), le One Bennett Park (2019 ; 256 mètres), le 110 North Wacker (2020 ; 248 mètres), le St. Regis Chicago (2021 ; 363 mètres ; troisième plus haut gratte-ciel de Chicago), le One Chicago (2022 ; 296 mètres) ou encore la Salesforce Tower Chicago (2023 ; 254 mètres) pour ne citer qu'eux. Dans les années 2000, l'un des projets majeurs fut la Chicago Spire. Œuvre de l'architecte Santiago Calatrava Valls, ce gratte-ciel résidentiel de forme hélicoïdale devait contenir 1 200 appartements et devenir le plus haut bâtiment du continent américain avec ses 150 étages et ses 609,60 mètres de hauteur. Il devait également abriter une salle panoramique au dernier étage, permettant d'admirer une vue s'étendant sur la ville de Chicago, le lac Michigan et quatre États : l'Illinois, l'Indiana, le Michigan et le Wisconsin. Les travaux de la Spire commencèrent en juin 2007 et durent s'achever en 2012 mais la construction fut annulée à la suite de plusieurs conséquences de la crise économique de 2008. D'autres gratte-ciel comme la Tribune East Tower (433 m ; il sera à son achèvement le deuxième plus haut de la ville) et le Lakeshore East Building I (289 m) sont actuellement en projets.

### Protection de l'environnement
L'ambition du maire de Chicago Richard M. Daley (fils de l'ancien maire Richard J. Daley), élu sans discontinuité entre 1989 et 2011, fut de favoriser la protection de l'environnement tout en maintenant Chicago parmi les métropoles mondiales les plus compétitives. Les aménagements et les nombreux projets qui découlent de la municipalité Daley marquent cette ambition. La superficie des espaces verts fut étendue par la création de nouveaux parcs à travers la ville.
Le centre-ville se développe plus rapidement avec une atmosphère plus dense et plus respirable. L'organisme qui assure la gestion, l'entretien et la création des parcs de Chicago (Chicago Park District) est commis au plan de rétablissement de la biodiversité dans la ville de Chicago, et est chargé de la restauration des secteurs endommagés et de certains bâtiments ainsi que de la création de nouveaux espaces de verdure, y compris la conception des jardins au-dessus des toits sur la plupart des gratte-ciel à surface plate. Le Chicago Climate Exchange (CCX) est le premier système d'échange de quotas d'émissions de gaz à effet de serre au monde. Le CCX lança sa plateforme de négociation en 2003. En 2005, le Chicago Climate Exchange lance le Marché climatique européen (European Climate Exchange ; ECE), acteur important dans les échanges à l'intérieur du marché de l'Union européenne. Chicago est la première ville d'Amérique du Nord en matière de toitures végétales grâce à des incitations fiscales qui ont été mises en place dans les années 2000.

### Municipalité de Richard M. Daley (1989-2011)

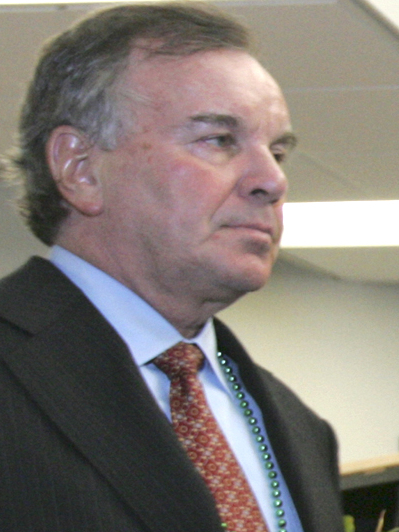
Richard M. Daley en 2006.

En septembre 2010, Richard Michael Daley est nommé « meilleur maire des cinq plus grandes villes des États-Unis » et désigné comme étant un homme « charismatique et puissant » par le Time magazine. En effet, Daley fut un maire ambitieux qui connut de nombreuses réussites depuis son premier mandat en 1989. Il fut surnommé « le boss » par le journal Libération et par plusieurs hommes politiques durant sa carrière.
Parmi ses réalisations, on peut citer la résurgence dans le tourisme ; l'impulsion du plan de modernisation de la Chicago Transit Authority ; la construction du Millennium Park ; la reconversion de Northerly Island (site de l'ancien aéroport de Meigs Field) en parc de loisirs ; la construction de la Trump Tower, haute de 357 m (423 avec antenne) ; le lancement de la construction de la Chicago Spire (609 m sans antenne) ; l'embellissement de la ville (depuis 1989, 500 000 arbres ont été plantés dans Chicago) ; la forte chute de la criminalité dans certains quartiers de West Side et de South Side (depuis la fin des années 1990, Downtown est beaucoup plus sûr la nuit, grâce à l'installation de nombreuses caméras mais aussi à la présence policière plus permanente) ; les parcs de la ville sont plus propres et plus sûrs qu'avant ; les écoles (qui étaient jusqu'à la fin des années 1980, les pires du pays) sont rénovées voire reconstruites par dizaine chaque année ; la mise en place de structures pour la biodiversité et l'environnement (plus de 418 000 m2 de verdures recouvrent les toits de Chicago, Daley a fait de sa ville la première du continent américain en matière de « toits verts ») ; la lutte contre le réchauffement climatique ; le plan de modernisation de l'aéroport international O'Hare ; le développement rapide de North Side (la partie nord de la ville) ; la rénovation de nombreux quartiers (comme Cabrini-Green et Bronzeville) par l'investissement de plusieurs milliards de dollars de la municipalité (depuis plusieurs années, ces rénovations ont créé un véritable phénomène de gentrification, qui a pour but d'attirer une nouvelle population de classe moyenne voire aisée dans certains quartiers situés dans le sud et le nord de la ville et sur les rives du lac), et la mise en place du système de vélos en libre-service Divvy,.

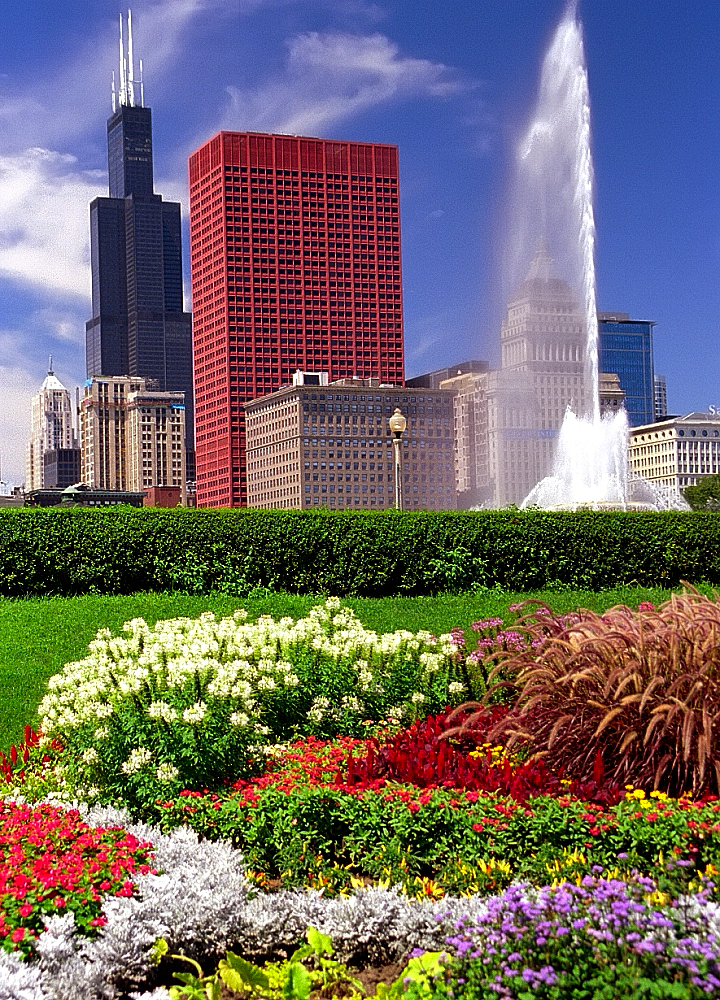
Vue sur la Willis Tower, le CNA Center et le jet d'eau de la Buckingham Fountain depuis les jardins de Grant Park (2010).

D'une superficie de 1,29 km2, Grant Park s'étire sur près de 1,3 km du nord au sud. Appelé « Lake Park » lors de sa création en 1844, il est renommé « Grant Park » en 1901. Entre les années 1990 et les années 2000, Grant Park subit de nombreux travaux de réaménagement visant à le moderniser et le rendre plus attractif. La restauration de la Buckingham Fountain, l'agrandissement du parc au sud et à l'est, la création du Millennium Park et du Museum Campus font partie de ces grandes réalisations de la municipalité de Richard M. Daley.
En 1997, le conseil municipal approuve un texte de loi soumis par Daley qui décline toute responsabilité de la vache de Catherine O'Leary dans la propagation du Grand incendie de Chicago de 1871, mettant fin à plus d'un siècle de brimades,. La même année, la ville reprend possession des anciennes friches ferroviaires héritées de l'ancienne compagnie des chemins de fer de l'Illinois (Illinois Central Railroad) et situées à l'angle nord-est du secteur du Loop pour y bâtir un nouveau quartier : New Eastside.
Dans les années 1990 et 2000, Chicago est la ville qui s'en est le mieux sorti face aux récessions économiques que d'autres métropoles américaines. Cela est en partie dû à son niveau élevé de diversification. La ville a été évaluée comme ayant l'économie la plus équilibrée des États-Unis. En 2009, la société de services financiers UBS plaça Chicago à la 9e place sur la liste des villes les plus riches du monde.
Richard M. Daley reçoit plus de 70 % des voix aux élections municipales de 1999, 2003 et 2007, sans grande opposition. Il joue un rôle important dans la sélection de la ville de Chicago pour les Jeux olympiques d'été de 2016. Il annonce en septembre 2010, qu'il ne sera pas candidat à un nouveau mandat de maire en 2011. Richard M. Daley sera resté à la tête du gouvernement de Chicago durant 22 ans. Il est remplacé par Rahm Emanuel à partir du 16 mai 2011, élu maire de Chicago à 55 % des voix.

### Candidature aux Jeux olympiques d'été de 2016 (2009)

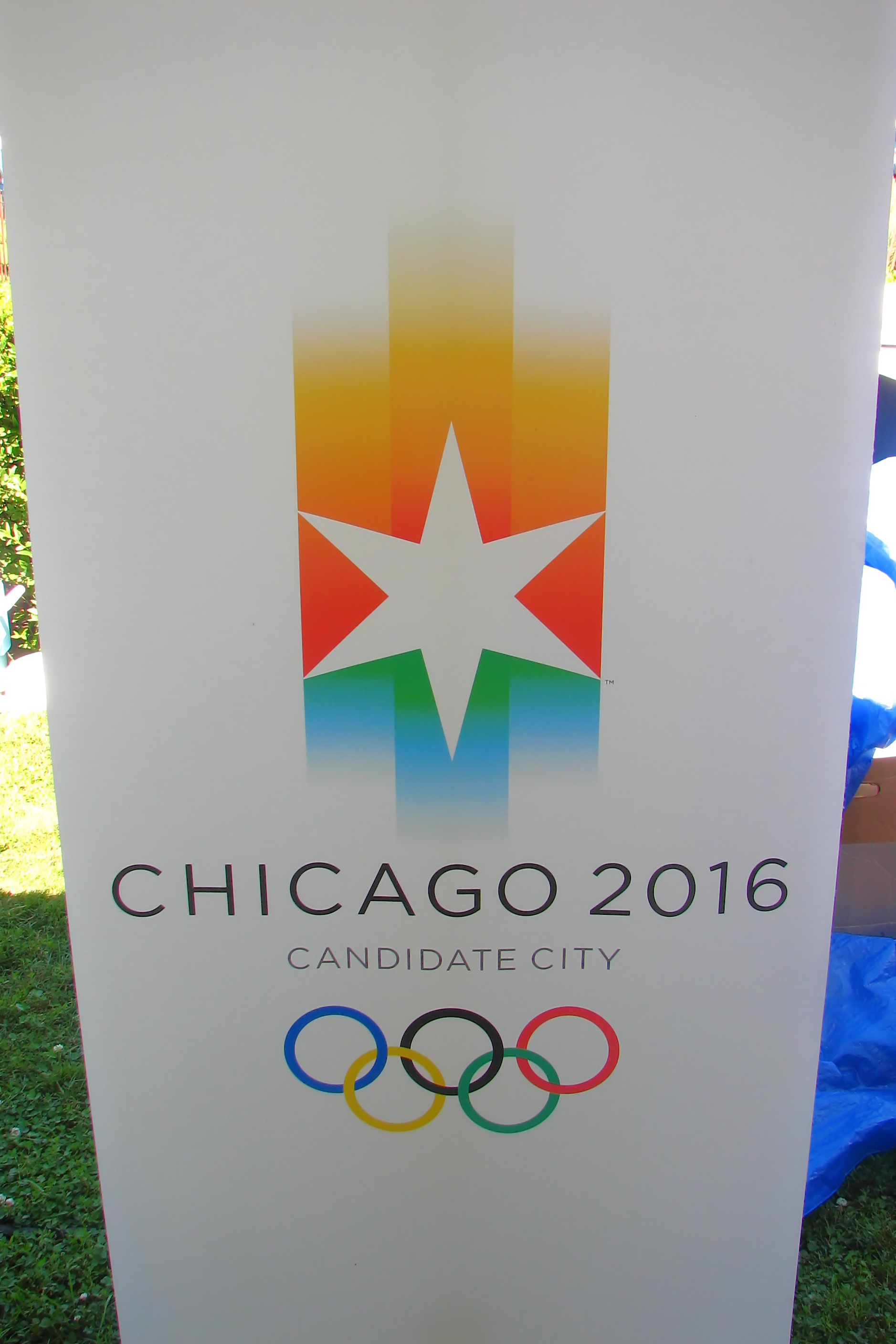
Chicago, candidate aux Jeux olympiques d'été de 2016.

Sept villes candidates ont déposé un dossier pour l'organisation de ces Jeux olympiques auprès du Comité international olympique (CIO), mais le 4 juin 2008 le CIO en a retenu quatre dont Chicago, parmi Tokyo, Madrid et Rio de Janeiro ses nouvelles concurrentes.
Le 16 mai 2007, la ville de Chicago est la ville américaine choisie pour se présenter à la candidature des Jeux Olympiques de 2016. De nombreuses personnalités comme Barack Obama (résident et ancien homme politique de Chicago, 44e président des États-Unis entre 2009 et 2017), Michelle Obama (native de Chicago et ancienne Première dame des États-Unis), Michael Jordan (célèbre basketteur américain, surtout connu comme ancien joueur des Bulls de Chicago) et Michael Phelps (champion de natation), Oprah Winfrey (célèbre présentatrice télé) ou encore Pat Quinn (gouverneur de l'Illinois) ont soutenu le projet.
Chicago a obtenu une note générale de 7,0 pendant la phase de candidature, après une étude détaillée des dossiers de candidature reçus par le groupe de travail du CIO le 14 janvier 2008. Entre le 4 et le 7 avril 2009, la commission d'évaluation du CIO est arrivée à Chicago pour évaluer les conditions de la ville. La commission a assisté à des présentations techniques, participé à des séances de questions-réponses sur le dossier de candidature et effectué des inspections dans tous les sites existants de la ville.
Finalement Chicago, sera avec Tokyo, éliminée dès le premier tour. Le vote définitif a eu lieu le 2 octobre 2009 à Copenhague (Danemark). La ville organisatrice des Jeux de la XXXIe olympiade a été désignée et dévoilée à 18h51, heure d'Europe centrale, le 2 octobre 2009 : il s'agit de Rio de Janeiro 2016, qui a battu Madrid 2016 au dernier tour.

### Sommet de l'OTAN de 2012
Les 20 et 21 mai 2012, le 25e sommet de l'OTAN s'est tenu au McCormick Place à Chicago. Cette conférence diplomatique a réuni les chefs d'État et de gouvernement des pays membres de l'Organisation du traité de l'Atlantique nord. Le sommet porta principalement sur trois grands thèmes : l'engagement de l'Alliance envers l'Afghanistan tout au long de la transition et au-delà ;
la nécessité de veiller à ce que l'Alliance dispose des capacités dont elle a besoin pour protéger les populations et le territoire de ses pays membres et pour faire face aux défis du XXIe siècle ; et le renforcement du réseau de partenaires que l'OTAN entretient dans le monde.

## Surnoms

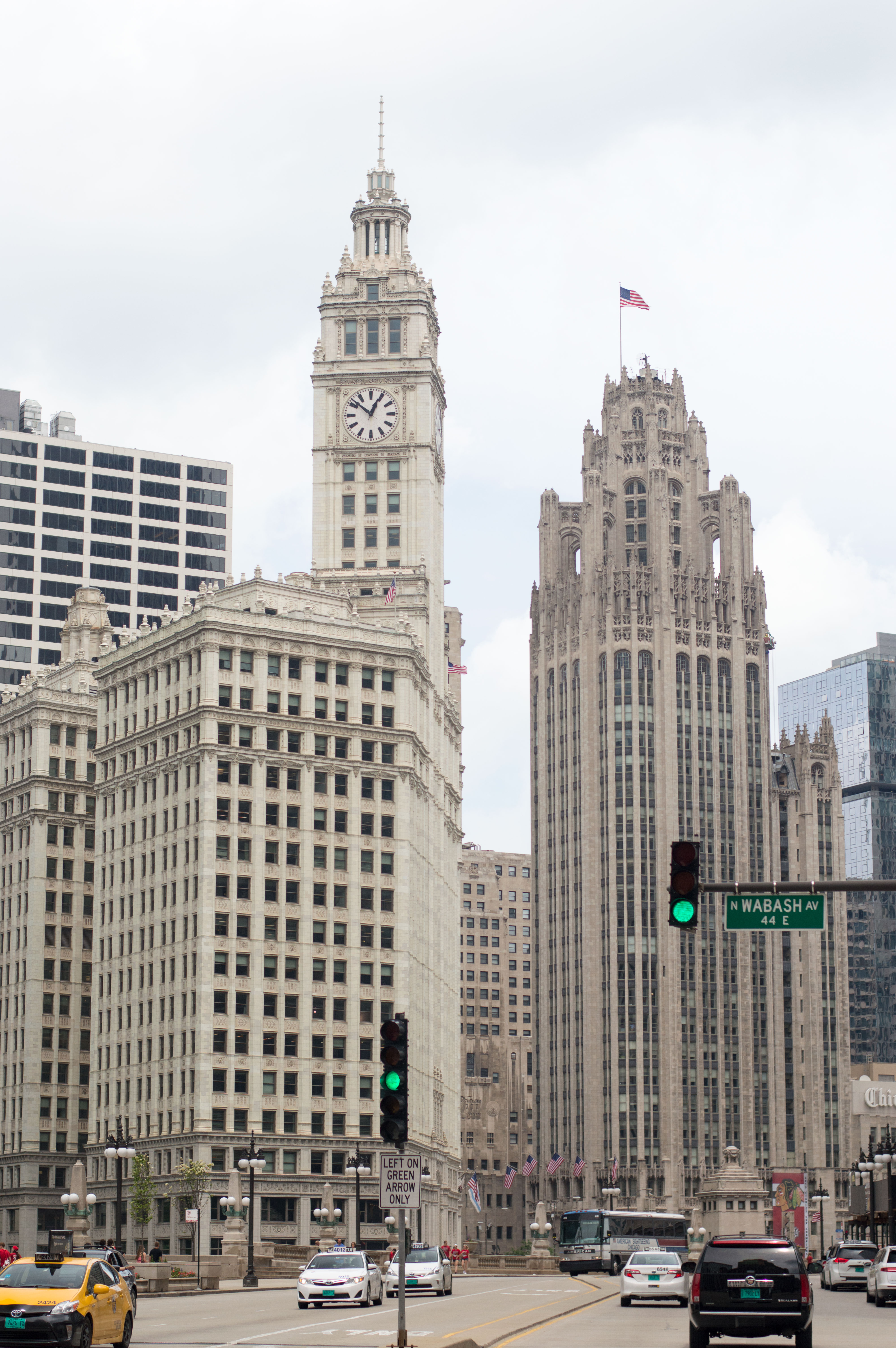
Vue sur le Wrigley Building et la Tribune Tower à hauteur du pont de Wabash Avenue.

C'est son climat autant que son passé politique agité qui lui ont valu le surnom de « Ville des vents » (Windy City) du fait de son incapacité, malgré les déclarations dithyrambiques des politiciens locaux, d'inaugurer à temps l'Exposition universelle pour la célébration du 400e anniversaire de l'arrivée de Christophe Colomb sur le continent. Celle-ci fut inaugurée un an plus tard, en 1893. Ce surnom signifiant en fait « qui brasse de l'air » lui fut donné par l'éditeur Charles Anderson Dana du New York Sun et bien que péjoratif, il lui est resté. Il correspond aussi à sa situation climatique et aux vents qui balayent régulièrement la ville. La première signification a en effet tendance à s'estomper dans la mémoire collective.
Chicago est également surnommée la « Ville aux larges épaules » (City of Big Shoulders), ou encore la « Deuxième ville » (Second City) car elle a été reconstruite à la suite du Grand incendie de 1871 et aussi parce qu'elle a été pendant un siècle (1890-1990) la deuxième ville la plus peuplée du pays derrière New York. « La ville aux toits verts » (Green Roofs City) du fait que ses toitures végétales représentent une superficie totale de plus de 418 000 m2, en effet, le maire de Chicago Richard M. Daley a fait de sa ville la première d'Amérique du Nord en matière de « toits verts » grâce à des incitations fiscales qui ont été mises en place depuis le début des années 2000.
Enfin, Chicago est également appelée la « Ville dans un jardin » (City in a Garden), un surnom qui lui vient en grande partie du fait que son territoire est constitué de nombreux parcs et espaces verts. Dans de nombreux quartiers de Chicago, les principaux axes routiers comme les boulevards et avenues sont bordés d'arbres, de verdure et de bacs à fleurs.